# Muravidék
A Muravidék (szlovénul Prekmurje, azaz „Murántúl”, németül Übermurgebiet, vendül Prekmürje, Prekmörje) Szlovénia legészakibb történelmi régiója, amely 1920 előtt a történelmi Magyar Királyság részét képezte. A régió területe 948,48 négyzetkilométer. A Pomurska statisztikai régió („Mura menti statisztikai régió”) részét képezi, amely azonban nem valódi közigazgatási egység. A Muravidék székhelye Muraszombat. Területének legnagyobb részét az Alsó-Mura-sík (szlovénul Mursko-Prekmursko polje) foglalja el.  Szlovénia hét fő országrészének, tájegységének egyike s Štajerska, Gorenjska, Koroška, Notranjska, Primorska, Dolenjska mellett
A régiónak a magyar határral szomszédos településein, elsősorban Lendván és környékén ma is jelentős magyar kisebbség él, akiket muravidéki magyaroknak neveznek. Magyarországon hasonló neve miatt sokan összekeverik a Muraközzel, ez pedig gyakran kifejezetten sérti nemcsak az itteni szlovénokat, hanem a muravidéki magyarokat is.

## Elnevezései
Korábban a történelmi magyar Vendvidék kifejezést is használták a területre, amelynek nagyobb részét tette ki, ez a tájnév azonban ma már csak a magyarországi Rábavidék elnevezéseként él. A két világháború közötti időszakban Muramellék néven is emlegették. A vidékre használatos még a Muratáj elnevezés is, amelybe azonban az egész szlovéniai Muramente (Pomurje), sőt az Ausztriában található szomszédos Grazi-medence területe is beleértendő.
A Prekmurje név szószerinti jelentése Murántúl, amely a középkori zágrábi püspökségi dokumentumokban használt Transmurania szlovén tükörfordítása. A 19. században keletkezett és az első világháborút követően kezdték hivatalosan használni. A helyi szlovénok sokáig nem akarták elfogadni, ahogy a magyar revizionisták sem. Előbbiek magukra nézve pejoratívnak érezték. Ennek ellensúlyozására létrejöttek a Murska krajina, vendül Mürska vagy Mörska krajina nevek, szószerinti magyar fordításban a Muravidék. A magyar szóhasználatban végül ez honosodott meg.
Sokáig fennmaradt a Slovenska krajina elnevezés, amely megegyezik a magyar Vendvidék-kel; az első világháború után, az elcsatolás mellett állásfoglaló helyi értelmiségiek is igyekeztek megtartani a Slovenska krajina terminust, amely nemcsak a Muravidéket, de a Magyarországon megmaradt Rábavidéket is jelenti. Az utóbbi években újból használatos lett, mint a két Szlovénia és Magyarország között megosztott Mura- és Rábavidék összefoglaló neve.

## Földrajz
A szlovéniai földrajzi meghatározás szerint a vidék az úgynevezett Pannon-medence (Panonski bazen) része, amelyhez tágabb értelemben az egész Dunántúl is tartozik.
Földrajzilag a terület két részre oszlik (síkságra és dombságra), de különböző okokból három altájegységet különböztetnek meg. Az északi felén az Alpokalja, ezen belül a Vendvidéki-dombság (szlovénul Goričko) húzódik, ennek területéhez tartozik a Magyarországon levő (csonka) Vendvidék (más néven Rábavidék) is, amit a trianoni határ választ el a szlovéniai oldaltól. Ez a vidék erősen tagolt, mély völgyekkel és meredek dombokkal telített. Itt található a Muravidék legmagasabb pontja a Seregházi (Serdicai) csúcs, amelynek magassága 418 m, utána a közelében fekvő Hegyszorosi (Sotinai) csúcs áll, amely 413 magas.
Az osztrák határ környékén kisebb sziklás részek emelkednek, melyek metamorf kőzetekből állnak. A dombsági terület paleozoikumi eredetű rétegből áll. A síksági vidék miocén mészkőből áll. A magaslati tagozódás Felsőlendva környékén a legerősebb, ahol kisebb bazalthalmok is vannak, amely pliocénkori vulkáni tevékenység eredménye.
Délen az Alsó-Mura-síknak a Murától északra fekvő nagyobb része található, amit Ravensko-nak hívnak, magyaros elnevezése Revence. A síkság többi része osztrák oldalon fekszik. Ez a terület nem olyan zárt, mint északi szomszédja a Goričko és a földművelésre is jobb adottságok kínálkoznak. Az itt húzódó harmadidőszakból származó réteg mélysége Kisszombatnál körülbelül 791 m, míg ettől nem messze Battyánfalvánál 1183 m.
Keleten a magyar határ mentén a Lendva-vidék (Dolinsko) szintén síkság terül el, amelynek nyugati dombvidéke földrajzilag a Zalai-dombság részét képezi. Elsősorban eltérő nyelvjárása és történelmi fejlődése miatt különböztetik meg a Ravenskótól.

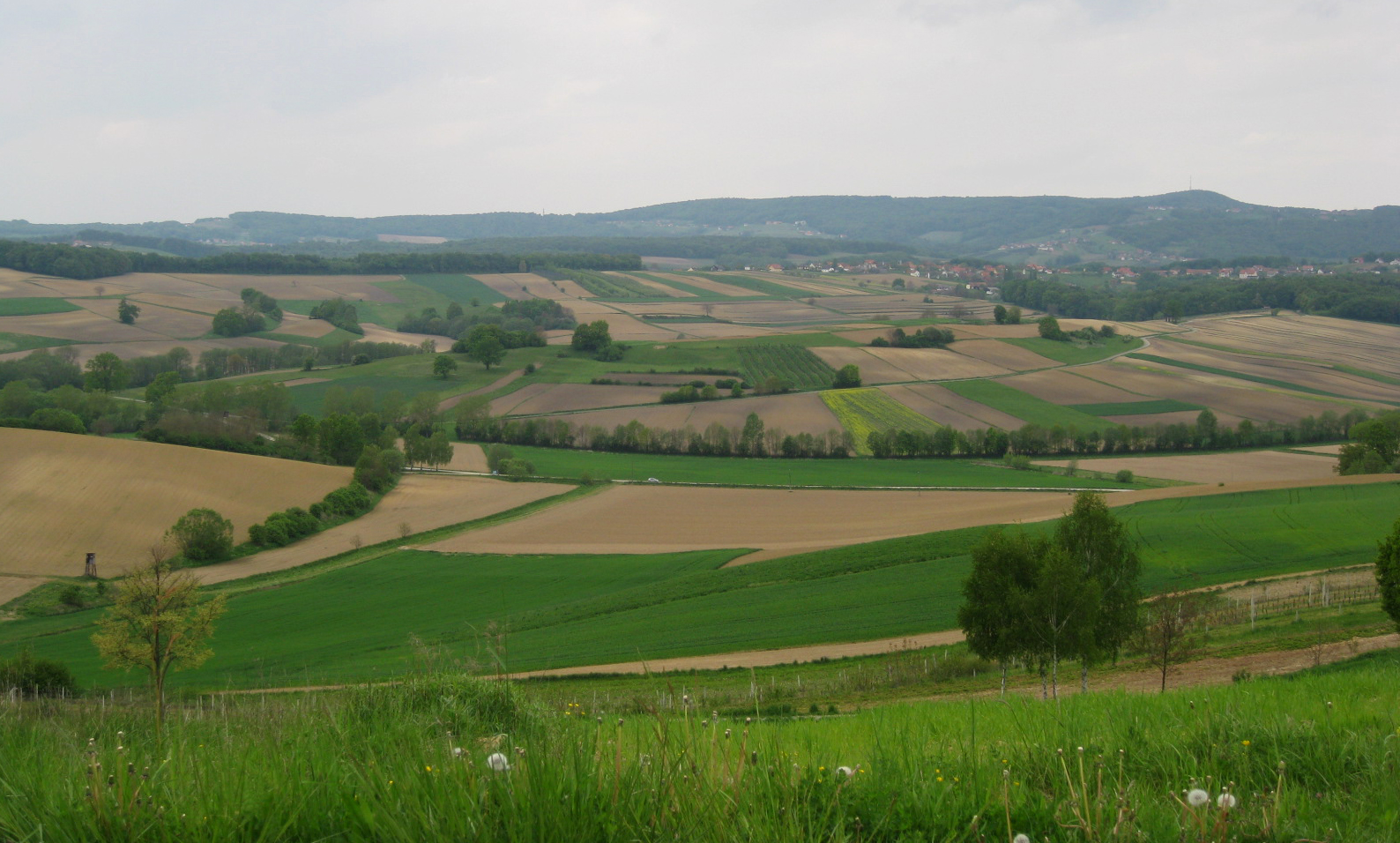
Az északi dombság, a Goričkó vidéke
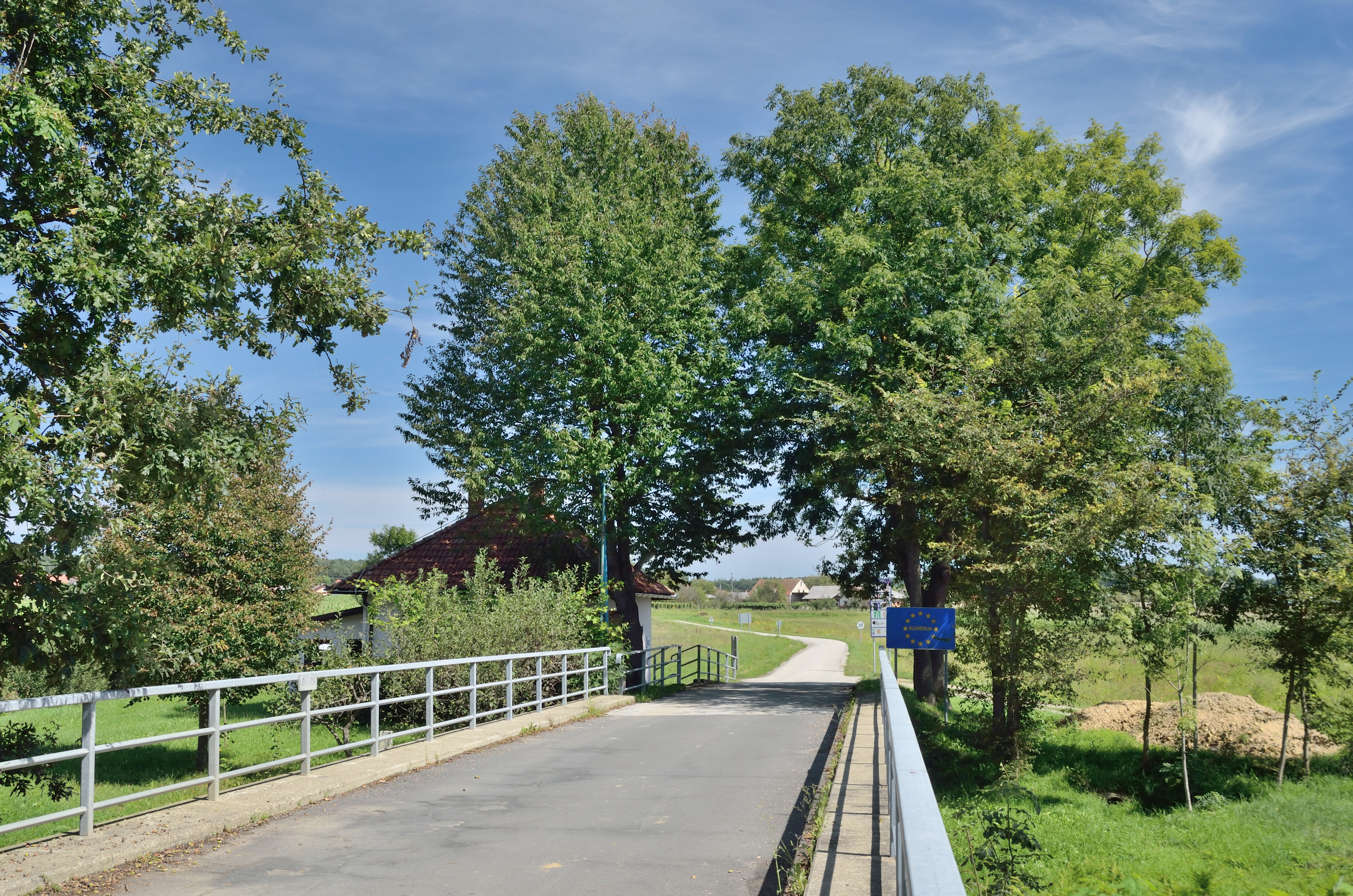
A Ravenskó Ausztria felől nézve, a régi károlyfai határátkelőnél
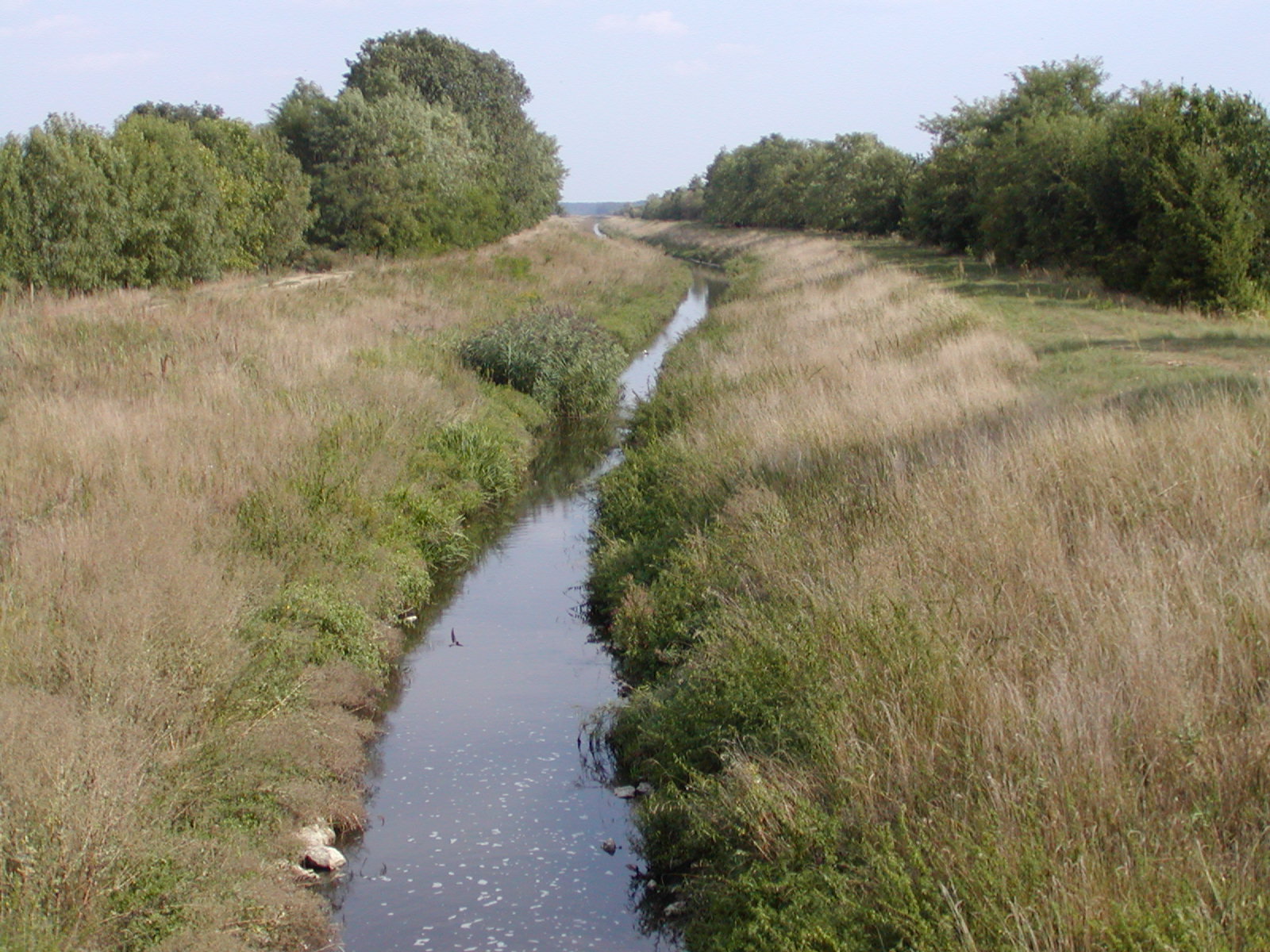
A Lendva-patak csatornája Lendvaerdő mellett, a Dolinskón
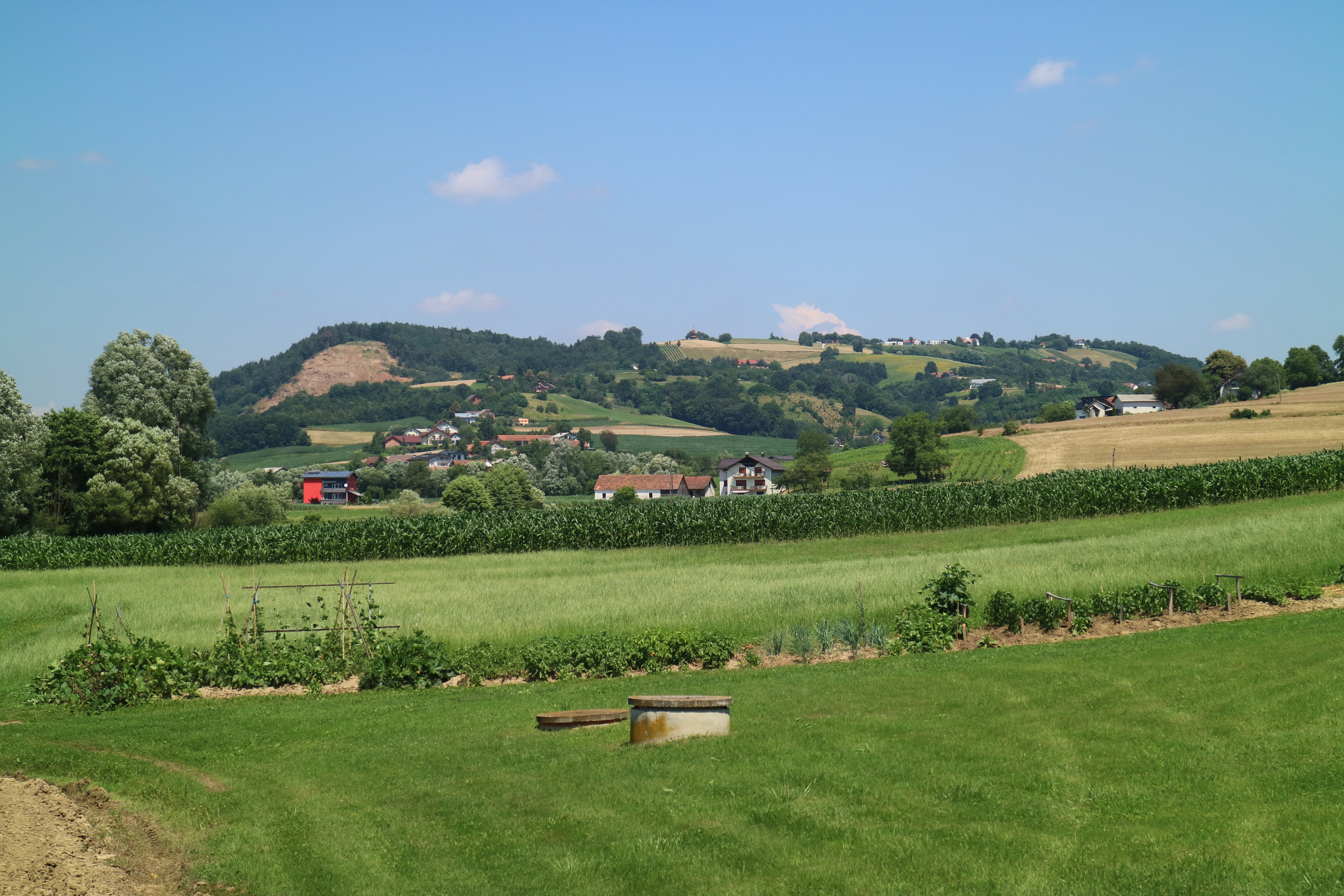
A hegyszorosi hegy

### Vízrajz

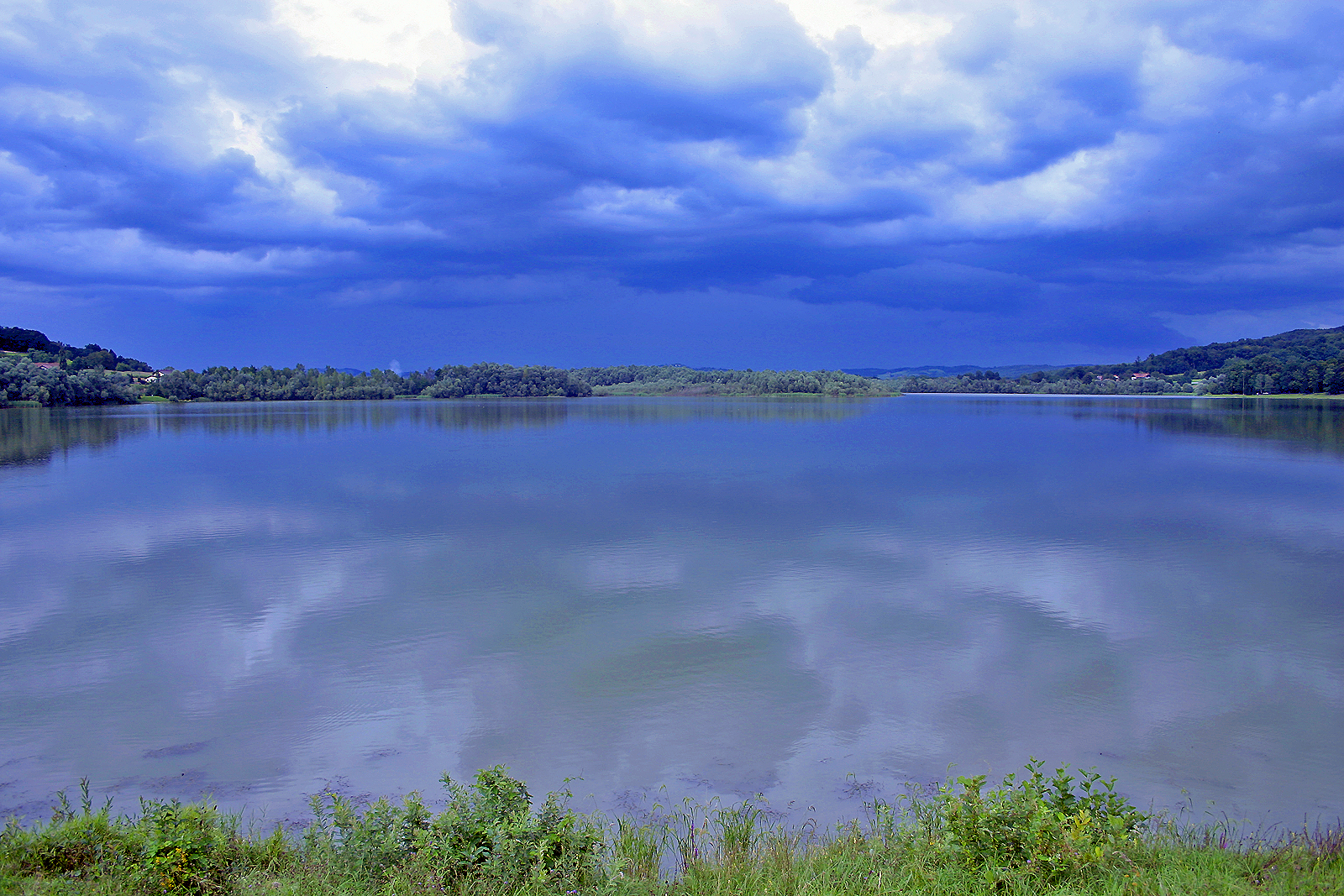
A Lendvakirályfa (Krašči) melletti tó.

Muravidék nyugati és déli határát a Mura folyó, az egyetlen fő vízfolyás képezi, míg keleti határát a magyar államhatár, északi határát pedig az osztrák államhatár alkotja.
A belső területeken nincsenek nagyobb folyók, leszámítva a Kerkát és a Lendvát. A Kerka forrása a Muravidék északi csücskében van, s keletnek ívesen haladva Bajánsenye mellett lép magyar területre, majd Muraszemenyénél eléri a Murát. A Lendva forrása Stájerország területén fekszik. A Muravidékre Hegyszorosnál lép, majd hosszan haladva délnek Vashidegkúttól északkeletre a síkságon lassan kanyarodik, majd Muraszombatot is érintve végül az Alsólendva szomszédságában fekvő Margit-majortól délre beleömlik a Kerkába.
A föld mélyén jelentős termálvízkészlet rejtőzik, amelyre a turizmus is épít. Dióslak közelében ásványvízforrások vannak.
Ezeken kívül tucatnyi kisebb-nagyobb patak található, amelyek a Mura, Kerka és Lendva vízgyűjtőjéhez tartoznak. Két jelentősebb állóvíze a Muravidéknek mesterséges: a Bakónaki-tó és a Lendvakirályfai-tó, amit Lendva-tónak is neveznek (Ledavsko jezero), mivel a Lendva felduzzasztásával hozták létre.
Hajdan a halak még a kisebb patakokban is gyakran előfordultak és a lakosság kifogta őket élelmezés céljából. A víz rendkívüli tisztaságú volt, különösen a dombsági részeken, ez pedig lehetővé tette a halak és rákok jelenlétét. A fokozódó vízszennyezés miatt a halak kivesztek a patakok többségéből, a Kerkán és Lendván pedig megritkultak. Ugyancsak jelentőssé vált a halállomány csökkenése a Murán, ami miatt jóformán eltűnt a halászat a folyóról.

### Állat- és növényvilág

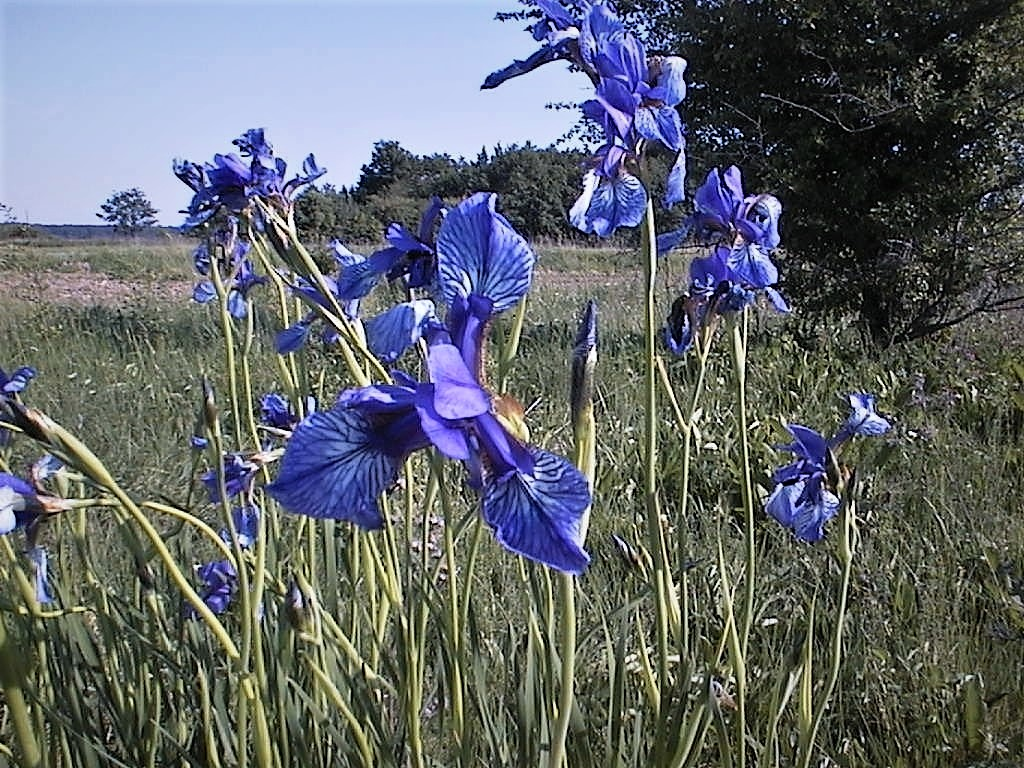
Bántornya határában virágzó szibériai nőszirom.

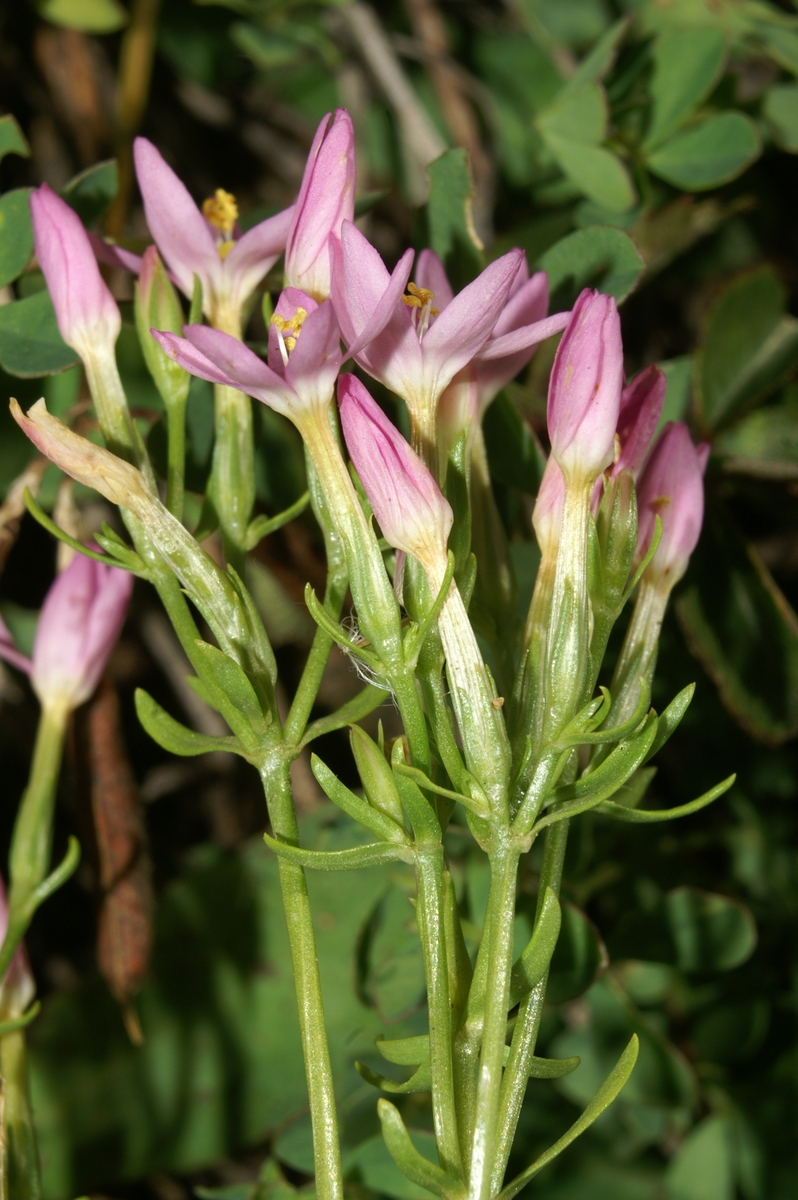
Kis ezerjófű Zsidahegy határában.

Jellemző közép-európai flóra és fauna, mely szoros egyezéseket mutat a dunántúlival. Bizonyos szubalpin jellegzetességek is tapasztalhatók főleg a Goričkón és találhatók növény- és lepkeritkaságok.
Az erdős területek főleg a Goričkón húzódnak. Bizonyos helyeken, ahol visszaszorult a mezőgazdálkodás sok a telepített erdő. Általában vaddisznó, nyúl, őz, szarvas, fácán, ritkán fürj alkotja a vadállományt. Az 1970-es években a Goričkóba telepítettek dámvadat is. Jelentősebb ragadozó emlős a róka, bár az utóbbi években egyre több aranysakál is megjelenik a térségben. Él a területen borz és különféle apróbb emlősök, mint pele, mókus, menyét, görény, nyest.
A Mura folyón mentén lehet találkozni sirállyal. Különlegesség a szürkegém és fekete gólya. A fehér gólya általában mindenhol elterjedt, azonkívül a vidék egyfajta „nemzeti” szimbóluma, védjegye. A Goričkón visszatérőben van az egykor nagyon elterjedt búbos banka, amely főleg a régi, odvas gyümölcsfákat kedveli. Mostanra a madár az északi altájegység jelképe lett. A madárvilág többi részét szokványos, a pannon térségben széleskörben elterjedt egyedek képzik, mint a szarka, cinege, varjú, fülemüle, fecskefélék stb. A ragadozómadarak közül az egerészölyv, karvaly, kuvik és vörösvércse a legjellemzőbbek.

### Természetvédelem
A Muravidéknek nincs nemzeti parkja, csupán egy természetvédelmi körzet található a területén, a felsőlendvai székhelyű Goričko Natúrpark (Krajinski Park Goričko). A park fő feladatának tekinti a nedves élőhelyek, valamint a kaszálókon, gyümölcsösökben, patakvölgyekben található őshonos, s gyakorta ritka állat- és növényvilág védelmét. Érdekelt továbbá a térségben hagyományos paraszti gazdálkodás és bizonyos tradicionális (kézműves) mesterségek (mint pl. a fazekasság) fenntartásában.

## Történelem

### Őskor
A területen az őskorban is éltek emberek, amelynek bizonyítéka néhány előkerült szakóca és kőbalta maradványa. Jelentősebb régészeti leletre eddig nem bukkantak ebből az időszakból.

### Ókor
A Római Birodalomból korából viszonylag több lelet van, illetve töredékes írásos beszámolók a területről. Egy ideig tévesen Alsólendvával azonosították az ókori Halicum települését, amely valójában a Mura másik oldalán, a Muraközben lehetett, feltehetőleg Muraszentmártonnál, ahol a Borostyánkő-út is húzódott. Lendva és környékén viszont több ízben kerültek elő római kori pénzérmék és cserépedények.
A Goričkón néhány település határában találhatók halomsírok. A korábbi népek helyére települő új lakosság, a szlávok kollektív tudatában nyilván megőrződött, hogy az erdei halmok sírokat rejtenek, de ez az ismeret idővel elváltozott és a 19.-20. században török-kori síroknak vélték ezeket.

### Középkor

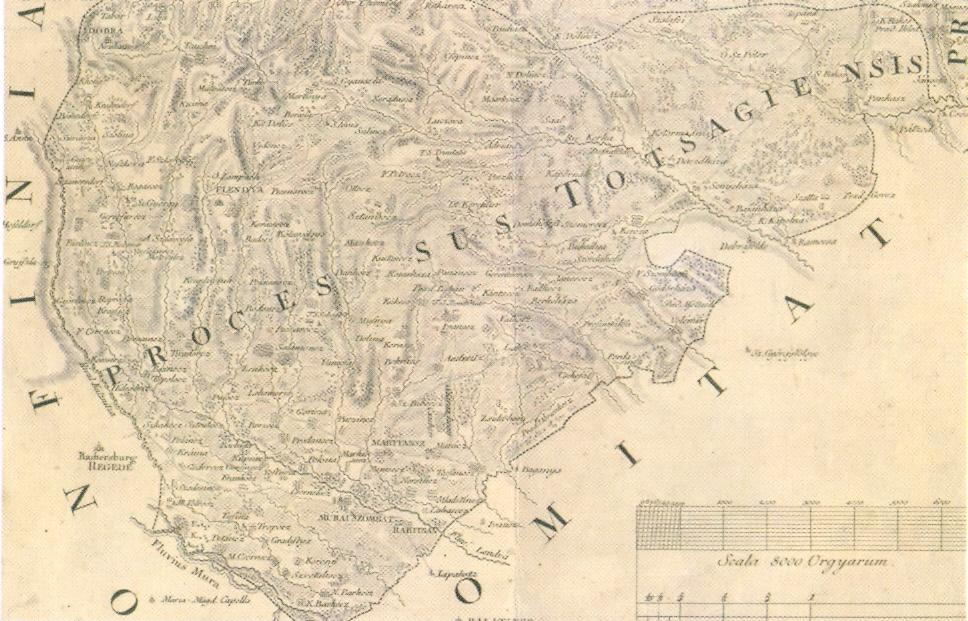
A Tótsági Esperességi Kerület (Slovenska okroglina) egy 1795-ös térképen

A népvándorláskor zavaros századjaiban a korábbi kelta és latin lakosság után több különböző nép fordult meg a térségben, főleg germánok és avarok. Utóbbiakkal telepedtek meg a Kárpát-medencében a szlávok. A mai Muravidék ekkori állapotáról igen kevés adat van, de annyi bizonyos, hogy Pribina alsó-pannóniai fejedelemségéhez tartozott, akinek a mai Zalaváron volt a székhelye. 840 és 859 között két templom épült a feltételezések szerint a Muravidék területén: az egyik bizonyos Lindvolvschiricum-ban, amit Alsólendvával azonosítanak, a másik Businizá-ban, amelyről úgy vélik, hogy a Muraszombat mellett valamikor fennállt Buzinc községgel lehet azonos. Később még egy templom is épült bizonyos Spizzun településen, amit 865-ben szenteltek fel. Ennek helye talán a mai Pálmafán lehetett, Muraszombattól nyugatra.
Andrej Pleterski szlovén archeológus szerint a középkorban több kisebb szláv fejedelemség is létezhetett a mai Szlovénia területén, nemcsak a már jól ismert Karantánia. Pleterski szerint az egyik ilyen fejedelemség pont a Muravidéken volt és kiterjedt a Muraközre is. Peter Štih és más történészek azonban elvetik ezt a hipotézist. Pleterski egyetlen forrása a Conversio Bagoariorum et Carantanorum c. korabeli vitairat, amely említ bizonyos régiókat ebben a térségben, de Štih szerint ezek nem államalakulatok, csupán közigazgatási területnek nem minősülő régiók.
A honfoglalás után és az Árpád-korban a terület egésze az Őrség gyepűelvét képezte, s ritkán lakott lehetett. A területen a 11. században már említenek szláv lakosságot, akik sclavus néven fordulnak elő latin nyelvű forrásokban. Ekkoriban magyar megnevezésük a tót volt. A németek nevezték a szlávokat windisch-nek, vagy wendisch-nek, amiből kialakult a magyarban a vend név, de ez a 18. századnál előbb nem tűnik fel a muramenti szlovénok vonatkozásában Magyarországon; ennek korábbi meglétét hangoztató állítások hamisak.
A szentgotthárdi ciszterci apátság megalapítása 1183-ban jótékonyan hatott a gyepűelve gazdasági fejlődésére és a szlávság számát is növelte, ugyanis a szerzetesek munkaerő gyanánt a Rába folyó és az Észak-Goričko térségébe szláv parasztokat telepítettek. A gyepűelve a 13. századtól már védelmi célokra nem volt használható, a tatárjárás után pedig indokoltabb volt kővárak építése, az eladományozott királyi birtokokat pedig pótolni kellett, ezért egyre inkább mezőgazdasági célú művelésre kezdték használni, ami a népesség növekedését eredményezte, bár az még a 18. században is nem érhette el a Muravidéken a 15 ezret.
A 14–15. században a vidék jelentős fejlődésnek indult, ami a történelmi Zala vármegye legfontosabb főúri családjának, az alsólendvai Bánffy családnak is köszönhető, akiknek Lendva (akkori nevén Alsólindva) vára volt a központjuk. A család még I. (Nagy) Lajostól nyert Lindván vásártartási jogot. A 16. században a térségben Nagykanizsa mellett Lendva volt a legjelentősebb település.
További településeket leginkább a 13. század elejétől említenek írásos források: Felsőlendvát (Lyndwa, 1208), Muraszombatot (Belmura, 1220), Bagonyát (Bogin, 1208). A század végétől, de főképp a 14. században egész a 16. századig újabb és újabb települések kerülnek említésre, amelyek általában szláv (szlovén) lakosúak.
Mátyás király 1479-ben jelentős kiváltságokkal ruházta fel Muraszombatot, 1481-ben pedig az alsólendvai uradalom falvai, főleg a szlovén falvak, adómentességet nyertek a királytól. 1524-ben a Bánffy-uradalom összeírása malmot is említ a Murán, a mostani Muramelencénél. Szentgotthárd ekkoriban lehanyatlott és jelentőségét hosszú ideig nem nyerte vissza.
A terület neve ekkortájt Tótság volt, de ez csak egy részét takarta a mostani mostani Muravidéknek. A név a győri püspökségtől származik, amely a Felsőlendva és Muraszombat között fekvő szlovén plébániákat egy ilyen nevű esperességbe fogta össze. Ez az esperesség 1777-ig állt fenn. A lendvai uradalom vidéke a zágrábi püspökséghez tartozott.

### A reformáció és a török hódoltság korszaka

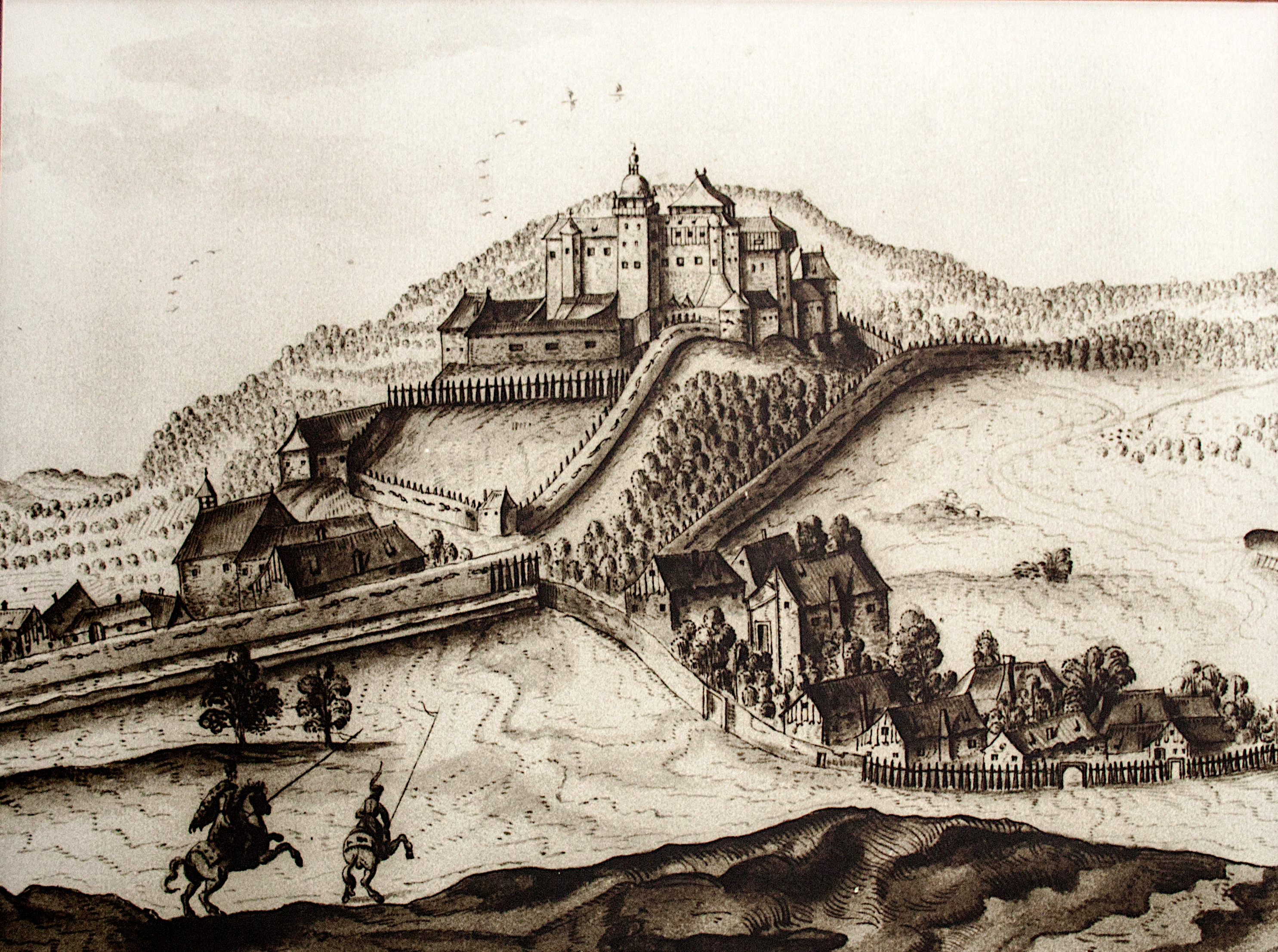
Alsólendva vára 1664 körül, Raimondo Montecuccoli hagyatékából származó korabeli képen

A reformáció gyökerei a német határ közelsége miatt már az 1530-as években sarjadni kezdtek. A terület magyar birtokosai terjesztették a protestantizmust a Cuius regio eius religio (Akié a föld, azé a vallás) elv alapján, így a muravidéki szlovén jobbágyok javarésze protestáns lett. Alsólendván protestáns nyomda létesült, ahol egyebek mellett egy Krajnából elűzött szlovén nyomdász, Manlius János is dolgozott. Lehetőség nyílt az anyanyelvi prédikációra és az írás-olvasás elsajátítására.
A területen eleinte a lutheránus és a kálvinista felekezet egymást támogatva tevékenykedett. Kanizsa elestével (1600), ahol a dél-dunántúli kálvinizmus központja volt, a reformátusok nyugatabbra szorultak, emiatt viszont a lutheránusok veszélyeztetve érezték tótsági pozícióikat. A két felekezet között ellentétek robbantak ki, mely vallási harcból a lutheránusok kerültek ki győztesen az 1650-es években. Ennek oka, hogy a lutheránusoknak több szláv nyelvű prédikátoruk volt, míg kálvinista oldalon csupán egy. Ennek tudható be, hogy a muravidéki szlovén protestánsok ma kizárólag az ágostai hitet követik.
A szellemi fejlődést beárnyékolta az Oszmán Birodalom terjeszkedése. A török fenyegetés miatt hozzáfogtak a helyi várak és templomok megerősítésére. Kanizsa eleste kritikussá tette a Tótság helyzetét, mivel már nem volt erősebb vár, amely elháríthatta volna a török portyázók támadását. A törökök és szerbek néhány éven belül fegyveres támadások útján az egész Mura és Rába között fekvő területet meghódolásra kényszerítették, a lakosság így kettősadózás alá került (egyszerre fizettek a töröknek és a Habsburg uralkodónak). Ekkortájt indult meg a szlovénok első kivándorlási hulláma Somogyba, Agarév, Háromfa és Tarany falvakba. Az első érkezők a vidéküket ért török támadás késztette elvándorlásra oszmán fennhatóságú területre, illetőleg a reformáció terjedése is, mivel nem akarták felvenni a protestáns vallást.
Az 1664-es szentgotthárdi csata az egész mai Muravidékre is kihatott: török és keresztény főseregek felvonulási területe volt a vidék és falvai jelentős pusztítást voltak kénytelenek elszenvedni főleg a tatár lovasság támadásától. A török invázió következtében némely települések örökre elpusztultak és nyom nélkül eltűntek. Részben ezek lakosai vándoroltak Somogyba.

### A 18. század

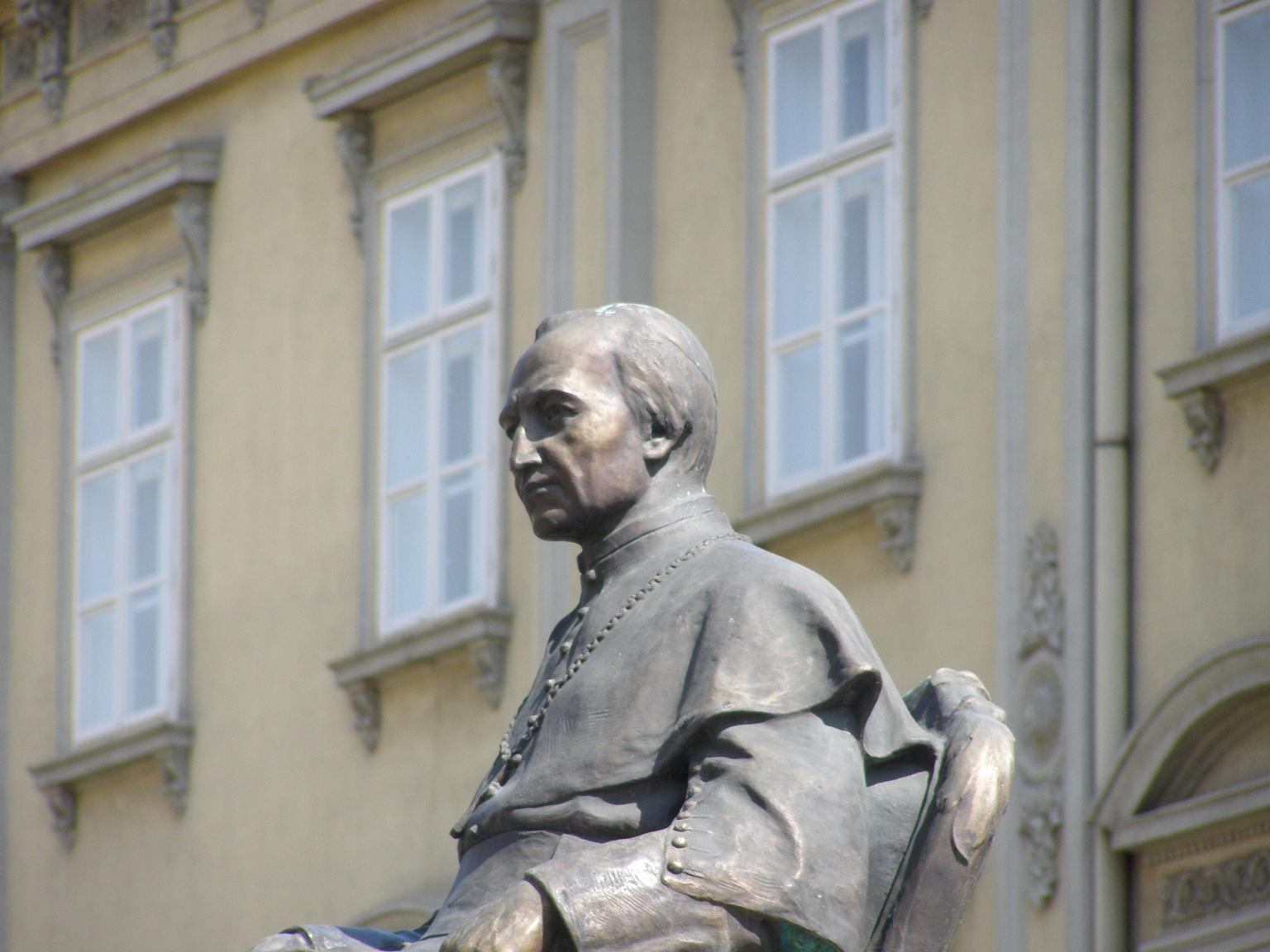
Szily János püspök szobra Szombathelyen

A Rákóczi-szabadságharc idején a Tótság jobbágyai a kurucok mellé álltak a fosztogató császári és szerb csapatok ellenében, ám a kurucoknak nem sikerült felszabadítani a vidéket. A muraszombati Szapáry Miklós próbálta megszervezni az ellenállást a labancokkal szemben Károlyi Sándorral együttműködve, a rakicsáni csatában azonban a kurucok és szlovén támogatóik vereséget szenvedtek a labancoktól. A szabadságharc végén tomboló pestisjárvány a Tótság akkori lakosságának mintegy 10-15%-át elvitte. Ekkor a császáriak még szigorúbban ellenőrizték a határt és a folyami átkelőket, nehogy a járvány átterjedjen Stájerországra.
Az ellenreformációs tevékenység már a 17. században elindult a területen. A zágrábi püspökség délen megtisztította a protestantizmustól az ottani plébániákat, így a Muravidék dolinskói része (a magyarokat nem számítva) ma is színkatolikus. A Goričkón és a Ravenskón ellenben még a 18. század első felében a többséget az evangélikusok alkották. A Rákóczi-szabadságharcot követő évtizedekben a rekatolizáció ismét megélénkült és a szlovén protestánsok sorra veszítették el addigi egyházközségeiket. Megoldásként új artikulus alakult ki számukra a Kőszeg mellett fekvő távoli Nemescsón, ahová gyakran zarándokoltak el istentiszteletekre és számíthattak a német protestánsok segítségére. Más protestánsok a Somogyba való kivándorlás mellett döntöttek. 1732-ban nagyszabású katonai akció indult a protestáns közösségek felszámolására az Őrségben és a Tótságban: a császári és vármegyei katonaság erővel vette el a templomokat, a lakosokat a katolikus hitre való áttérésre kényszerítették. Sokan megint Somogyba menekültek, tovább szaporítva somogyi szlovénség számát.
A század második fele már békésen telt a Tótságban. A terület már századok óta szoros kapcsolatban állt a stájerországi szlovénokkal, addig a szlovén nemzeti fejlődés fellegvárának számító Laibachhal (ma Ljubljana) az összeköttetés gyengébb volt, így a Muravidéken irodalmi nyelvként a helyi nyelvjárásra épülő normát használták.
Az addigi feudális és közigazgatási megosztottságot áthidalta a szombathelyi püspökség 1777-es megalapítása, amelynek élére Szily János került. Szily a protestantizmus további visszaszorítására erőteljesen támogatta a szlovénok kulturális és szellemi fejlődését, amit korábban a győri és zágrábi egyházmegye hanyagolt. A szombathelyi püspökség egyházjogi fennhatósága felölelte Vas és Zala vármegyéket, így a Mura és Rába között élő szlovénok bizonyos fokig egyesülhettek. Ekkorra tehető a Vendvidék, mint földrajzi fogalom kialakulása és a 19. század elején tűnik fel a vend, mint megnevezés a magyar nyelvben a szlovénokra, viszont még a magyar források is arról írnak, hogy ez az etnikai csoport azonos a szlovén néppel.
A protestánsok helyzete is javul, köszönhetően Mária Terézia és II. József alkotta türelmi rendeleteknek.

### A 19. század
A felvilágosodás és a reformkor lassan meghozta a Mura és a Rába között is a nemzeti ébredést. A szomszédos népek (németek és magyarok) vend titulusa ellenére Bitnitz Lajos magyar tudós leszögezi, hogy a vidék lakossága szlovén, magát vendnek soha nem nevezte. Idővel azonban a vármegyei hatóságok elindítják a magyarosítást, ami ismét előhozza a vallási ellentéteket is. Mind ezt, mind a nyelvi sajátosságokat a magyarosítók igyekeznek kihasználni: a protestáns szlovénok, akik eddig követték a szlovén nemzeti irányvonalat kezdenek elfordulni tőle, minthogy Krajna, Karintia és Stájerország területéről a protestáns vallás kiszorult a szlovének köréből, helyét pedig átvette a katolikus. A szlovénség szellemi és politikai vezetői között is sok a katolikus pap, ez pedig bizonytalanná teszi a magyarországi szlovén evangélikusokat vallási jogaikat illetően, akik a bigottan katolikus Habsburgoktól is tartanak. A magyar hatoságok ezért meggyőzik Kardos János tekintélyes őrihodosi lelkészt, hogy az itteni „vendek régi szlovén nyelvén” írjon továbbra is. A katolikusok a Habsburgok és az örökös tartományokbeli szlovének mellett állnak, de szem előtt tartva a helyi lakosság érdekeit továbbra is a muravidéki irodalmi nyelvet használják, amit a szlovén irodalmi nyelvhez igazítanak. A legfőbb szellemi és politikai vezetők a korban Borovnyák József és Ivanóczy Ferenc.
Az 1848–49-es forradalom és szabadságharcban a magyarországi szlovénok a honvédseregben harcoltak, magyarellenes megmozdulásra nem került sor. Jozef Miloslav Hurban szlovák nemzetiségi vezető személyes látogatást tett a tótkeresztúri Berke János evangélikus lelkésznél, aki a felekezet soraiban szinte egyedüliként volt szlovén-párti, s egy magyarok elleni felkelésre akarta rábírni őt. Ám Berke minden erőszakos megmozdulástól elhatárolódott. A szlovén és szlovák protestánsok között ekkoriban a nemzetiségi mozgalmak idején történtek közeledések, ám miután ez nem sikerült a muramenti szlovén protestánsok egyre jobban a magyarosító nacionalizmus felé sodródtak.
A szabadságharc bukása után, az önkényuralom és a kiegyezés közötti időszakban főleg stájerországi szlovén körök olyan kéréssel ostromolták a bécsi udvart, hogy a Vendvidéket csatolják Stájerországhoz, miként ez a Muraköz esetében megtörtént a horvátországi Varasd vármegyéhez (később a Muraközt visszacsatolták Magyarországhoz, Zala vármegyéhez). Elcsatolásra végül ezen a területen nem került sor.
A vidék lakossága ekkoriban úgy 40 ezer fő körül mozoghatott.
Az asszimiláció fokozása érdekében az 1880-as évektől megalakul a Vendvidéki Magyar Közművelődési Egyesület, mely állami támogatás mellett erőlteti a magyarosítást, mindazonáltal eredményessége nagyon csekély; egy korabeli beszámoló szerint például pazar megvendégeléssel próbáltak egy-egy embert lekenyerezni, de a névmagyarosításon túl más eredményt nem értek el, mert az illető nem tanult meg beszélni magyarul.
A helységnevek többségét elmagyarosították, ám az újonnan kitalált, szakszerütlenül és önkényesen megalkotott neveknek semmi közük nem volt az eredetiekhez. Példának okáért Szembiborc vagy Szentbiborc községből hangulati benyomás alapján hozták létre Szentbibor nevet. A középkori dokumentumok a települést egykor Zebepurch és Scebeborch név alatt említették. Kutatások alapján az eredeti név egy ősi szláv eredetű keresztnévből, a Sobebor-ból származhat, amelynek valószínű jelentése önmagáért harcoló.
A 19-20. század fordulóján Lendva és környéke ismét virágzásnak indult, főleg azért, mert a Stájerország és a magyar Alföld közötti árucsereforgalomban jelentős közvetítőszerepet töltött be a szarvasmarha-kereskedelemben, valamint a stájer és a karintiai vidékek könnyűipari cikkeinek kereskedelme révén is.
A magyarosítás ellensúlyozása érdekében a katolikus papság az örökös tartományok felé húzott. A 20. század elejétől Klekl József, Bassa Iván és Szakovics József vették fel a harcot a szlovén nemzetiség jogaiért, s a század elején már körvonalazódni kezdtek az autonómiát óhajtó elképzelések.

### A vidék elcsatolása

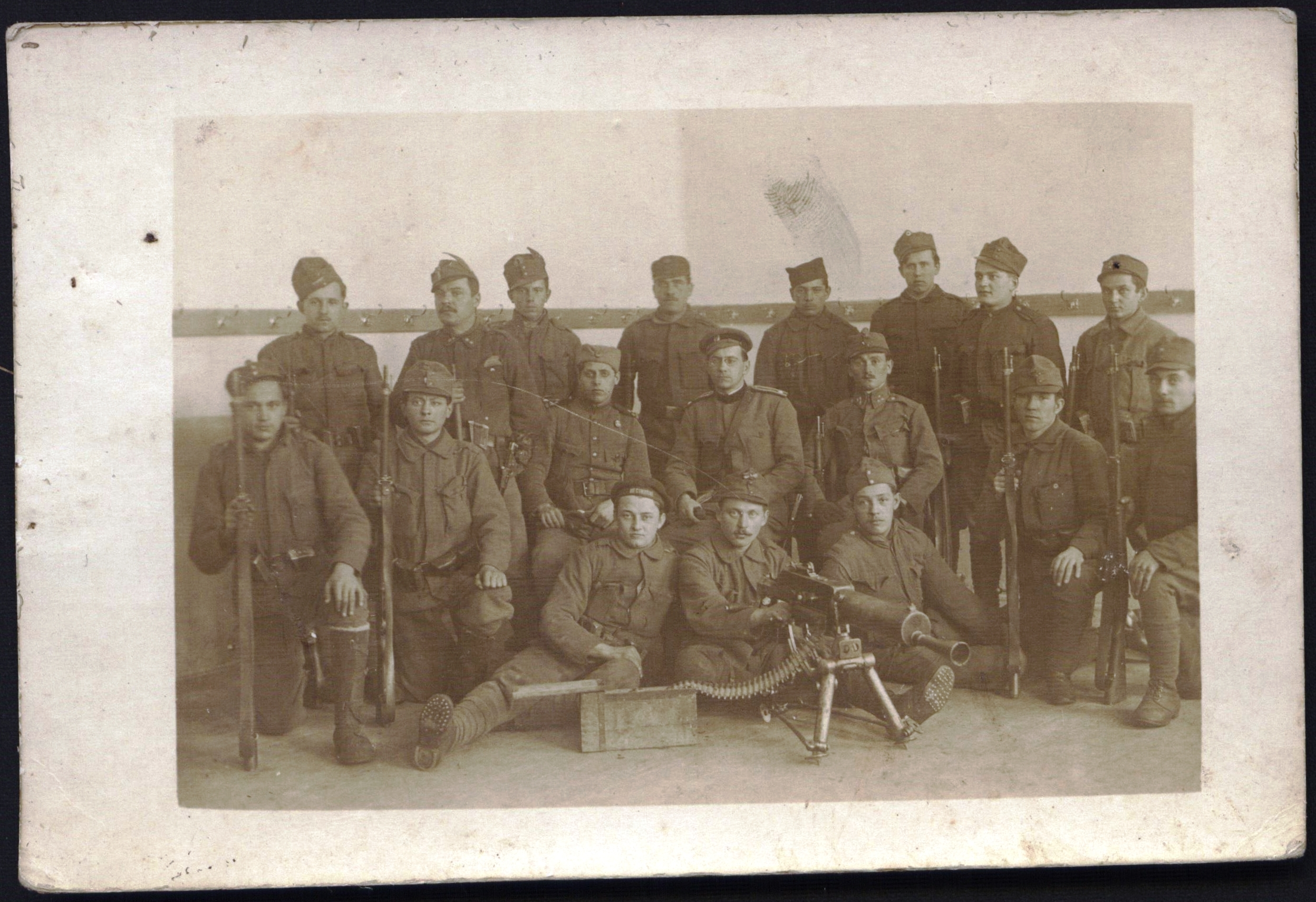
A Muravidékre 1919 késő nyarán bevonult szerb katonák csoportképe

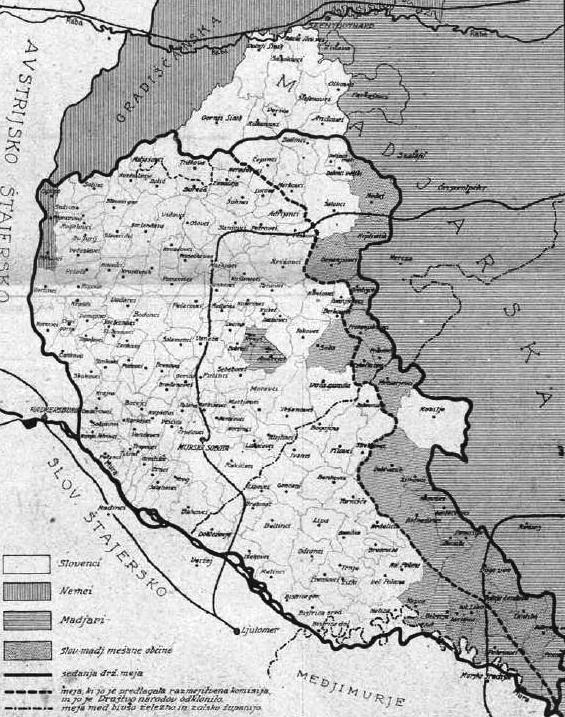
Az 1920-ban keletkezett térképen a fehér színnel jelölt rész a szlovén etnikai területet ábrázolja a Murán túl fekvő magyarországi régióban

1913-ban Klekl József megalapította a katolikus Novine hetilapot, mely bár hivatalosan vallásos kiadvány volt, de sokkal inkább foglalkozott politikával, így a szlovén nemzeti mozgalom sarokköve lett. Az első világháborúban nagy számmal szolgáltak a Monarchia többnemzetiségű seregében szlovénok, néhányan orosz hadifogságba esve ismerték meg a bolsevizmust és hazatérve a formálódó kommunista-szocialista szervezetekhez csatlakoztak.
A háborús összeomlást követően megerősödött a szlovén elszakadási vágy Magyarországtól, mellyel a Károlyi-kormány kompromisszum útján próbált megegyezni. A szlovén katonai erőket vezető Rudolf Maisternak, aki sikeres területszerző akciókat hajtott végre Stájerországban, határozott elképzelései voltak a Murán túli terület megszerzéséről, mely előzetes tervben Szentgotthárdig történő terjeszkedés is szerepelt. Azonban a ljubljanai politikai köröket (a maribori központú stájer politikusokkal ellentétben) nem foglalkoztatta annyira a távolfekvő és ismeretlen magyarországi régió, ezért a terv elsiklott.
Nagy zavart okozott az események menetében Horvátország teljesen önkényes vendvidéki katonai akciója, ugyanis a horvátoknak is voltak területi igényeik szlovén régiókra, ezzel kivívva a szlovén politikusok ellenszenvét. Megjegyzendő viszont, hogy a szlovéneknek is hasonló követeléseik voltak a horvát Muraközre. A Jure Jurišić százados vezette horvát katonai erőket az bátorította fel, hogy a Muraköz elfoglalása 1918 végén gyorsan és könnyen zajlott. Jurišić embereivel bevonult Muraszombatba, de hatalma a városnál tovább nem terjedt. A bevonulás megdöbbenést és ellenszenvet keltett a szlovén lakosságban, ezért nem is támogatták azt, hanem elzárkóztak előle. Miután Fernand Vix budapesti antant megbízott megállapította, hogy a fellépés törvénytelen volt, ennek tudatában a magyar hadsereg kiűzte a horvátokat Muraszombatból, akik visszavonultak a Muraközbe.
1919 késő nyarán Belatincon közel 20 ezer ember követelte az elszakadás valamilyen formáját Magyarországtól. Az evangélikus szlovénok az elcsatolásról általában hallani sem akartak, mivel riasztotta őket az a tény, hogy a Szerb-Horvát-Szlovén Állam szerb vezetésű.
A Károlyi-kormány egy szerényebb önrendelkezési joggal, a Mura megye tervezetével próbálta meg kiengesztelni a Klekl-féle katolikus Szlovén Néppártot, ám Klekl ennél sokkal szélesebb autonómiát követelt annak fejében, hogy a Vendvidék Magyarország része maradjon. Klekl az autonóm Szlovenszka krajina létrehozását akarta. Az autonóm státusz megadása olyan aggályokba ütközött, mint a Vendvidék kis mérete és ennek megoldására javasolta Jászi Oszkár egy közös Vendvidék-Muraköz autonóm terület kialakítását.
A Károlyi-kormány összeomlása keresztülhúzta az autonómia megadásának szándékát, s a Magyar Tanácsköztársaság megalakulása a helyzet további bonyolódását és az amúgy is feszült viszony erőteljesebb elmérgesedését hozta, mert az elcsatolást a Murán inneni és Murán túli egyházi hátterű politikusok már a bolsevizmus elleni küzdelem ürügyén is követelték. A tanácskormány megalakulása nem volt lelkesítő a vallásos szlovén paraszti közösségek számára, annál is inkább mert a tanácsi vezetők fennhangon hirdetett ígéretei ellenére nem javultak az életkörülmények és nem rendeződött a földosztás kérdése. Ekkor történt a Muravidék történelmének egyik érdekes és szövevényes epizódja, amely tulajdonképpen semelyik politikai irányzathoz nem köthető, pusztán egyfajta egyéni lépés volt: Tkálecz Vilmos hadnagy 1919. május 29-én kikiáltja Muraszombatban a Vendvidéki Köztársaságot, más néven Mura Köztársaságot, aminek semmi köze a térség önállóságáért folytatott küzdelemhez. Az „államot” hat nap elteltével felszámolták.
A párizsi békekonferencia titkársága 1919. augusztus 1-jén hivatalosan értesítette a Szerb-Horvát-Szlovén Állam küldöttségét, hogy jóváhagyja a Vendvidék elfoglalását egy meghatározott vonalon, amelyet augusztus 8-án rendeletben rögzítettek. Augusztus 12-én a szerb-horvát szávai hadosztály bevonult a területre, ellenállással nem találkozott: szervezett katonai erő nem volt és a helyi lakosság sem tanúsított ellenállást. Sándor király még aznap táviratozott Ljubljanába, amelyben üdvözölte a sikeres katonai akciót.
A vidék elfoglalása előre elfogadott keretek között zajlott: a szerb-horvát egységek északon csak Türke, Kerkafő és Dolány falvakig, keleten Őrihodos, Pártosfalva, Alsólendva, Petesháza vonalán terjesztették ki a délszláv fennhatóságot. Az amerikai küldöttség részéről Douglas W. Johnson földrajztudós nem járult hozzá a délszláv államhatár Rábáig való kiterjesztéséhez, mondván azok a német területekhez kötődnek gazdaságilag. Matija Slavič, aki a Muravidék elcsatolásának legfőbb szlovén szószólója volt a Murán innen, jóval nagyobb területeket akart kihasítani Magyarországból, így további igényt támasztott őrségi, göcseji és dél-őrvidéki falvakra (noha ott nem is éltek szlovénok), amit Johnson ellenzett, minek következtében kilenc szlovénoktól lakott település maradt Magyarországon: Apátistvánfalva, Felsőszölnök, Alsószölnök, Permise, Újbalázsfalva, Orfalu, Ritkaháza, Szakonyfalu és Rábatótfalu.
A túlzott területi igények miatt 20-22 ezer magyar került az új állam határain belülre a Muravidéken; zömük Alsólendván és környékén élt. A Jugoszláviához csatolt magyar lakosú települések a Muravidéken: Őrihodos, Kapornak, Domonkosfa, Szerdahely, Pártosfalva, Kisfalu, Csekefa, Szécsiszentlászló, Zsitkóc, Kapca, Lendvavásárhely (Dobronak), Alsólakos, Felsőlakos, Radamos, Kámaháza, Göntérháza, Lendvahídvég, Bánuta, Hosszúfalu, Alsólendva, Csentevölgye, Völgyifalu, Hármasmalom, Kót, Zalagyertyános, Pince, Petesháza és Lendvahegy voltak. A további terjeszkedést a Kercán és Szomorócon (a mai Kercaszomor) kitört népfelkelés akadályozta meg, így onnan a délszláv erők visszavonultak.
A Rábavidék elvesztése érzékenyen érintette Slavičot és a muravidéki politikusokat.

### A két világháború között

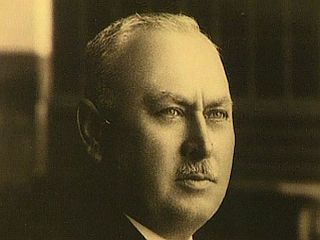
Josip Benko, mészárszéktulajdonosból lett politikus

Muraszombatba 1921. szeptember 19-én érkezett meg Határmegállapító Bizottság, itt óriási tömeg, a levél szerint 8-10 ezer ember fogadta őket, és az autókat megállították. A résztvevők többnyire a város akkori magyar lakosságából és ún. madžaron szlovénokból álltak, s főleg evangélikusok voltak. Magyar zászlókkal vonultak fel és a magyar himnuszt énekeltéj, továbbá éltette Magyarországot és kérték a vidék azonnali visszacsatolását Magyarországhoz.
Egy-egy településen is tiltakozások történtek, főleg olyanokon, amelyeket az elcsatolás hátrányosan érintett. A jugoszláv hatóságok az esetleges revíziós kísérletek megakadályozására igyekeztek a vidéket elvágni Magyarországtól, ami korábbi szűkös megélhetésüktől is megfosztotta ezeket az embereket. A Klekl vezette Néppártnak a csatlakozással épp az volt a célja, hogy a délszláv nyelvű vidék a délszláv államban fejlődni lesz képes. Klekl részben ezért, részben a muravidéki nyelv megőrzéséért autonómiát próbált Jugoszláviától is igényelni. Klekl tisztában volt a vidék nehéz helyzetével és kérvényezte, hogy a hatóságok ne akadályozzák a helyiek idénymunkába történő járását. Felrótta továbbá az új hatalomnak, hogy nem törődnek a Muravidékkel, ezért nem lehet meglepő, hogy vannak akik Magyarországra vágynak vissza.
1922. november 9-én a magyar és a jugoszláv biztosok nélkül megállapodott abban, hogy a Népszövetség Tanácsának a trianoni határ módosítását javasolják úgy, hogy a Muravidék északkeleti részén 27 települést átengednek Magyarországnak, azonban ez nemcsak magyar, de színszlovén településeket is érintett volna, mint Kerkafő, Marokrét, Dolány, Bűdfalva és Sal. Ezen terület visszacsatolását végül a szlovén fél elhárította.
A jugoszlávok hatóságok további súlyos baklövést vétettek a kolinizációval a Muravidéken: Olaszországból és Szlovénia nyugati, tengermelléki vidékeiről telepítettek be családokat Alsólendva környékére, hogy csökkentsék a magyar kisebbség arányát. A magyarokkal szembeni diszkriminációtól eltekintve ez súlyos hiba is volt, mivel a telepítések túlnépesedést okoztak a kisméretű területen, így az új családokban kisebb parcellák jutottak, amelyeket a föld művelhetőségi adottságainál fogva nem lehetett megfelelően használni, emiatt pedig a termelés visszaesett. Sok kolonista később el is elhagyta a Lendva-vidéket. A betelepítéseket Klekl is ellenezte, tudván, hogy mekkora károkat okozhatnak.
A magyarság száma rohamosan csökkent a következő években. Előbb az értelmiség (tanárok, tisztviselők, jogászok) hagyták el a Muravidéket, akiknek általában nem volt gyökerük erre, csak a munkájuk miatt költöztek ide. A rossz gazdasági helyzet miatt apadt a szlovénok száma is, sokan továbbra is a külföldre való kivándorlást választották (sokuk Franciaországban vállalt munkát).
A muravidéki szlovénok kulturális élete ekkoriban lendült fel, mégpedig saját nyelvükön, amit a jugoszláv hatóságok érintetlenül hagytak. Ebben támaszra leltek a rábavidéki szlovénok is, akik a lehetőségek szerint továbbra is fenntartották a kapcsolatot a Muravidékkel.
1929-től antidemokratikus változások (az ún. királydiktatúra) kialakulása jellemezték Jugoszláviát. Területileg az egész országot átrendezték és különböző bánságokra szabdalták. A Muravidéket a maribori székhelyű Drávai bánsághoz csatolták, ahol a bánok és a melléjük rendelt állami szervek teljhatalmat gyakoroltak, így minden korábbi önkormányzatot felszámoltak, ezzel a Muravidék lehetősége a saját autonómiára lehetetlenné vált.
A királydiktatúra a muravidéki szlovén politikusokat is nagyon elbizonytalanította. Ebben a helyzetben Klekl a magyaroknak is segítséget nyújtott, pl. lapjuk a Népújság átszervezésében. Klekl elérte Belgrádban, hogy a Magyarországgal való korábbi összeköttetést is részben helyreállítsák. A kormányzat tudatos asszimilációs politikát folytatott a kisebbségek ellen, amelynek során viszont a Muravidékre betelepített, Szlovénia más részeiből származó elemek több előnyt élveztek, s a muravidéki szlovénoknak is hátrányos megkülönböztetés jutott a magyarokkal egyetembe; példának okáért a jugoszláv tisztviselők muravidéki szlovénokat madžaronok-nak (magyarkodóknak, magyarosítóknak) titulálták, méghozzá teljesen alaptalanul. A vidék a szlovén Szibéria gúnynevet kapta ebben az időben, ahová a belső-szlovén területekről való értelmiségiek és hivatalnokok inkább kényszerből mentek.
A magyarok háttérbe szorulásával ugyanakkor megnőtt az esélye az ekkor már visszavonulóban levő Klekl által patronált szlovén politikusoknak Josip Benkónak, Faflik Ferencnek és Anton Hajdinjaknak, ugyanis Klekl a magyar lakosság felé való pozitív viszonyulása ellenére kihasználni igyekezett a magyarok gyengülését saját pártjának erősítésére. Történtek továbbá konkrét kísérletek a muravidéki magyaroknak az anyaországgal történő szembeállítására, amit egyfajta válaszlépés gyanánt is lehet felfogni azon magyarosító törekvésekre, amelyek az első világháború után is folytatódtak (lásd: vendkérdés).
A vidék elcsatolásának 20. évfordulóját 1938. szeptember 11-én fényes külsőségek között tartott megemlékezésen ünnepelték meg (miként 1928-ban is). Az eseményre Cserföldön került sor, ahol az egész Muravidékről szervezetten érkeztek részvevők (köztük magyarok is!). Az ünnepi megemlékezés egybekapcsolódott Klekl Noviné-jénak 25. éves jubileumával. Ezzel egy időben a kommunista mozgalom tényleges csírája is kibontakozóban volt Miško Kranjec által, akinek szerepe a második világháború után nőtt meg. Ő Klekllel ellentétben, erős magyarellenes irányvonalat képviselt és fittyet hányva a negatív gazdasági következményekre tovább szorgalmazta a szlovénajkú családok minél nagyobb létszámú betelepítését a magyar falvakba.
A nagy gazdasági világválság a Muravidéket is súlyosan érintette, ám a krízist vidék viszonylag szerencsésen átvészelte. Az 1920-as években létrejött gyárak nem mentek tönkre, 1932-ben pedig megszüntették a kettős birtokok termésének megadóztatását, bérmentesítettek bizonyos termények (kukorica és takarmányok) szállítását, növelték a kőolajkitermelést Petesházánál és nagyobb állami támogatást nyújtottak a gazdáknak.

### A második világháború
Az első és második bécsi döntés megrettentette a jugoszlávokat, akik emiatt újabb magyarellenes intézkedéseket hoztak a Muravidéken is. Másrészről megkötötték a magyar–jugoszláv örök barátsági egyezményt 1940 végén, ami mégsem hozott érdemi változást a magyar kisebbség számára.
A jugoszláviai németellenes fordulatot követően a Harmadik Birodalom lerohanta az országot; a Muravidéket előbb Wehrmacht csapatok szállták meg. A vidéken csak egyetlen muravidéki szlovén és magyar tartalékosokból álló, rosszul felszerelt és morálisan széteső ezred állomásozott, amely nem harcolt a megszállók ellen. Erejükből csupán a vasúti sínek és hidak elpusztítására futotta. A németek átadták a helyüket a magyaroknak. A magyarok általi felszabadulást (vagy épp megszállást) a szlovénok jelentős része kelletlenül fogadta, sokan szívesebben választották volna a német uralmat (még a Hídvégen élő magyarok is, akik a bevonuló németek előtt horogkeresztes zászlókat lengettek!). A helyi németek egyértelműen Németország mellett foglaltak állást, a szlovénok pedig azért, mert egy esetleges német uralomtól gazdasági fellendülést reméltek. A Szentgotthárd vidéki szlovénok közül emiatt léptek be sokan helyi Volksbundokba. Az alsólendvai magyarság és a zsidók (utóbbiak magától értetődően) Magyarország mellett álltak.
A Muravidékből néhány, az északnyugati peremterületen fekvő, német lakosú falú, úgy mint Kismáriahavas, Gedőudvar és Határfalva a Harmadik Birodalomhoz csatoltak.
A magyar hadsereg április 16-án vonult be a Muravidékre. A magyar lakosság Alsólendván kitörő örömmel fogadta őket. A szlovén magyarosítók, mint a két világháború között is aktív Mikola Sándor fizikus, vagy az érdekeinek megfelelően hol ide, hol oda ácsingózó Hartner Nándor polgármester néhány másik kollaboránssal megkezdték az újbóli magyarosítás megszervezését a Muravidéken, mialatt az 1920-as években még erőteljesen kampányolt a belgrádi centralista politika és az abszolút szerb vezetésű Jugoszlávia mellett. Hartner szélsőséges kijelentésekre is kész volt ragadtatni magát, amit mások, mint a magyar nemzetiségű, de szlovénül (vendül) tökéletesen beszélő Kováts István muraszombati evangélikus esperes enyhíteni igyekezett azzal, hogy a szlovénok nemzetiségi jogai biztosítva lesznek, s módot kapnak a magyar nyelven történő tanuláshoz is.
A valóságban igyekeztek minél kisebb teret adni a muravidéki nyelvnek és irodalomnak: kevés kiadvány jelent meg ekkor, azok tartalma is vagy vallási jellegű, vagy leginkább soviniszta magyarosító demagógiát tartalmazó termék volt; a korábbi újságok zömét betiltották. Mikola az első világháború végén írt brossúrákat, amelyben kidolgozta saját, többnyire torzításokon és hamis bizonyítékokon alapuló elméleteit. Szembeötlő, hogy Mikola régen még a vend nép szlovéntól való különállását hangoztatta azzal érvelve, hogy a vend nyelvet meg kell védeni a szlovén nyelvtől. Álláspontja ekkor az alábbi módon változott, melyet Hartner is ugyanúgy követett: vendmagyarok-nak nevezi a vendeket, akik voltaképp elszlávosodott magyarok, nem tartanak igényt nyelvükre, minden tekintetben magyarrá akarnak válni.
A szlovénokat lealacsonyították a magyarokhoz képest: aki nem csatlakozott a magyarosításhoz, az nem számolhatott társadalmi és munkahelyi előre lépéssel. Mindennapossá lett a sovinizmus, gyerekeket a magyar nyelv tanítása céljából gyakran nyomásgyakorlás útján küldték magyar családokhoz, magyar területekre. A szlovén megnevezés használata tiltottá vált. Pável Ágoston ekkor írja meg a Vend nyelvtan c. művét, amelyről maga is megjegyezte, hogy az adott helyzetben nem akarja, hogy valamilyen tudományban járatlan „sarlatán” tegye ezt meg. Eleinte Mikola és a többi magyarosító abban bízott, hogy a képzett tudós a vendelméletet fogja igazolni, ám Pável továbbra is azt állította, hogy a vidék szlovén lakosú, saját irodalmi nyelvvel rendelkező önállósult szlovén nyelvjárást beszél. Emiatt a műve nem jelenhetett meg, melyre a Vendvidéki Magyar Közművelődési Egyesület (így Hartner) azon szélsőséges indokkal élt, hogy „minden vend magyar akar már lenni,” miközben a köznépet folyamatosan azzal hitegették, hogy regionális nyelvüket csak Magyarországon képesek megőrizni. Pávelt további retorzió is érte kijelentéséért, mivel a soviniszta tudós Melich János kiszorította őt a tudományos életből.
A volt és jelenlegi politikai vezetőkre, értelmiségiekre szintén meghurcolás és internálás várt, illetve nyilvánosan súlyosan megfenyegették őket. Ez sújtotta Klekl Józsefet is, akit csak betegsége miatt nem ítéltek el, azonban nevét hamis bizonyítékokkal sározták be. Megközelítőleg 600, zömében a két világháború között betelepített szlovént a sárvári internálótáborba vittek. Közülük 300-an meghaltak. A magyar állam ugyanabba a hibába esve, mint a jugoszláv ráadásul székelyek betelepítésébe fogott a Muravidéken. A földek újraosztásánál és kisebb földosztásoknál megkülönböztették a megbízható és megbízhatatlan személyeket, a telepeseket pedig automatikusan megfosztották a földjeiktől. Megjegyzendő, hogy a szlovén telepesek internálása magyar civileket is felháborított.
A holokauszt nem kerülte el az itteni jelentékeny számú zsidóságot, amely Muraszombatban és Alsólendván élt. Bár az antiszemitizmus jelen volt már az elmúlt évtizedekben, de tetőpontjára ebben az időszakban hágott. Szerepe volt ebben a Muravidékre befurakodó Magyar Élet Pártjának, amely hangsúlyozta a maga kiváltságos politikai szerepét és hangoztatta a háborús szerepvállalás helyességét. A Magyar Élet Pártja helyi szervezetében aktívan közreműködött Hartner Nándor, aki szintén terjesztette az antiszemitizmust. Propagandájuk időről-időre a vendkérdéssel is összefonódott. A zsidók internálása 1942-ben elkezdődött a Muravidékről.
A muravidéki zsidóság megsemmisítése Magyarország német megszállásával vette ténylegesen kezdetét. 1944. április 5-től kötelező lett a sárga csillag viselése, az alsólendvai zsidó üzleteket bezárták, egyes vagyontárgyakat (pl. rádiót) elkoboztak. Április 26-án Lendván, a zsinagógában összegyűjtött 57 zsidó családot Csáktornyára vitték, ahol átadták őket a Gestapónak. Innen Nagykanizsára szállították őket, majd pedig németországi lágerekbe kerültek. A vendelmélet helyi propagandalapja, a Muraszombat és vidéke is szította a zsidók elleni indulatokat, 1944-től, vélhetően Hartnernek köszönhetően, nyíltan állást is foglalt a nemzetiszocializmus mellett.
A nyilaskeresztes hatalomátvétel után a muravidéki zsidóságot már likvidálták, helyettük a nyilasok a szlovén lakosságot kezdték terrorizálni.
A muravidéki magyar uralom már 1943-ban válságba jutott az elhúzódó háború és az az keltette gazdasági nehézségek miatt, ami megtörte a magyar-párti szlovénok bizalmát is. 1942 végétől erősödött a partizántevékenység a Muravidéken is, amire a felsővezetés úgy reagált, hogy munkaképes 17-35 év közötti férfiakat munkaszolgálatra távolabbi helyekre vezényelnek, így elszigetelhetik őket otthonaiktól. A magyarosítás egyre szélsőségesebb méreteket öltött, amelynek célja a kudarcok kompenzálása volt. Hartner a parlamentben arra kérte a vezetőket, hogy a „vendek”-et minden tekintetben csak magyarként kezeljék, de az effajta soviniszta, kisebbségellenes megnyilvánulások nem hoztak semmifajta megoldást az elharapódzó bajokra. A Magyar Élet Pártja helyi tagjai manipulálni próbálták a lakosságot, magyar katonai győzelmet vizionáltak teljességgel alaptalanul és ócsárolták a szlovén nemzeti irányvonal híveit. Utoljára 1944-ben ünnepelték meg pazar külsőségek között, fiktív hőstörténetek kreálásával a vidék „felszabadulásá”-nak 3. évfordulóját, holott érezhető volt, hogy a lakosság is tisztában van azzal a háborút Magyarország elvesztette és már csak idő kérdése, hogy a korábbi állapotok mikor állnak vissza.
1944-ben a vidék hadműveleti területté vált az addig csak lappangó partizántevékenységek nyomán és szaporodtak az összecsapások a jugoszláv partizánok, valamint a Wehrmacht és a magyar hadsereg erői között. A partizánokkal szemben a lakosság többnyire nagyon tartózkodó volt; viszonylag kevés muravidéki vállalt szerepet fegyveres ellenállásban. A lakosságot nemcsak a partizánellenállás kommunista jellege tántorította, hanem a partizánoknak a helyi lakossággal szembeni visszaélései is. Ekkoriban ölték meg (vélhetően kommunista partizánok) Danijel Halas nagypalinai plébánost. A partizánok 1944 decemberében röplapokon szólították fel a lakosságot, hogy nem helyezkedhetnek semleges álláspontra, mert az éppúgy ellenséges cselekedetnek minősül.
A Vörös Hadsereg 1945. április 2-án vonult be a Muravidékre. Április 10-én nagyrészt elfoglalták a területet, ennek ellenére a német-magyar csapatokkal a harc még április végéig folyt.

### A második világháború után
A háború végeztével visszaálltak a korábbi határok. Felvetődött ugyan, hogy a rábamenti községeket Szentgotthárddal együtt Jugoszláviához csatolják, ám az immár kommunista vezetésű délszláv államot Josip Broz Tito irányítása alatt jobban érdekelték az Olaszországhoz tartozó tengermelléki részek, amelyeknek nem elhanyagolható volt a stratégiai jelentősége sem. Ennek a területnek a jelentős részét Tito meg is kaparintotta az olaszoktól.
A muravidéki magyar megszállást ideológiailag nagymértékben segítő Mikolát a kidričevói táborban súlyos fizikai tortúrának vetették alá, majd pedig elengedték. Sérülései következtében azonban Mikola meghalt. Hartner Nándort viszont halálra ítélték, aki a büntetés elől Argentínába menekült és ott halt meg. Klekl József, bár közismerten kommunistaellenes volt, teljesen háborítatlan maradt és 1948-ban nyugalomban hunyt el.
A Muravidék a vajdaságihoz hasonló nagy vérengzéseket elkerülte, viszont a lakosság arányához képest itt is jelentős számú civilt gyilkoltak meg a kommunisták a háborút követően. Az áldozatok zöme muravidéki szlovén volt.
A kommunista Jugoszlávia eleinte követte a sztálini irányvonalat, így a Muravidék, határmenti területként, egy satuba szorult, minek folytán Jugoszláviának eleinte Ausztriával is feszült viszonya volt. Tito 1948-as a keleti blokkkal szakítását követően a helyzet jelentős mértékben változott meg: Jugoszlávia a nyugat felé kezdett nyitni, míg Magyarországgal évekig tartó ellenségeskedés vette kezdetét.

## Közigazgatás
Szlovéniának nincsenek még a hagyományos értelemben vett közigazgatási egységei, csak ún. statisztikai régió-i. A Muravidék teszi ki a legnagyobb részét az ún. Muramenti statisztikai régió-nak (Pomurska statistična regija), amelyhez tartozik egy keskeny sáv a Murán innen (Gornja Radgona, Veržej és Ljutomer környéke). Jelenleg folyamatban van különálló közigazgatási egységek kialakítása Szlovéniában, azonban nincs megállapodás a határok meghúzását illetően. Ugyanis az eddigi statisztikai régiók figyelmen kívül hagytak számos tényezőt, pl. földrajzi elhelyezkedés, gazdasági kötődés, történelmi vagy nyelvjárási szempontok stb.
Keleten Pomurje (Muramente) néven akarnak ilyen közigazgatási egységet létrehozni, ami a Muravidék teljes területét magában foglalná, ám a Murán inneni határairól nincs még megállapodás. Az előzetes tervek ugyanis Radgona környékét kapcsolnák össze a Muravidékkel, míg Ljutomer vidékét egy másik tervezett régióval kapcsolnák össze. Sokan tiltakoznak emiatt, mivel mindketten gazdaságilag hátrányosnak találják ezt a felosztást, ugyanis Ljutomer sokkal jobban kötődik a Muravidékhez, mint mondjuk Radgona. Vannak, akik szerint a Muravidéknek egy külön közigazgatási egységet kellene alkotnia, mégpedig a Murán inneni sáv nélkül.

### Közigazgatási felosztás
A Mura természetes határának köszönhetően a Muravidék még most is el tud különülni az egykori Alsó-Stájerországtól (a mai szlovén Stájervidéktől), így területileg viszonylag homogén.
A Muravidéken 19 ún. občina (község) van, amelyek lényegében alapfokú közigazgatási egységek, önkormányzatok (Muraszombat és Alsólendva város minősítéssel rendelkezik). Egy-egy nagyobb település alá több kisebb falu is tartozhat, melyeket egyetlen közös polgármester (župan) irányít. Az občinák területe változó: némelyik járás méretű, mások csak fele ekkorák. Kebeleszentmárton azt egyetlen olyan, amelyhez csak saját maga tartozik, így ez a legkisebb muravidéki občina. Utána a legkisebb Őrihodos, amelyhez csak Kapornak község tartozik. Ez utóbbi két település magyar nemzetiségi falu, így bizonyos mértékig itt a magyarok egyfajta területi autonómiát is élveznek. Dobronak község esetében, amelyhez két másik település tartozik, csak egyetlen egy szlovén (Őrszentvid), míg a másik kettő (Dobronak és Zsitkóc) magyar. Alsólendva és Alsómarác területén is jelentős számban vannak magyarok, de a szlovén lakossághoz viszonyítva kisebbségben.
Méretét tekintve a legnagyobb muravidéki občina Alsómarácé. A második legnagyobb Battyánd, kevéssel áll mögötte Alsólendva.
Az občinák területe földrajzilag gyakorta nem egységes, különösen igaz ez a Ravensko és Goričko határvidékén. Battyándhoz, amely síkvidéki település, többnyire dombsági falvak tartoznak. Alsómarác is a Ravenskón helyezkedik el, közigazgatásába tartozó településeinek pedig közel fele a Goričkón található. Ugyanez mondható el Vashidegkútról is.

### Politika
A vidéknek egyetlen saját regionális pártja van a Neodvisna Stranka Pomurja röviden NSP (Muramenti Független Párt). Ezenkívül jelen vannak nagyobb szlovéniai pártok regionális frakciói, elsősorban a Szlovén Demokrata Párté (SDS) és a Szociáldemokratáké (SD). Egy-egy politikus gyakorta felveti, hogy történelmi, kulturális és nyelvi okok miatt a Muravidéknek szélesebb autonómiát kellene kapnia Szlovénián belül. Általában hecckampány keretében kerül szóba a teljes függetlenség, amely szinte teljességgel komolytalan és szinte támogatottság nélküli.

## Gazdaság

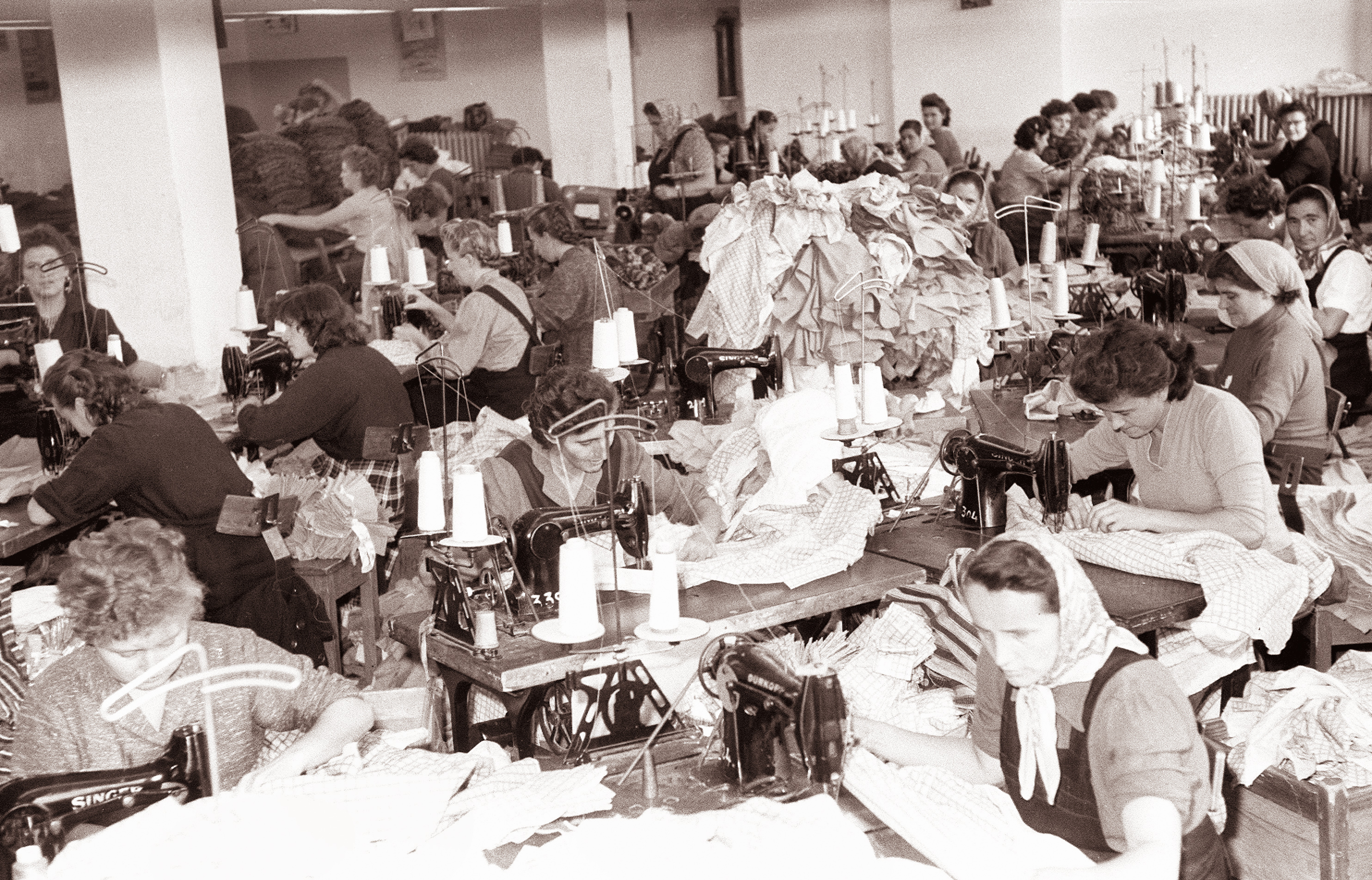
A valamikori Mura textilüzem dolgozói munka közben (1961).

A Muravidék fejletlen agrárrégió, Szlovénia máig legelmaradottabb része. A Trianon előtti időkben, körülbelül a 18. század óta jellemző volt a vidék lakosságára, hogy távolabbi megyékben, később már külföldi országokban vállaltak ideiglenes munkát. Eleinte mezőgazdasági dolgozóknak szegődtek el, később gyárakban dolgoztak. Ilyenkor hosszabb időt is eltölthettek hazájuktól távol, majd járandóságukat megkapva hazatértek, hogy a megszerzett pénzt vagy természetbeni juttatást családjuk fenntartására fordítsák.
A Muravidéken kívüli munkavállalás lényegét tekintve a mai napig fennmaradt. A vidék lakosságának egy része az első világháború után is gyakran vállalt munkát Jugoszlávia más területein vagy pedig külföldön, elsősorban Ausztriában és Németországban.
A Muravidéken a szociális háló és az alapvető infrastruktúra biztosítására fordítják a legtöbb pénz; kevesebbet költenek a vállalkozásösztönző programokra és a gazdasági struktúrák megerősítésére. A gazdasági fejlesztést nehezíti, hogy a régiónak lényegében nincs egységes közigazgatási vezetése, így határozott gazdasági program sincs.
Azontúl, hogy leginkább a városok és a nagyobb települések (Alsómarác vagy Belatinc) mutatnak jelentősebb előrelépést, a falvak közül is inkább azok a fejlettebbek (gazdagabbak), amelyek a nyugati (osztrák) határ mellett fekszenek. Itt a legnagyobb az Ausztriába vagy más külföldi országokba ingázók száma.

### Mezőgazdaság
A vidék lakossága évszázadokon át mezőgazdaságból tartotta fenn magát, de a termelés minősége a régión belül igen eltérő volt. A talaj mindenütt agyagos, ezért művelhetősége korlátozott. Jobb adottságokkal a középső és déli síkság rendelkezik, míg északon, a Goričkón a művelést a talaj vékony termőrétege és a kavicsos rétegek jelentősen megnehezíti. A legtöbb napszámos és szezonális munkás (sőt külföldre emigráló) is pont az északi régióból származott.
A termények az évszázadok során nem sokat változtak a Muravidéken. A fő gabonafajták a búza, kukorica, rozs, zab, árpa és hajdina maradtak, utóbbi a gasztronómiának egy nagyon fontos eleme. A másik, szinten védjegyszerű termény a tök: magvából étkezési olajat sajtolnak, mely számos étel alapanyaga.
A dombvidék gyümölcstermesztésre és szőlészetre kínálkozik alkalmasabbnak. Utóbbi tekintetében komoly elismerésre tett szert a mátyásdombi Marof pincészet, amelynek központja a Szapáry-család régi kúriájában van. A bortermelésben Alsólendva is az élen jár, itt a város felett magasodó dombok nyújtanak ideális körülményeket a szőlőtermesztésre.
A mezőgazdaság terén mára csak a nagyobb gazdaságok bizonyulnak életképesnek, míg a kis háztáji gazdaságok eltűnőben vannak, mivel a lakosságnak már nem kifizetődő ez a szakma. Emiatt művelésen kívül kerülnek szántók és véget ér a legelők használata, ami az ezen tájékon honos ritka és egyedülálló növény- vagy állatritkaságoknak sem kedvez. A művelésből kimaradó területek többnyire elvadulnak és beerdősülnek.

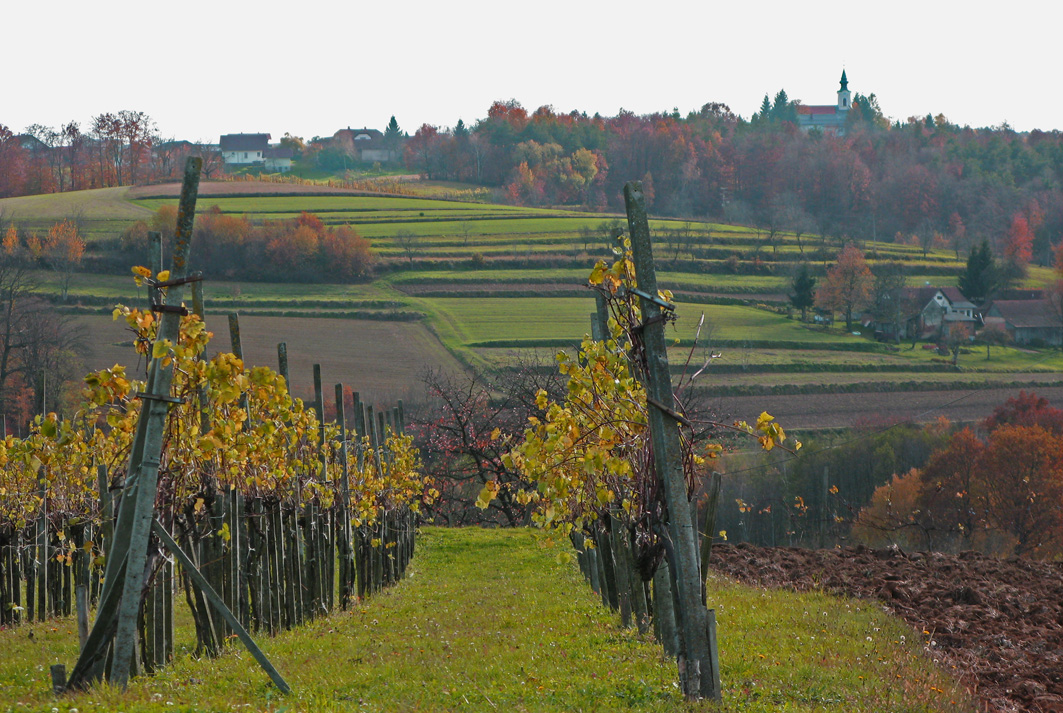
Kisparaszti szőlőhegy Tótkeresztúr határában
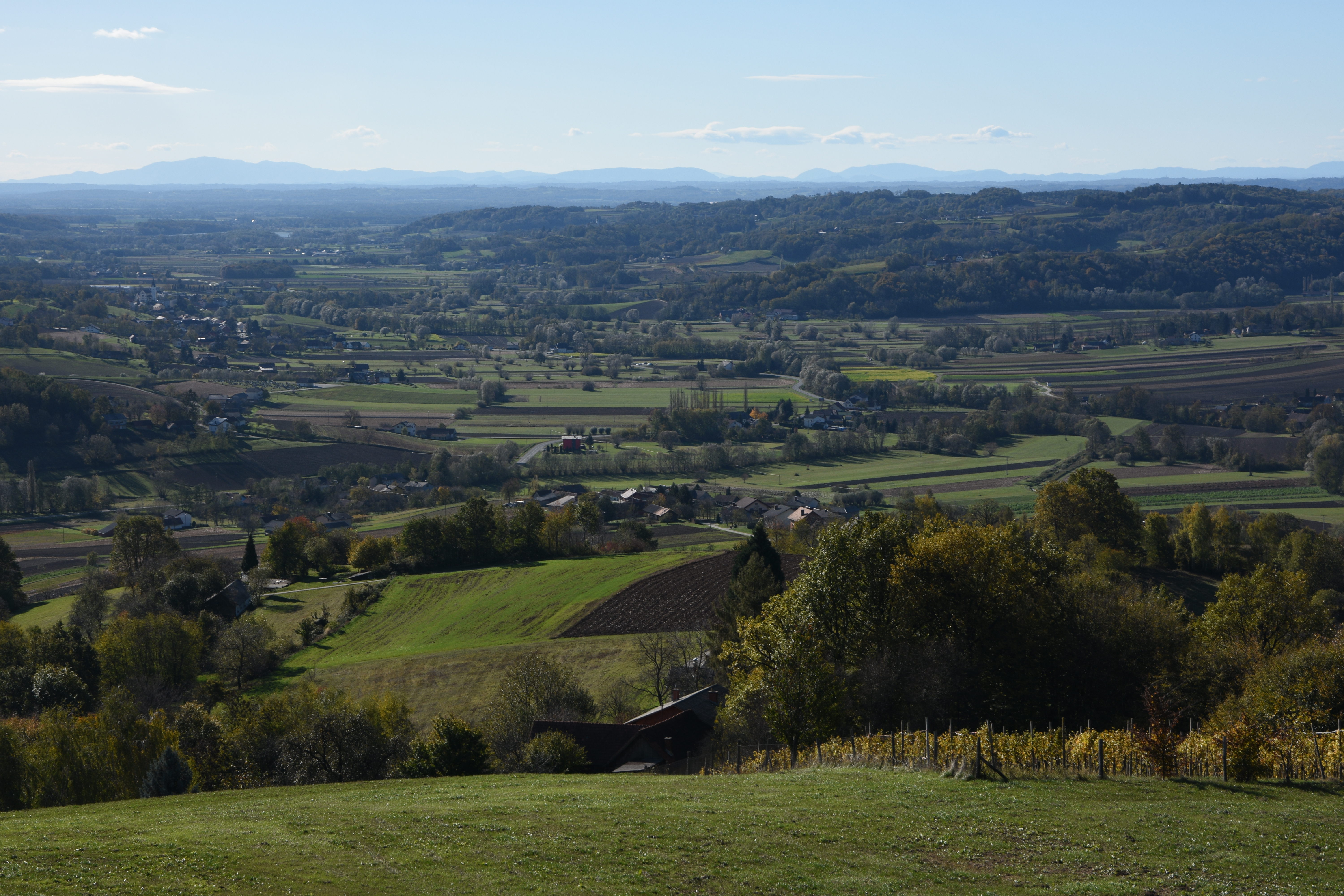
Művelt földek és kaszálók a Goričkón

### Ipar
Az első gyárak a 19. század végén alakultak Muraszombatban, Szentgotthárdon és Alsólendván. Az iparosodás a második világháborút követően, a szocialista érában vett nagyobb lendületet, de nem hozott jelentősebb változást a Muravidék gazdasági életében. Textilgyár, vasgyár, cipőgyár és feldolgozóüzem létesült a Muravidéken. Sokuk a függetlenséget követő gazdasági hanyatlás során bezárt és rengetegen lettek munkanélküliek.
Az első világháborút megelőzően már folyt kőolaj- és földgázkitermelés a Dél-Muravidéken, Alsólendva környékén. A szénhidrogén kiaknázása az utóbbi évtizedekben leállt.
A 2000-es évektől új vállalkozások jöttek létre és cégek települtek a térségbe, azonban leginkább a friss, fiatal munkaerő foglalkoztatására képesek, akik rendelkeznek a számukra megfelelő képzettséggel és tapasztalatokkal. A fejlődés emelkedő tendenciát mutat ezen a téren, 2018-ban legalább 100 millió eurós nettó nyereséget termeltek a muravidéki cégek. A feldolgozóipar, építőipar és élelmiszeripar viszonylagos stabilitást mutat. Ennek ellenére a vállalkozások és cégek továbbra is bizonytalanul tekintenek a Muravidékre a fiatal munkaerő erős hiányosságai miatt.
A gazdasági fejlettség a régióban igen egyenlőtlen. A városok és különösen Muraszombat környéke mondható iparilag a legfejlettebbnek, míg a legelmaradottabb része a térségnek az északi Goričko, ahol a legfőbb gond a falvak elöregedése, kevés az infrastruktúra és a hagyományos agráriumot a teljes megszűnés veszélye fenyegeti.

## Népesség

### Általános adatok
A 2020. évi népszámlálás adatai alapján a Muravidéken található 19 nagyközségnek és a hozzájuk tartozó egyéb településeknek összesen 76 995 lakosa volt.

### Legnépesebb települések
A legnépesebb Muraszombat és vidéke több mint 18 ezer lakóval, melyből 11 ezer fő lakik a városban. A második legnépesebb kerület Alsólendváé 10 426 lakossal, amelyből csak 2954 fő él Alsólendva városában, a többi a hozzátartozó településeken. A harmadik legnagyobb népességgel Belatinc bír: a teljes lakosság 8059 fő, melyből 2430 él a központi településen, a többi a hozzátartozó falvakban.
A lakosság nagyobb része faluhelyen él.

### Etnikai megoszlás
A régióban döntő többségben szlovén nemzetiség él. Két csoportra oszthatók: az autochton szlovénségre, amely már a honfoglalás előtt is a területen éltek és a muravidéki (vend) nyelvet beszélik, a szlovén nyelv sajátos nyelvjárását. A másik, kisebb csoportja főleg az első világháború után, az alsólendvai vidékre betelepített szlovénok, zömében a mai szlovén tengermellékről és Olaszországból származnak. Csoportjuk nem keveredett az őslakos szlovénokkal, külön közösségeik vannak a magyar nemzeti kisebbség tőszomszédságában; betelepítésük is az ő rovásukra történt.
A hajdani muravidéki németség, amely a vidék északnyugati peremén Gedőudvar, Kismáriahavas, Határfalva teljes népességét alkotta, a közeli Vízlendva és Dióslak lakosságát pedig részlegesen, továbbá közösségük élt Muraszombatban, a második világháború utáni németellenes kitelepítések és üldözések hatására teljesen megszűnt. Ugyanez történt az egykor népes zsidóközösséggel is a holokauszt során.
A vidéknek van roma etnikuma is. Muraszombat mellett kialakított újdonsült Pušča falu különálló roma település, mely 2002-ben nyert önálló státuszt (bár kialakítását a helyi romák már 1998-ban megszavazták). Ezenkívül Lendvakirályfán, Gesztenyésen és Muracsermelyen élnek jelentős számban romák.

#### Muravidéki magyarok
A magyarok aránya a Muravidék lakosságának közel 7-8%-át teszi ki. A 2002-es népszámlálás során már alig több mint 6200-an vallották magukat magyarnak.
A Muravidék keleti részén (Őrség és Lendva-vidék) élnek, egy kb. 50 km hosszú és 3–15 km széles sávban a szlovén-magyar határ mentén. Két csoportra oszthatók, az egyik az őrségi, a másik a lendva-vidéki magyar tömb. Az előbbiek az első világháború előtt Vas vármegyéhez, az utóbbiak Zala vármegyéhez tartoztak.

### Vallási megoszlás
A vallási hovatartozás pontos meghatározására nincsenek kimutatható adatok. A legnépesebb felekezet a római katolikusoké, utánuk pedig az evangélikusoké. Léteznek kisebb református közösségek főleg Szécsiszentlászlón és Kisfalun, akik rendszerint mind magyar nemzetiségűek.
Szlovéniában a Muravidéken a legnagyobb a protestánsok aránya. Evangélikus templom tizenkét helyen található: Péterhegyen, Tótkeresztúron, Szentsebestyénen, Őrihodoson, Muraszombatban, Alsómarácon, Bodóhegyen, Battyándon, Nagytótlakon, Domonkosfán, Alsólendván és Felsőcsalogányban. Az evangélikusok zöme szlovén nemzetiségű, kisebb része magyar.
A harmadik legnagyobb protestáns felekezet a Pünkösdi-karizmatikus mozgalom híveié, akik viszonylag fiatal vallási közösség a Muravidéken. Az új vallás a 20. század elején tűnt fel, amit Amerikából visszatért emigránsok kezdtek terjeszteni, s az 1930-as évekre sikerült meggyökeresednie a vidéken. Jelenleg hat településen vannak imaházaik: Dióslak, Tiborfa, Muraszombat, Gyanafa, Falud és Úrdomb.
Jelen vannak továbbá a Muravidéken muszlim és ortodox (pravoszláv) vallásúak is, akik a volt jugoszláv tagköztársaságból idetelepültek leszármazottjai (bosnyákok, macedónok, szerbek, albánok). Muraszombatban imaházzal rendelkeznek Jehova tanúi és az adventista mozgalom hívei is.
A különböző etnikumú és vallású emberek viszonya békés és példamutató.

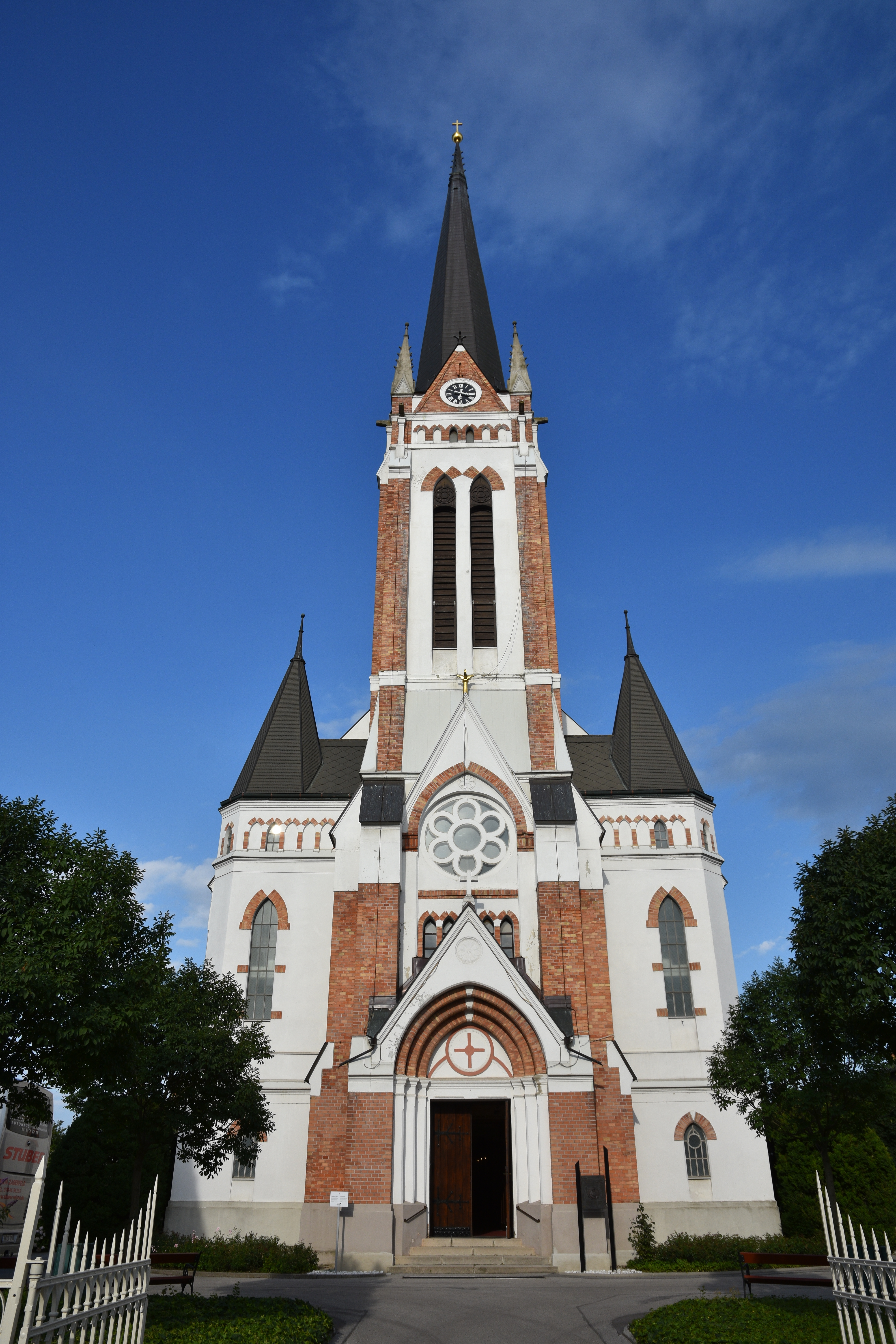
Muraszombati evangélikus templom
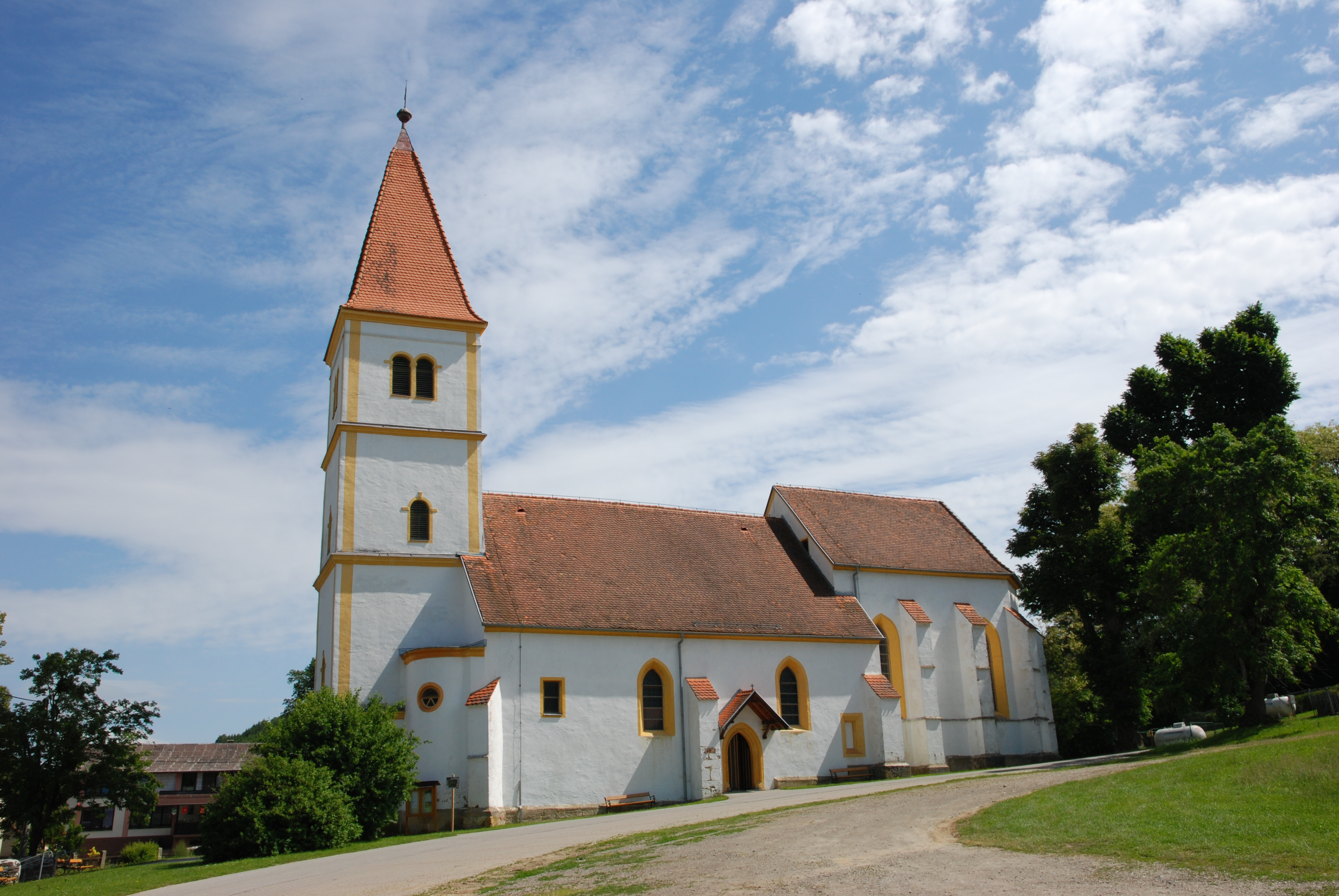
Felsőlendvai Nagyboldogasszony Plébániatemplom (épült a 14. században)
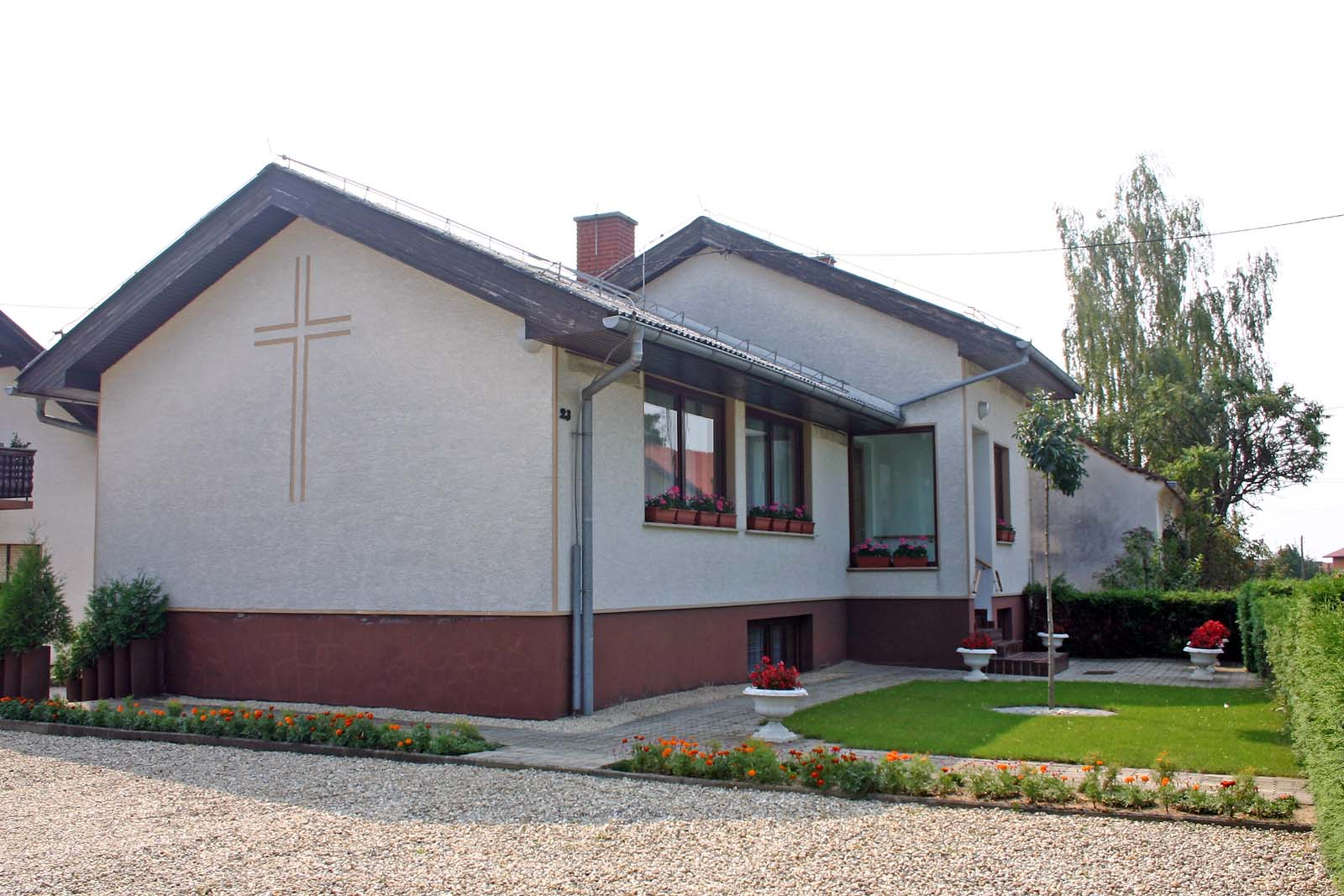
Úrdombi pünkösdi imaház
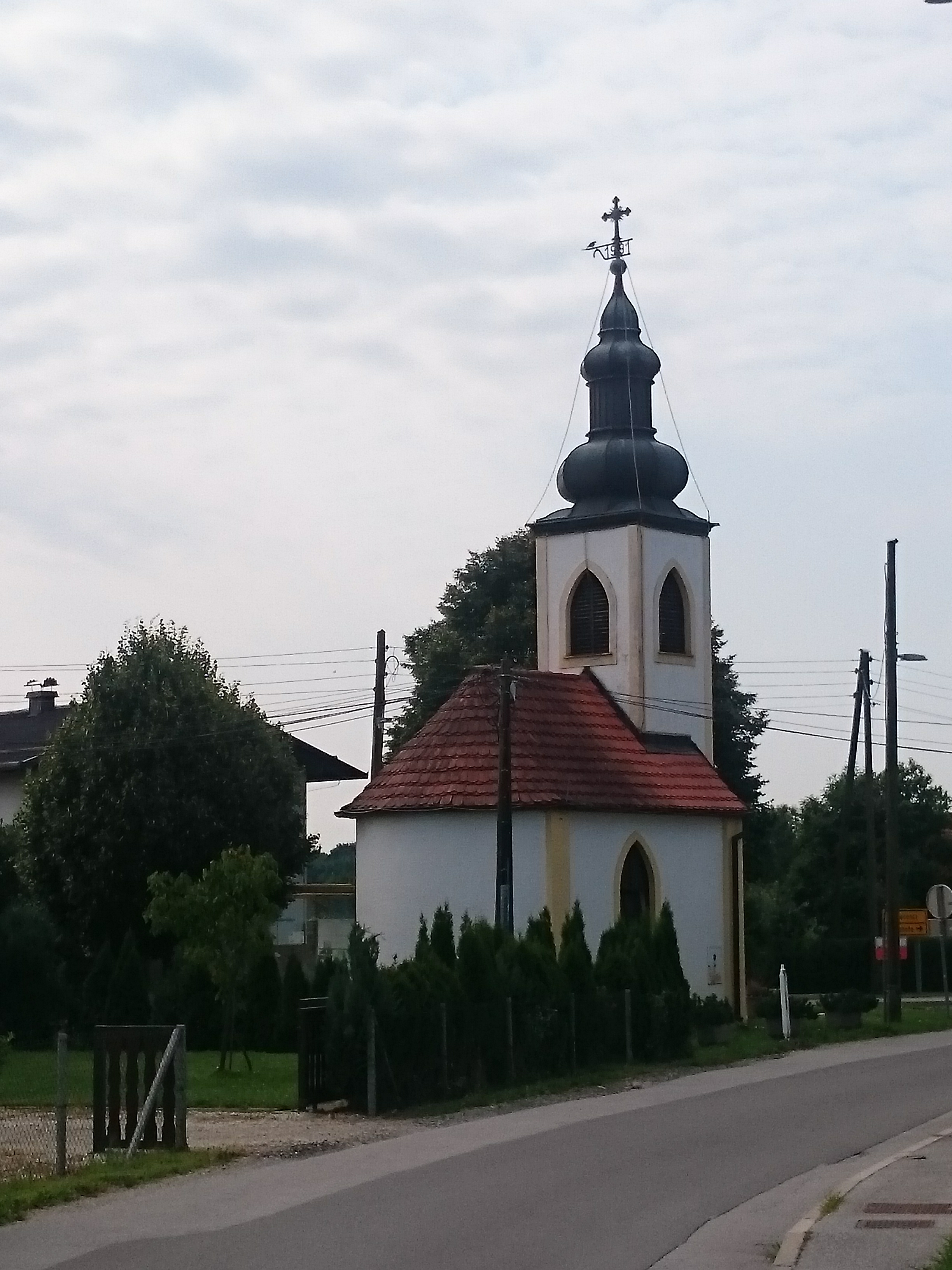
A márkusházi evangélikus kápolna
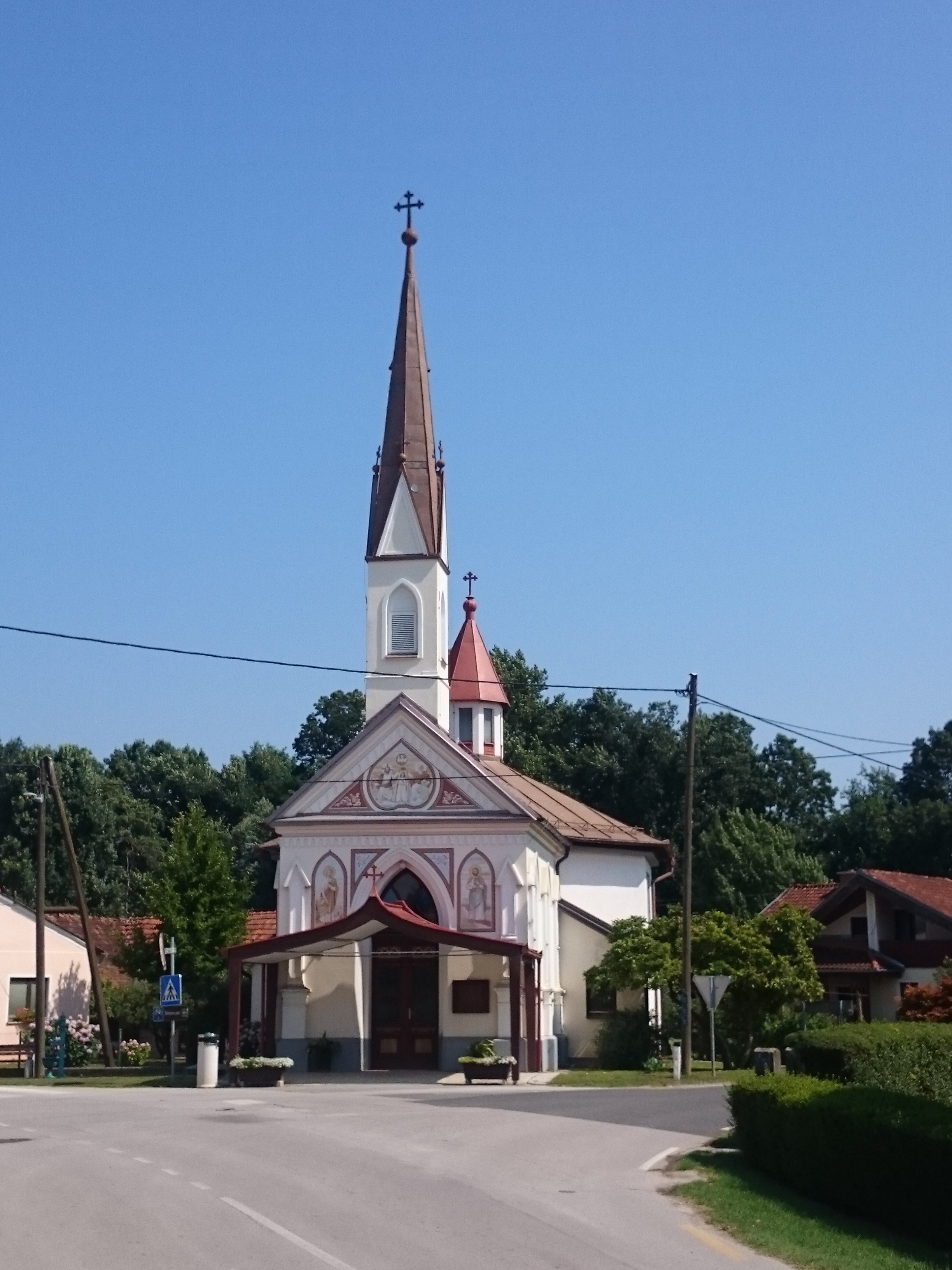
A Havas Boldogasszony kápolna Muramelencén

### Nyelv
A muravidéki szlovén avagy vend nyelv saját irodalmi nyelvvel bíró szlovén nyelvi norma. Az első írásos műveket a 16. században írták muravidékiül (vendül). Küzmics István 1771-ben lefordította az Újszövetséget, Küzmics Miklós pedig 1780-ban, 1783-ban és 1790-ben tankönyveket és imakönyvet írt, ezzel létrehozták az irodalmi nyelvet.
A vend irodalom még azután is fennállt (sőt virágzott), miután a Muravidéket elcsatolták Magyarországtól. Bár hivatalosan a szlovén nyelv nyelvjárásának tekintik ma is, de a két világháború között is zavartalanul folytatódott a könyvnyomtatás és az újságírás vendül. Az 1941 és 1944 közötti időszakban, amikor a vidék visszakerült Magyarországhoz, a magyar hatóságok korlátozták a nyelv használatát magyarosítási célokból, majd az őket követő jugoszláv kommunista hatóságok évtizedekig tiltották. A nyelv szélesebb körű, beszélt nyelvi szintet meghaladó használata csak az 1990-es évektől kezdődhetett el ismét.
A szlovén telepesek utódai vagy szlovén irodalmi nyelvet, vagy pedig a tengermelléki szlovén nyelvjárást használják, amit a helyiek nem értenek.

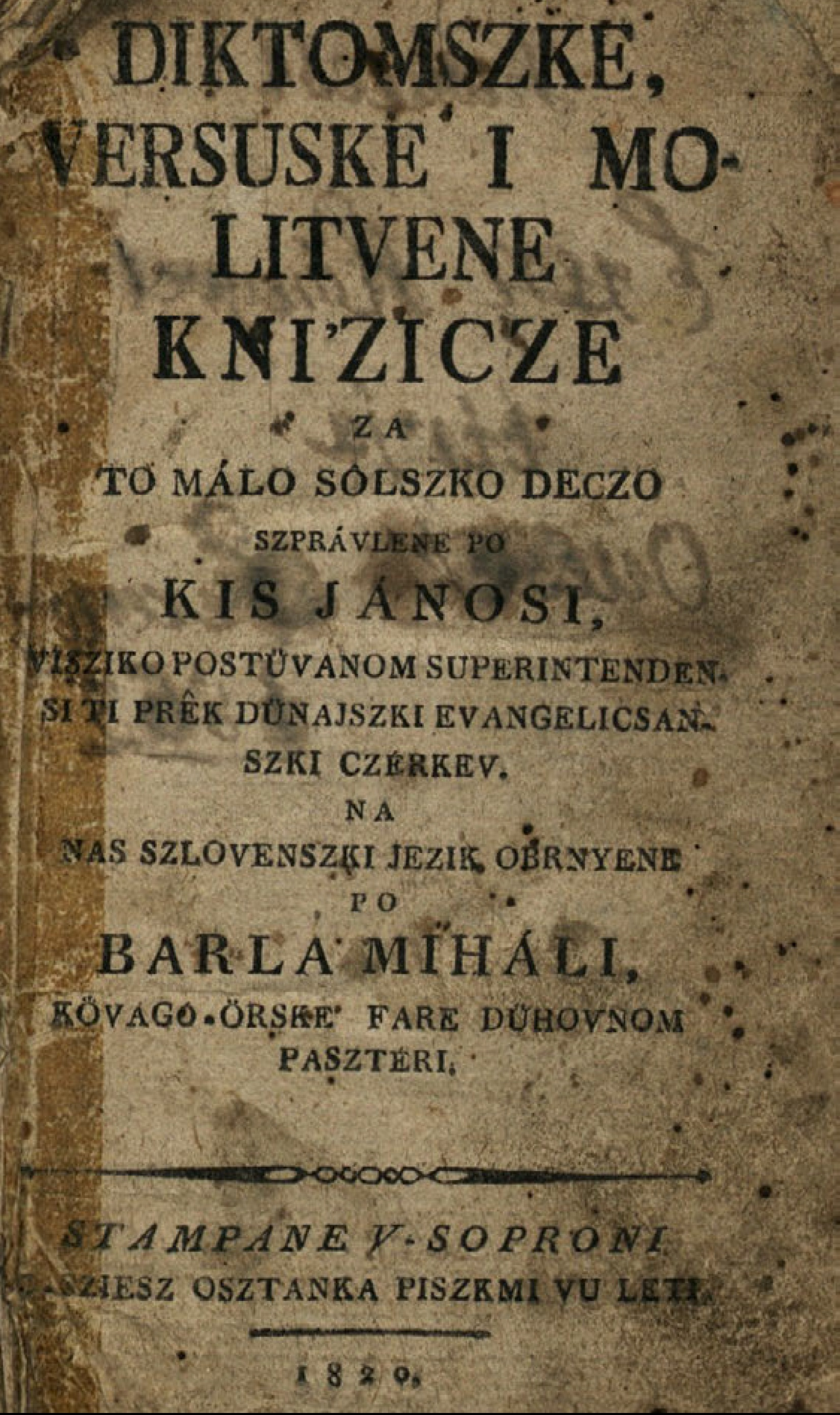
Barla Mihály Kővágóörsön élő szlovén lelkipásztor vend nyelvű verses-énekes könyve 1820-ból
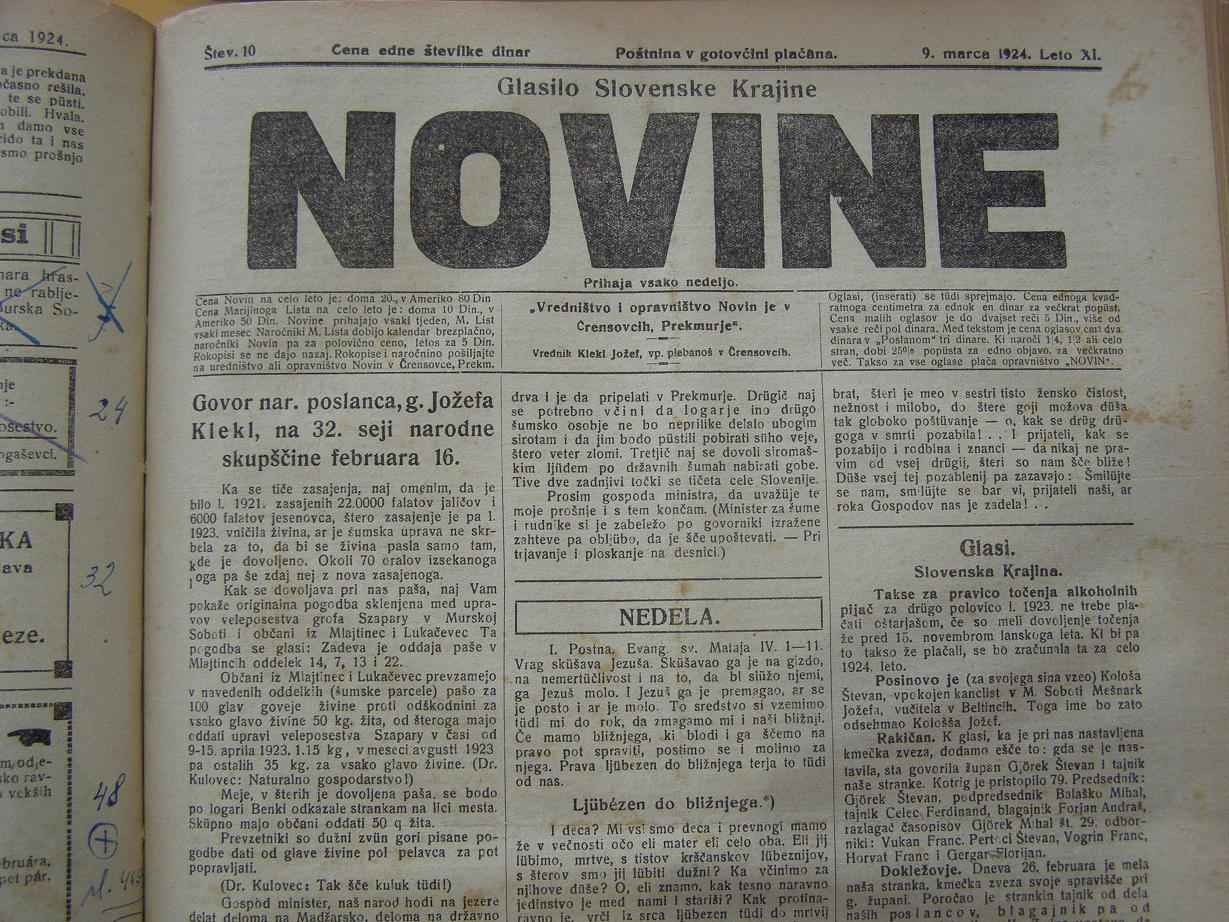
A Novine c. vend hetilap száma 1924-ből (a jugoszláv fennhatóság idejéből)
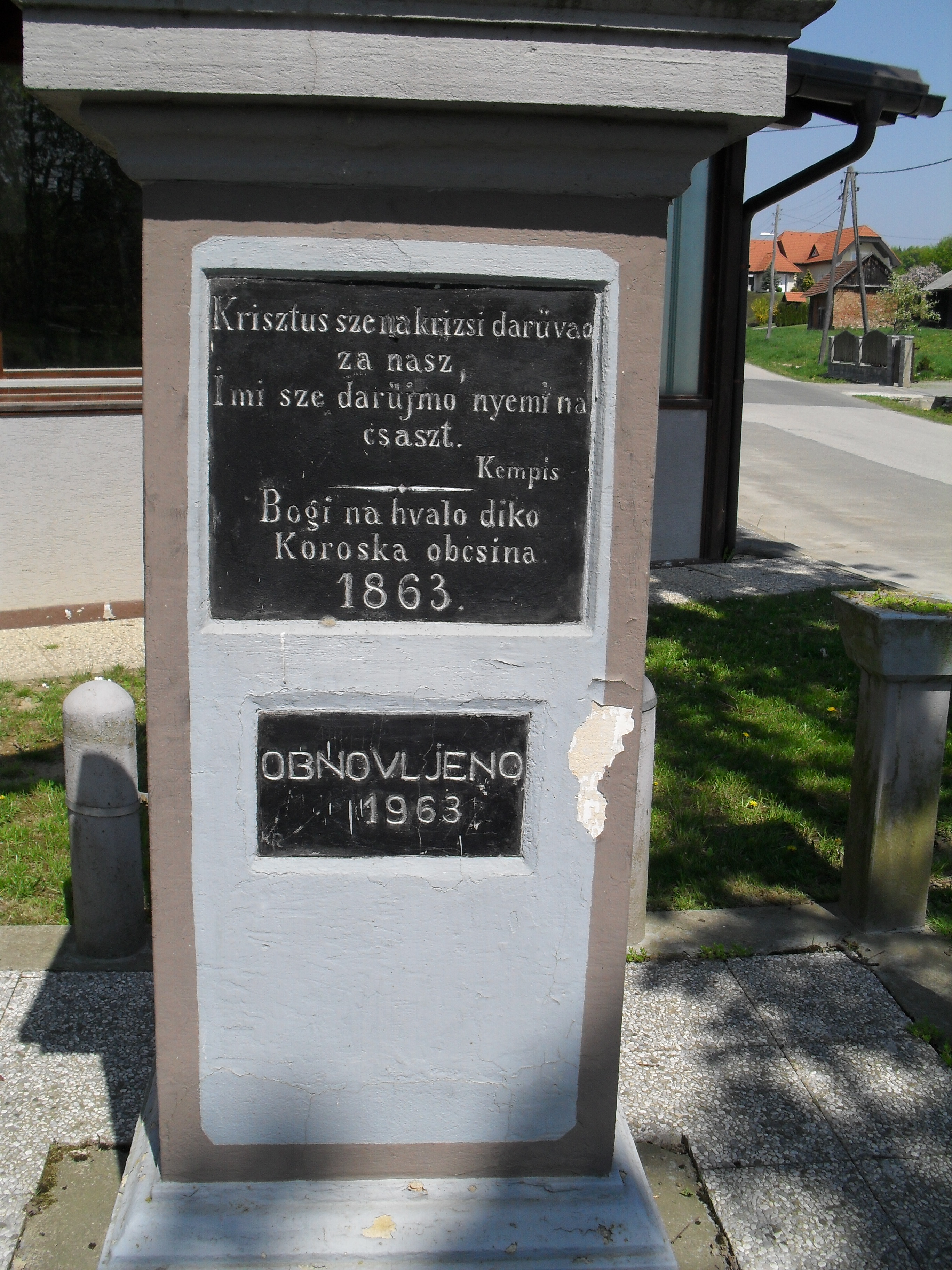
Magyar ábécével íródott vend felirat az 1863-ban állított károlyfai községi kereszten
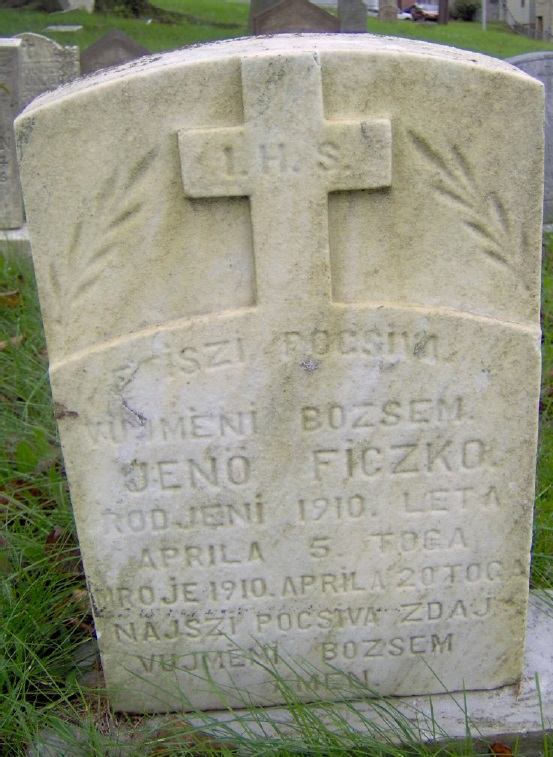
Vend feliratos sírkő a south bethlehemi St. Michael Cemetery-ben (Pennsylvania állam, Amerikai Egyesült Államok)
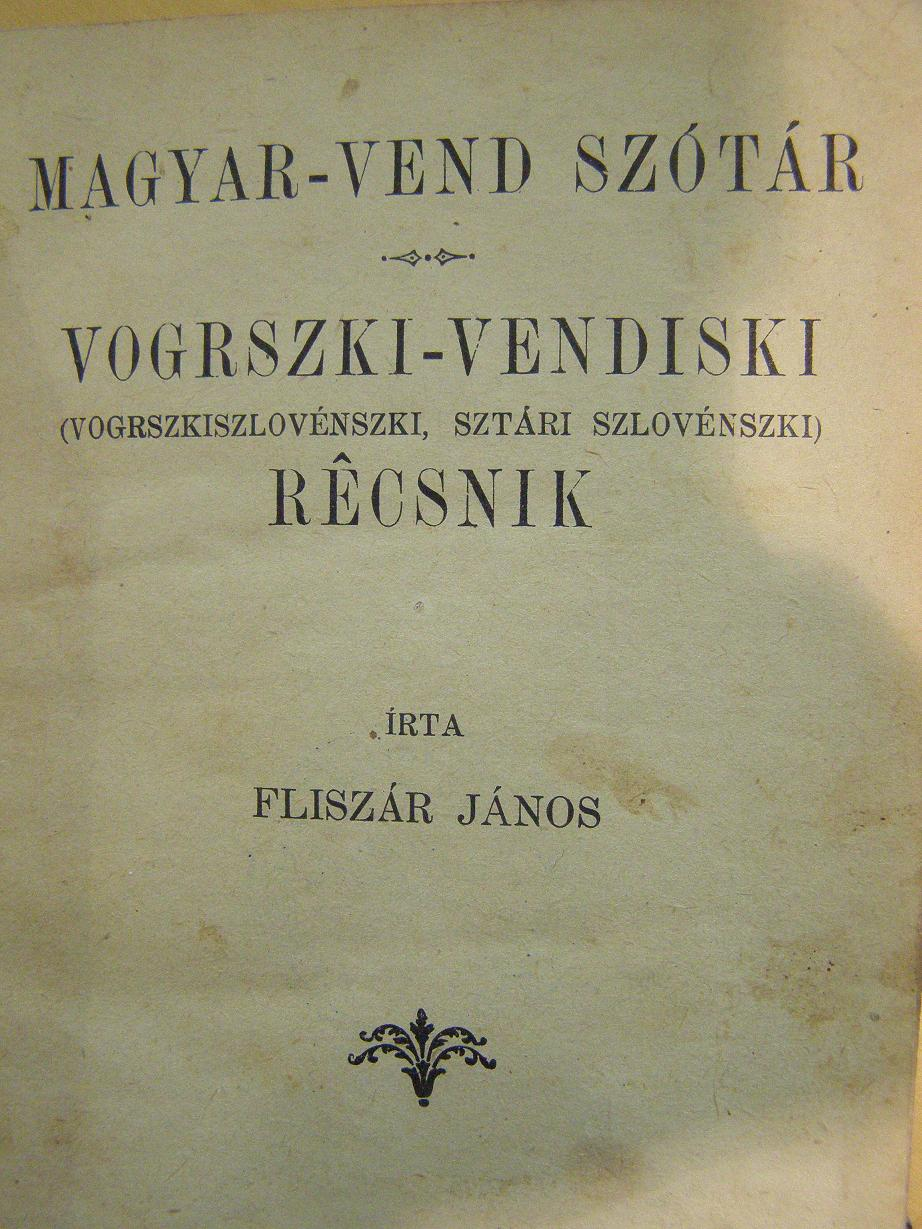
Vend szótár 1922-ből
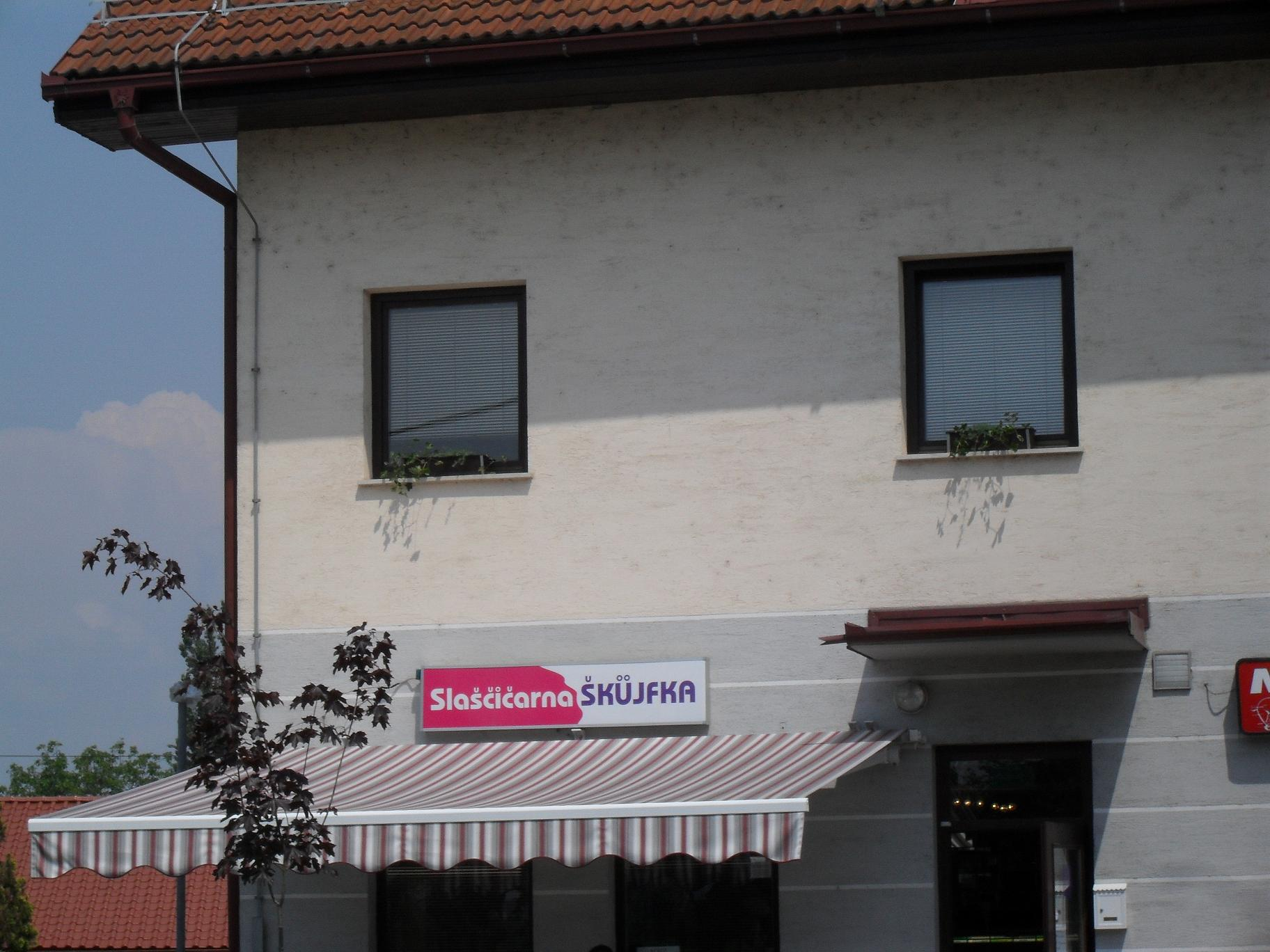
A Šküjfka cukrászda Csendlakon

### Szociális helyzet
A népesség elöregedése aggodalomra okot adó tényező, amely befolyásolja befektetések és vállalkozások még mindig relatíve alacsony aktivitását. A falvakra különösen jellemző ez, ahol a hagyományos paraszti élet visszaszorul, a fiatalabbak elvándorolnak és már leginkább idősek maradnak meg. A munkanélküliek mellett az nagyszámú idős lakosság is külön súlyos terhet ró az önkormányzatokra és a szociális hálóra nehezedő súlyos teher.

## Média
A korábbi muravidéki nyelvű újságok a második világháború alatt és után megszűntek (betiltották őket). Napjainkban a sajtótermékek hivatalos irodalmi szlovén nyelven szólnak, s csak időszakosan jelennek meg muravidéki nyelvű írások. Vannak tv- és rádióadások muravidékiül.

### Újságok
A Muravidék és az egész Muramente fő napilapja a Vestnik. A muraszombati katolikus püspökség külön kalendáriumot, a Stopinjé-t és hetilapot, a Družiná-t adja ki. Az evangélikus egyháznak is van saját lapja illetve kalendáriuma, az Evangeličanski list és az Evangeličanski koledar. Mindegyik régi, akkoriban még muravidéki nyelvű kiadványokra megy vissza.
Az egyes nagyközségeknek is vannak saját periodikái: Soboške novine (Muraszombat), Lipnica (Alsómarác), Mali rijtar (Belatinc), Naše novine (Kuzma), Novine (Péterhegy), Glasilo (Sal), Glas (Bántornya), Varaški list (Bántornya), Občan (Battyánd), Grad (Felsőlendva), Gorički vrh (Szarvaslak).

### Rádió és televízió
A térség fő rádióadója a Murski Val, míg televíziós műsorokat a muraszombati székhelyű Televizija AS készít (gyakran közös munkát végez magyar tv-s társaságokkal a határokon átnyúló együttműködés jegyében). A másik fontos televíziós társaság a TV Idea, amely kizárólag szlovén nyelvű.

### Magyar médiatermékek
A muravidéki magyarok lapja a Népújság, melynek melléklete a Naptár c. évkönyv. Alsólendván külön magyar rádió, a Muravidéki Magyar Rádió (MMR) működik, amely Magyarországon is könnyen fogható. Az szlovén közszolgálati televíziónak van saját Hidak–Mostovi c. magyar nemzetiségi magazinja. A televíziónak és a rádiónak közös a honlapja.
Őrihodos, Alsólendva és Dobronak községeknek saját kétnyelvű periodikái vannak. Ezek: Őrségi hírlap/Glasilo Őrség, Lendvai híradó/Lendavske novice és Barázdák/Brazde.

## Kultúra

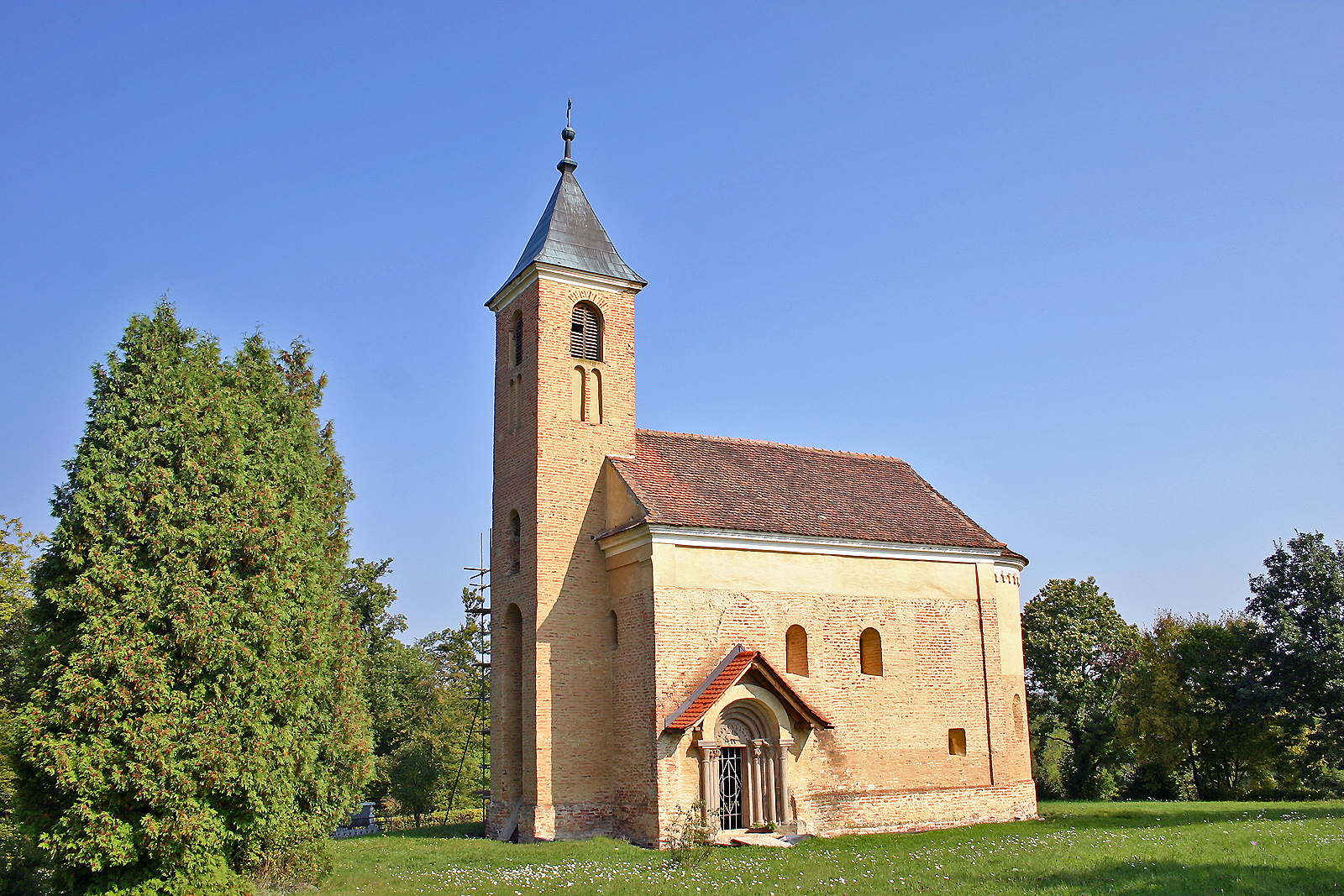
Domonkosfa 13. századi román stílusú temploma

### Oktatás
A térségben a szlovén oktatási rendszer érvényesül, a magyar településeken kéttannyelvű az oktatás.
Minden nagyközségnek van saját általános iskolája, a hozzájuk tartozó településeken a különálló iskolák ritkák. Muraszombatban az első középiskolát az első világháború után alapították. Jelenleg egy szakközép és egy egészségügyi szakközépiskola működik a városban. A közeli Battyánfalván biotechnikai iskola működik.
A régiónak nincs saját egyeteme. Létezik egy nem állami fenntartási akadémia a PAZU (Pomurska Akademija Znanosti in Umetnosti).

### Hagyományok, népszokások
A muravidéki népi hagyományokon jelentős német hatás, sőt magyar hatás is tükröződik. A vidék leghíresebb népszokása a borovo gostüvanje (fenyőrönkön kötött mókaházasság), ami ugyan csak a 20. század elején terjedt el, de német területen már hosszú ideje ismert volt. Ilyenkor egy magas, kivágott fenyőfát egy-egy falun végig húznak, többnyire február tájékán. Olyan településeken teszik ezt, ahol nem történt házasság vagy gyermekáldás, mivel a rönknek a termékenységre ható bűbájos erőt tulajdonítanak. A rönköt jelmezekbe öltözött nagy tömeg kíséri, amely táncol, énekel, bolondozik, majd egy papnak beöltözött személy egy menyasszonnyal és vőlegénnyel afféle humoros álesketést celebrál. Ennek keretében kigúnyolják az agglegényeket és öreglányokat.
Május elején minden településen állítanak májusfákat, amely magyar területen is népszerű, elterjedt szokás. Egy-egy községben több májusfa is állhat, ugyanis nemcsak maga a település, de egy-egy család külön is állíthat májusfát. A leghíresebb mégis a lendvarózsavölgyi faállítás, a gančki majoš, mely néhány egyedi jellegzetességgel bír, amiatt külön szerepel a szlovén nemzeti kulturális örökségvédelmi listán.
A népzene és a néptánc erős német elemeket tükröz, amely az egész szlovénségre jellemző. Ismertek ugyanakkor még olyan táncok is, amelyek tipikusan magyar táncok: ilyen a csárdás vagy pedig a kettősök.

### Építészeti emlékek

#### Várak
A Muravidéken öt vár található:
- Az alsólendvai vár a 12. század második felében épült, a 15. századtól a Bánffyak, később a Nádasdyak birtoka, a 18. századtól az Esterházy családé, amely jelenlegi formájában építette át.
- A muraszombati vár a 13. század közepén épült. Először a felsőlendvai Széchyek birtokában állt, későbbi rokoni kapcsolatok útján lett a Batthyány család tulajdona. 1687-ben került a Szapáry családhoz, melynek nevét a mai napig viseli az épület.
- A felsőlendvai vár már a 11. század óta létezik, de konkrétan csak a 13. század elején említik a források. Eleinte a Gutkeledek, Amádék, Újlakiak birtokolták. 1365-ben jutott hozzá a Széchy család, amelynek különálló ága alakult ki Felsőlendván. A Batthyányak 1684-ben vették át, később ez is a Szapáryak birtokába került. Utánuk a Nádasdyak és Almásyak is birtokolták, mígnem a 19. században a Széchényiek birtoka lett. A vár Szlovénia legnagyobb várának számít.
- A belatinci vár viszonylag fiatal a Muravidéken. A Bánffyak építették a 16. században és a 17. században is bővítették. A helyén jelentéktelen erődítések már a 13. században létezhettek. A 19. században a Zichy család birtoka volt.
- A battyánfalvai vagy rakicsáni várat a Batthyány család emelte védelmi célokból. Ez a vidék legfiatalabb vára, amely már kezdettől fogva barokk stílusban épült.

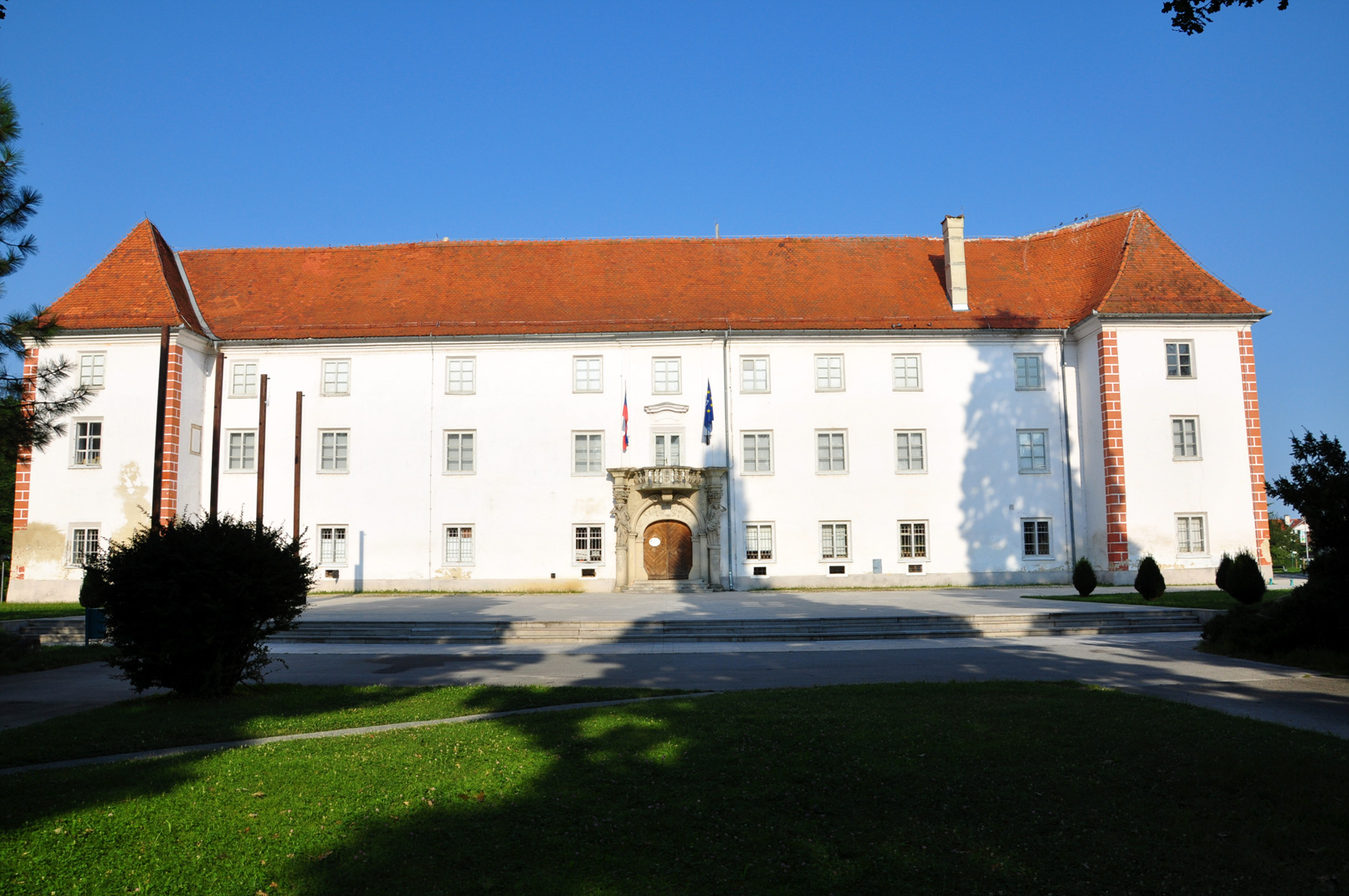
Szapáry-vár (Muraszombat)
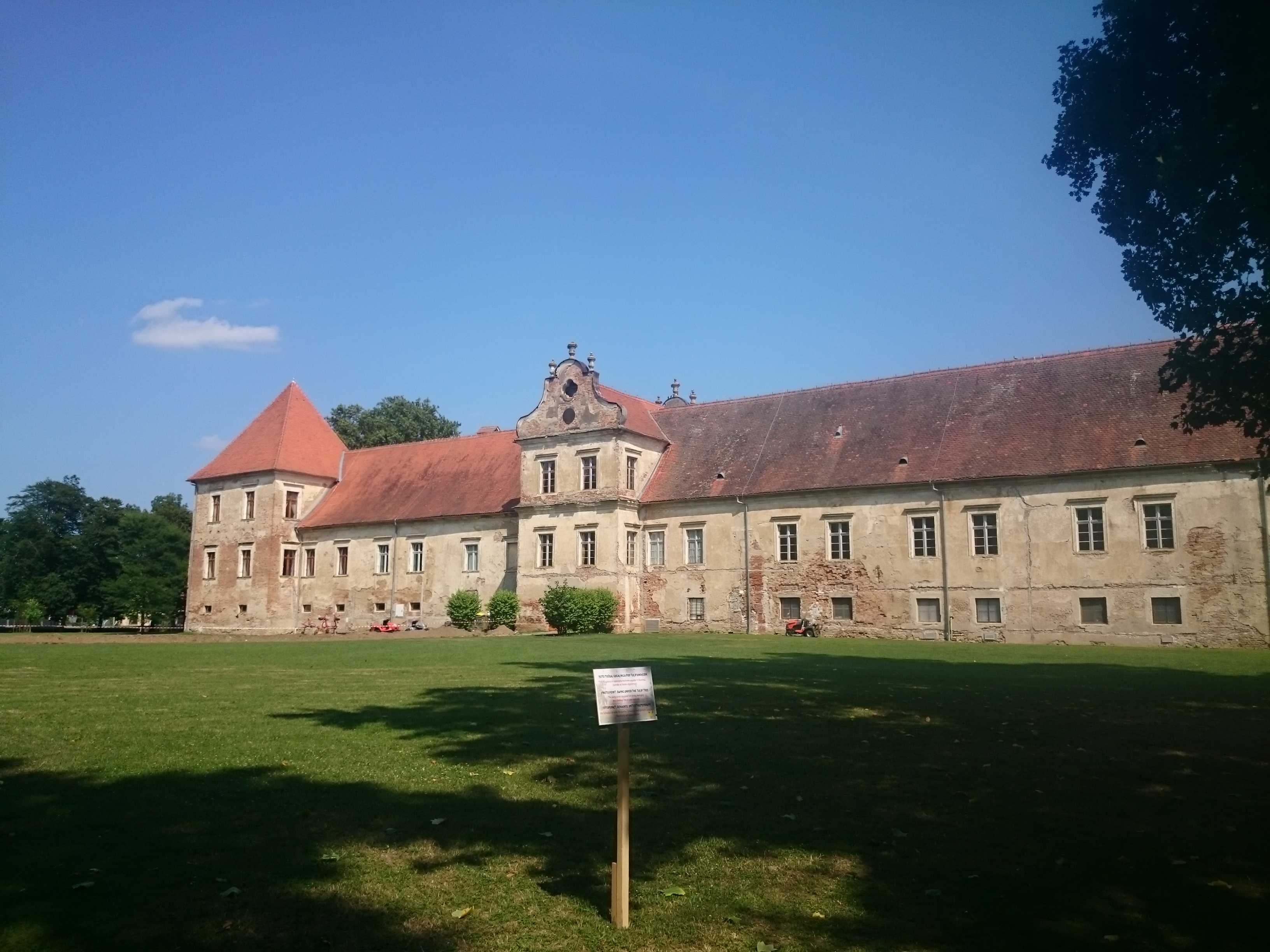
A Batthyány-vár (Battyánfalva)
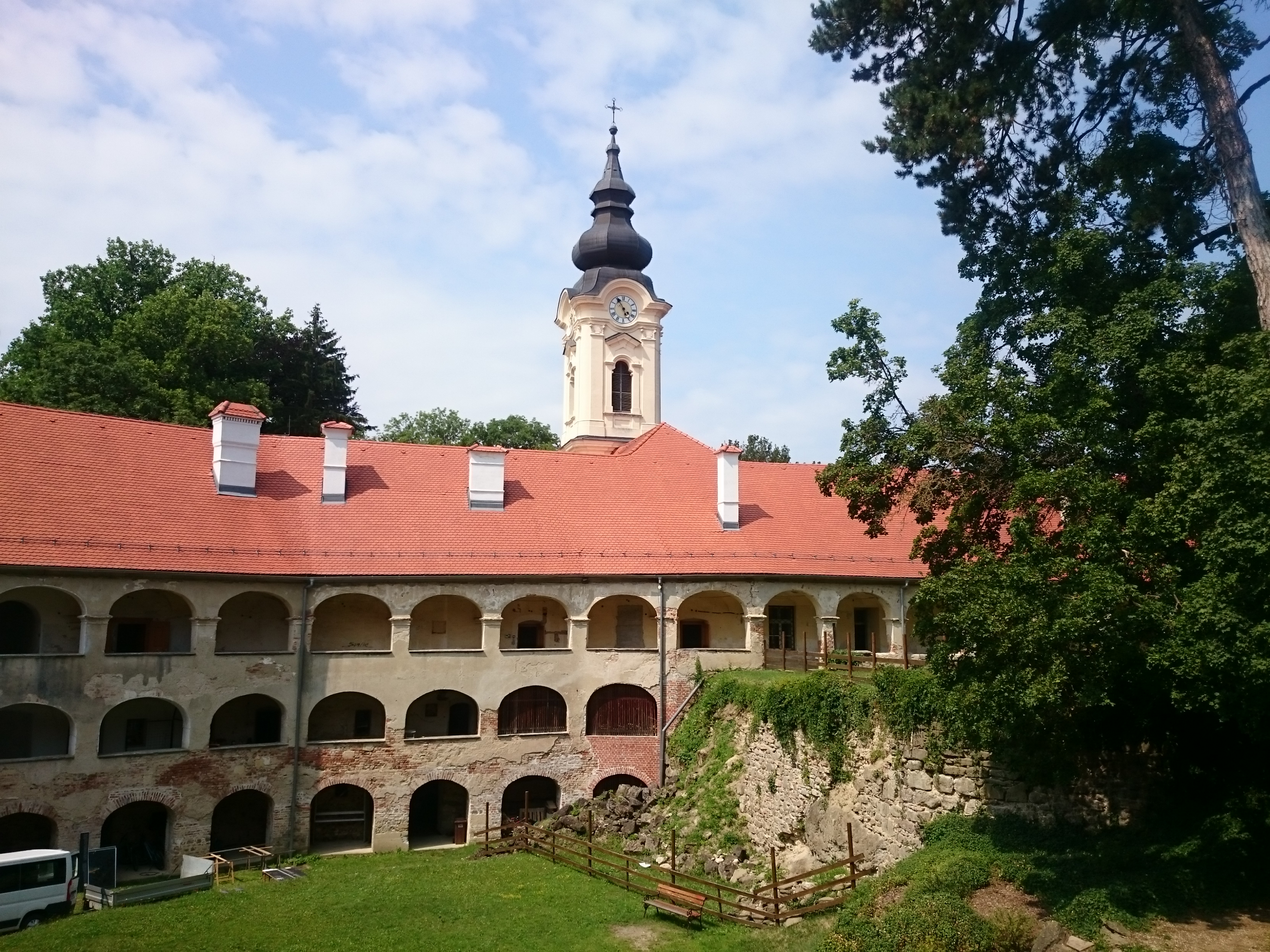
A felsőlendvai vár
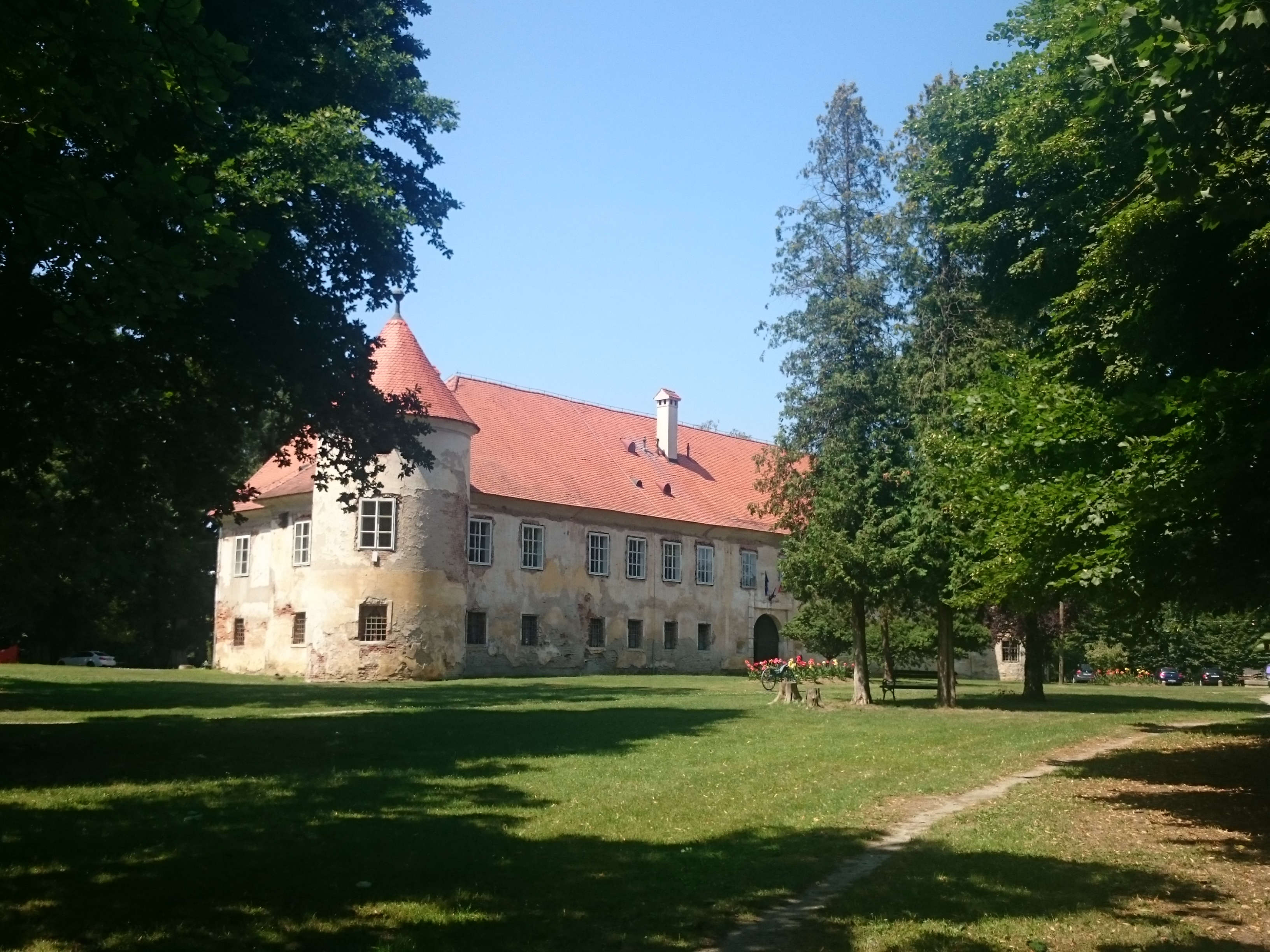
A belatinci vár
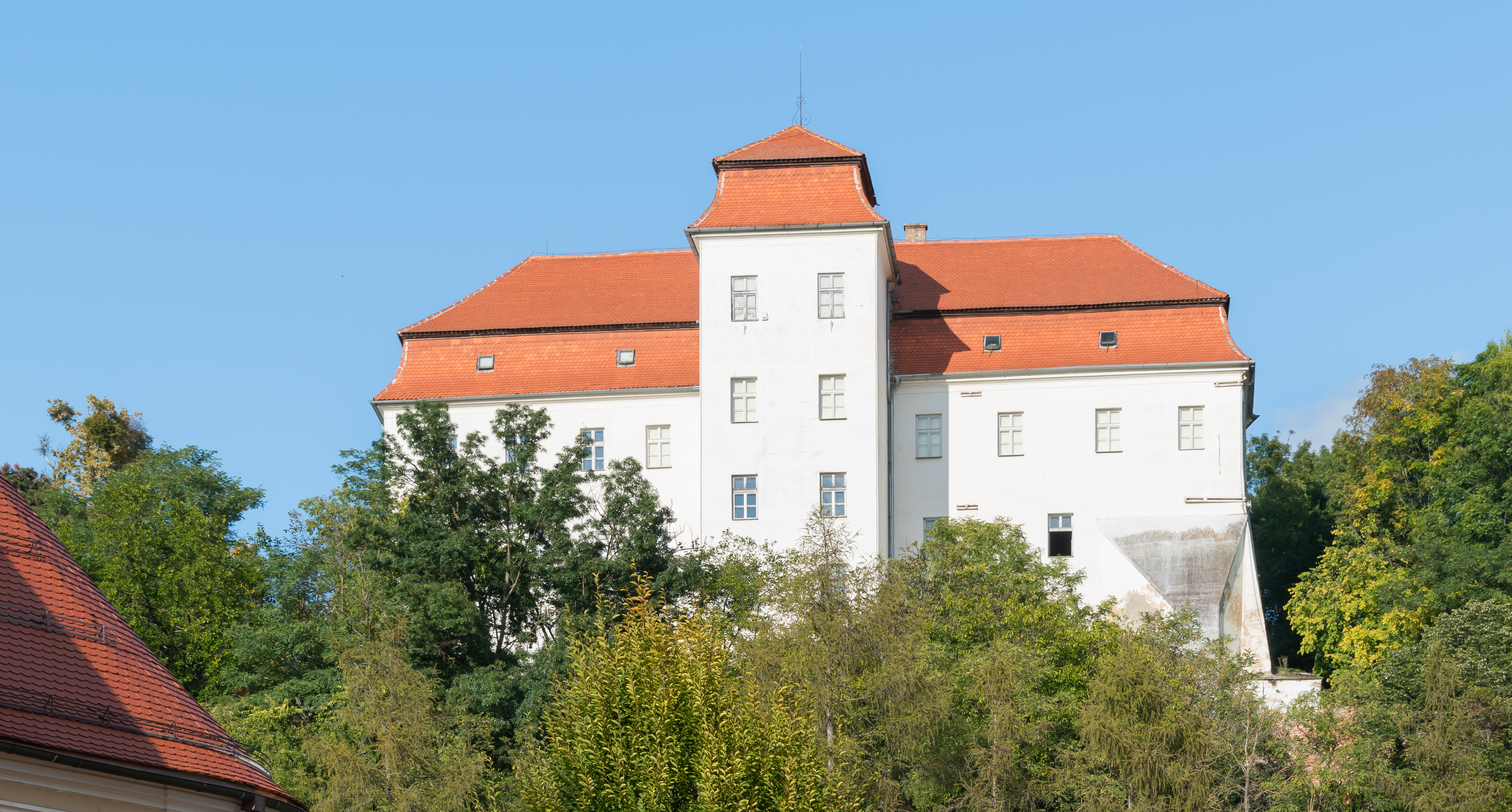
A lendvai vár

#### Templomok
A mai Muravidék területén már a honfoglalás előtt léteztek templomok a feljegyzések alapján, amik feltehetően fából épültek. Kőtemplomokat az Árpádok idején építettek. A középkori templomok zömét mára barokk stílusban átépítették. Más templomok még őrzik ugyan a középkori stílusjegyeket, de rengeteg barokk kiegészítéssel bírnak.
Domonskofán fennmaradt egy 13. századi román stílusú templom, mely hasonlít a velemérire az Őrségben. A leghíresebb középkori eredetű szakrális objektum mégis a nagytótlaki körtemplom (rotunda), amelyet bár csak 1365-ben említenek, de valószínűleg a 13. században épült, benne eredeti, a korból származó freskók vannak.
Bántornyán gótikus templom maradt fenn a 15. századból, benne Aquila János freskóival. Mártonhelyen szintén középkori eredetű a templom, külleme és néhány belső tartozéka megőrizte az akkori jelleget, s többek között itt is találkozni Aquila freskóival, így a mester önarcképével is. Ugyancsak középkori stílusú a csendlaki katolikus templom.
A barokk építészet legszebb példáját a vashidegkúti katolikus templom adja a Muravidéken.
A modernépítésű bagonyai vagy adorjánfalvai templomok a 20. századi építészet remekművei közé tartoznak.

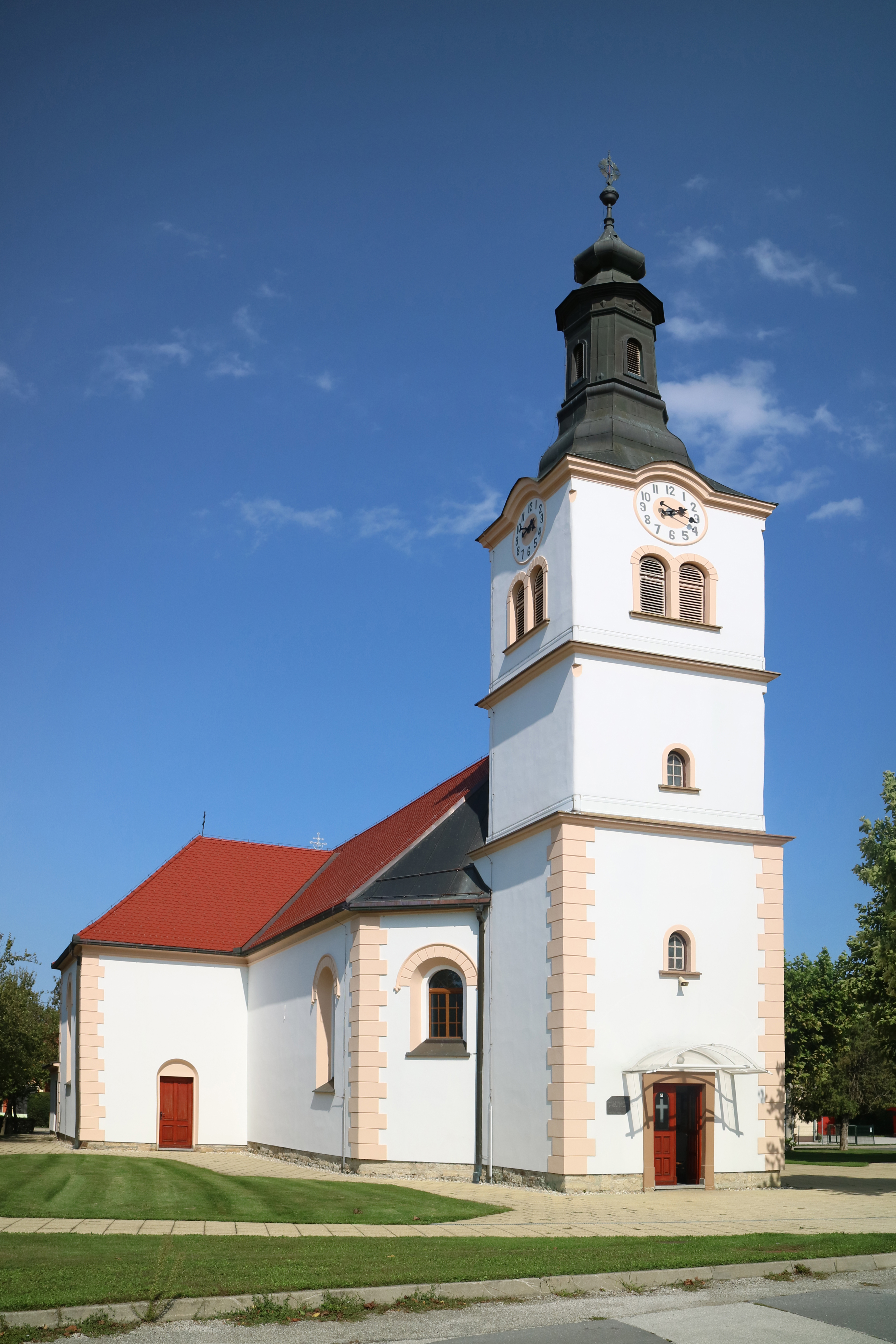
A vashidegkúti Szt. József barokk plébániatemplom
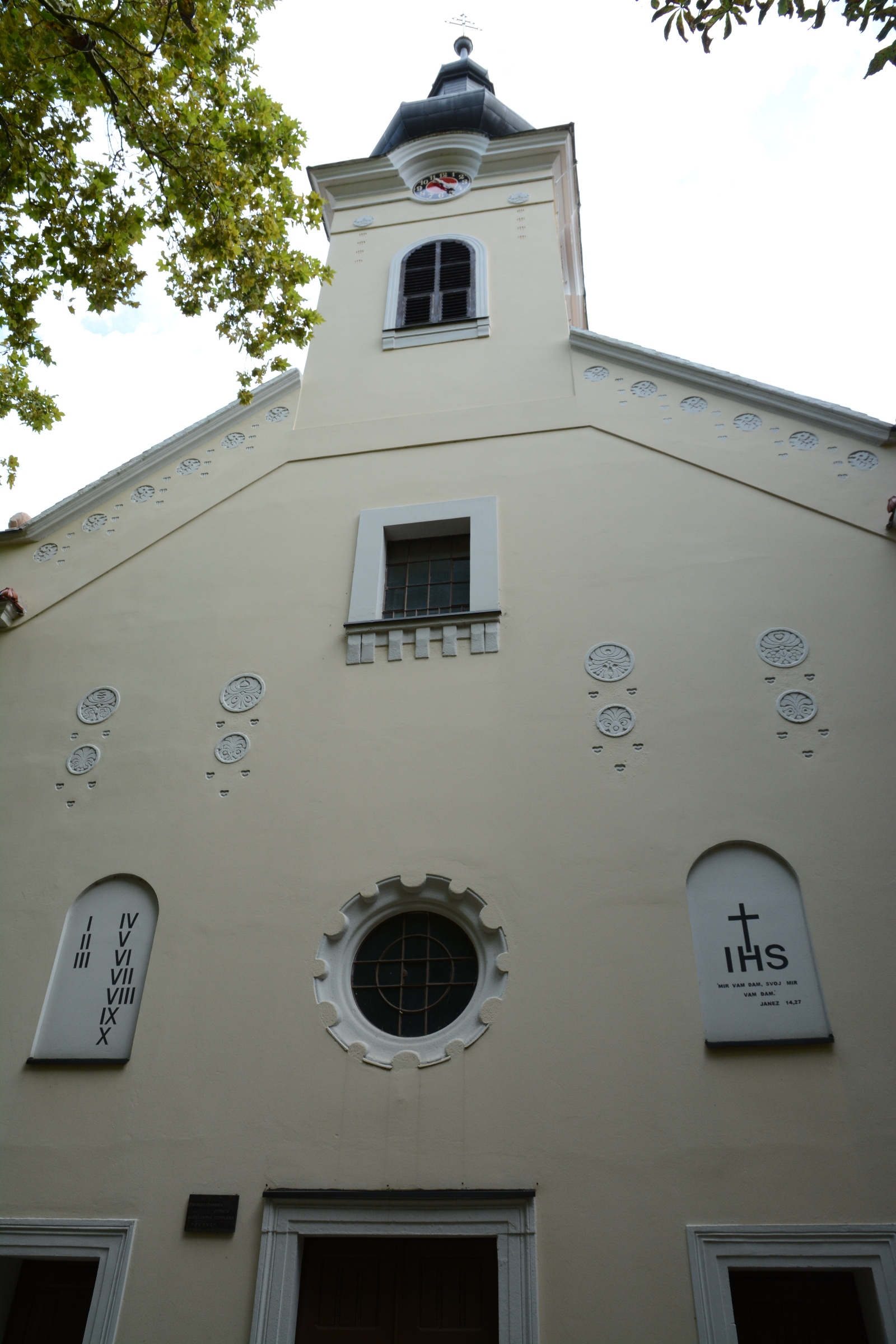
A battyándi evangélikus templom
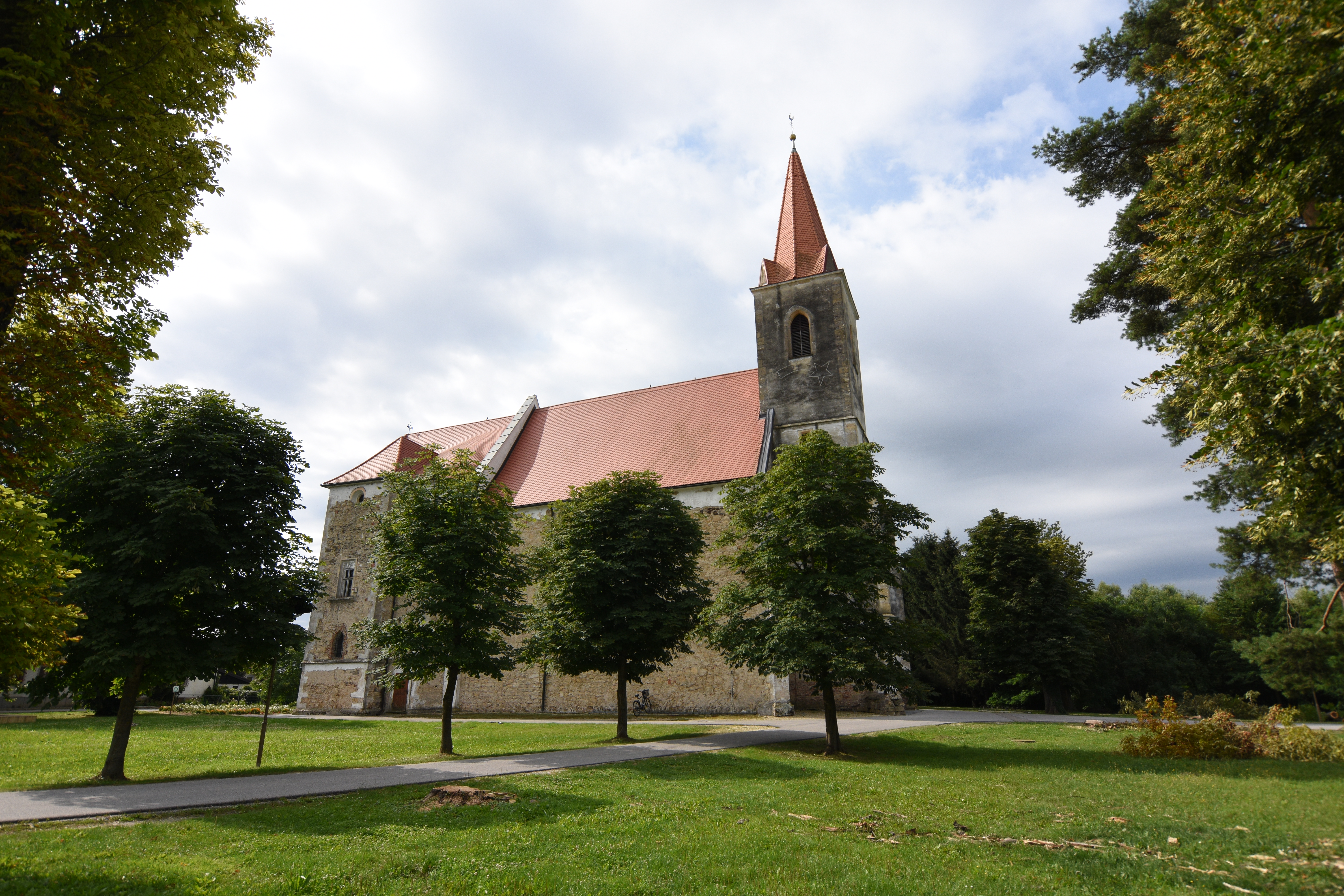
A csendlaki Kisboldogasszony plébániatemplom
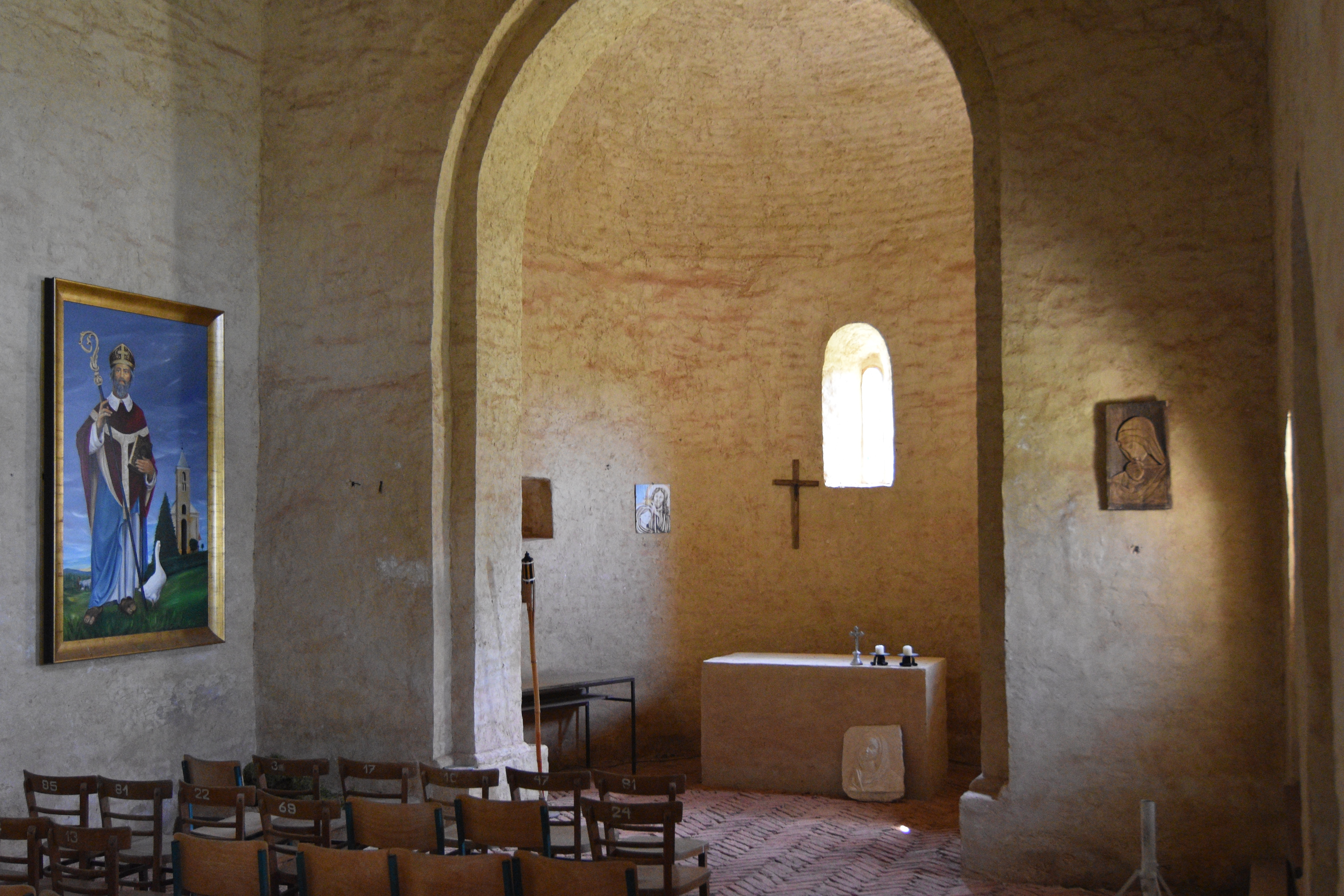
A domonkosfai Szt. Márton-templom belső tere
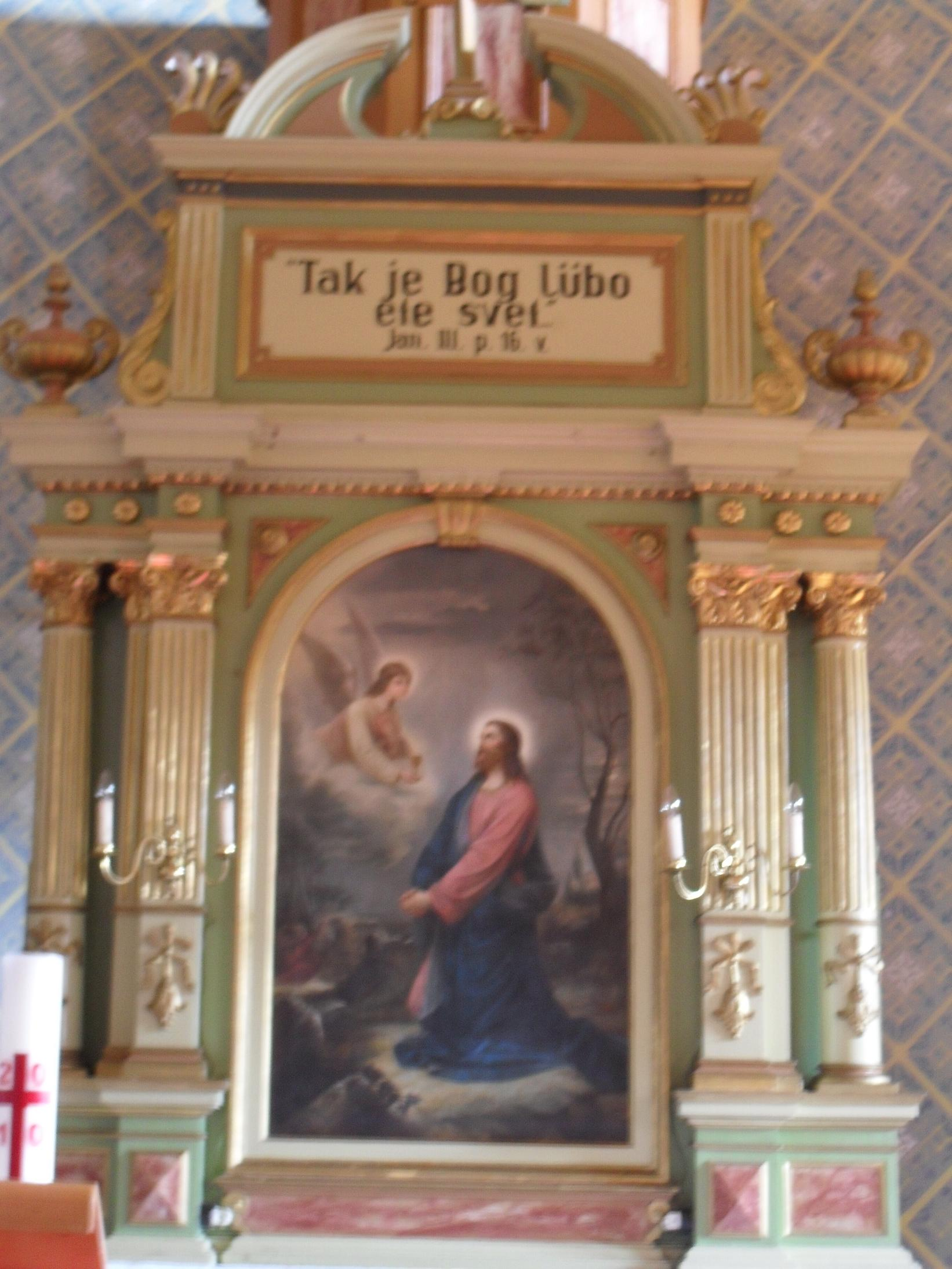
A bodóhegyi evangélikus templom oltára vend nyelvű felirattal

#### Kastélyok, kúriák
A Mátyásdomb feletti, a helyiek által Marof-nak nevezett Szapáry-kúria a Goričko egyik látványossága a felsőlendvai vár és a nagytótlaki körtemplom mellett. Pártosfalván, az erdőben még állnak a Matzenau-kastély romjai. Csendlakon az utóbbi években teljes felújításra került a Batthyány-kúria, amely a helyi középkori templom közelében áll. Szécsénykúton kissé elhanyagolt állapotban áll még a Nádasdy-kúria.

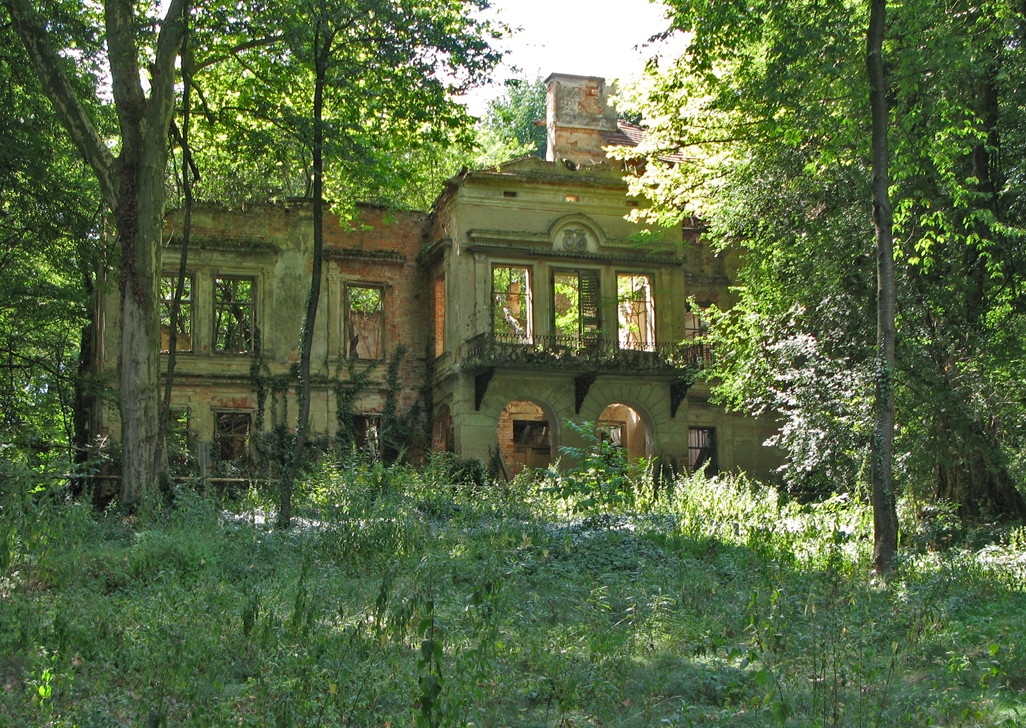
A Matzenau-kastély romjai Pártosfalva mellett
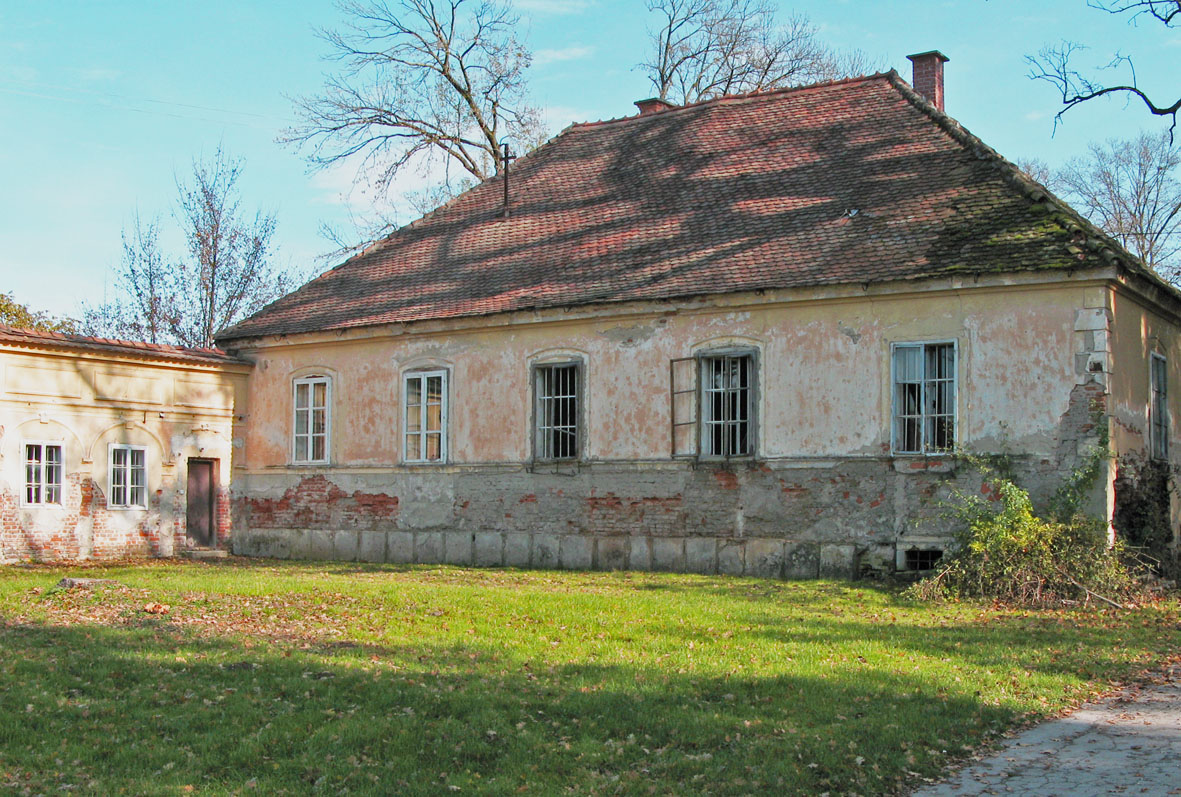
A csendlaki Batthyány-kúria a felújítás előtti állapotában

#### Népi építészet
Népi építészet tekintetében a leghíresebb a Filóc melletti ún. fazekasfalu a Muravidéken, ahol több fennmaradt szalmatetős vályogház található tradicionális fazekasműhelyekkel.
Egy-egy településen fennmaradtak régi malmok, pl. a barkóci Lukács-malom, a nádorfai Lenarcsich-malom, a nagypalinai Czopek-malom, az alsócsalogányi Pütar-malom, a szarvaslaki Obál-malom, a kuzmai Frčko-malom, a berkeházi Császár-malom, a marokréti Zsidó-malom, az adorjánfalvai malom, stb. A leghíresebb mégis az muraszigeti hajómalom, amely a Murán van és manapság a Szerelem szigete (Otok ljubezni) nevet viseli.
Az eredeti állapotban fennmaradt dobronaki tájházban helytörténeti múzeum működik.
A vidéken több helyen vannak még egyebek mellett szalmatetős vályogházak és régi téglából, cseréptetővel épült házak, melyek nem állnak műemlékvédelmi oltalom alatt, így állagmegóvási terv sincs. Egyesek már a végső megsemmisülés határán állnak.

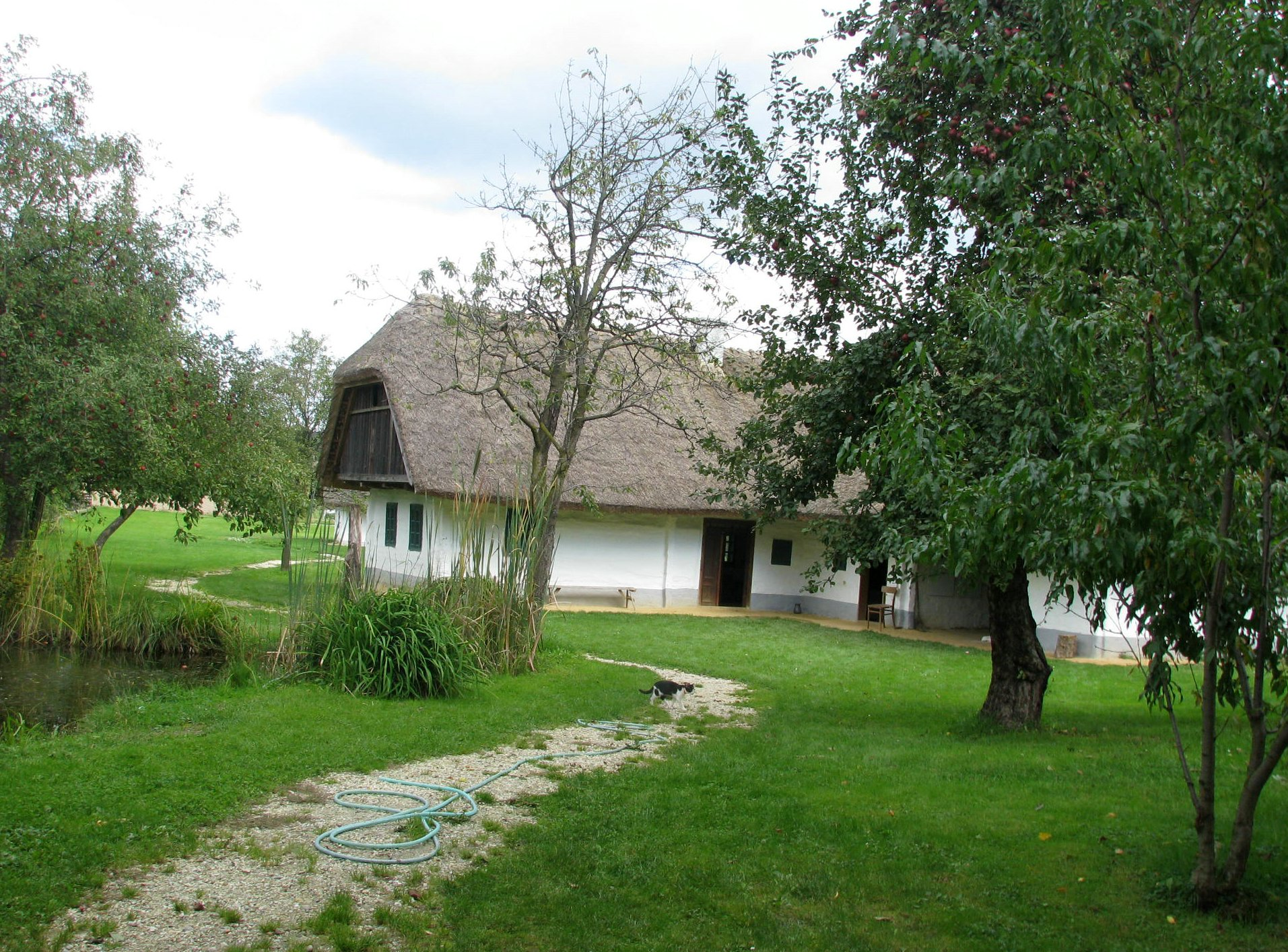
Szalmatetős vályogház, az ún. cimprača Filócon
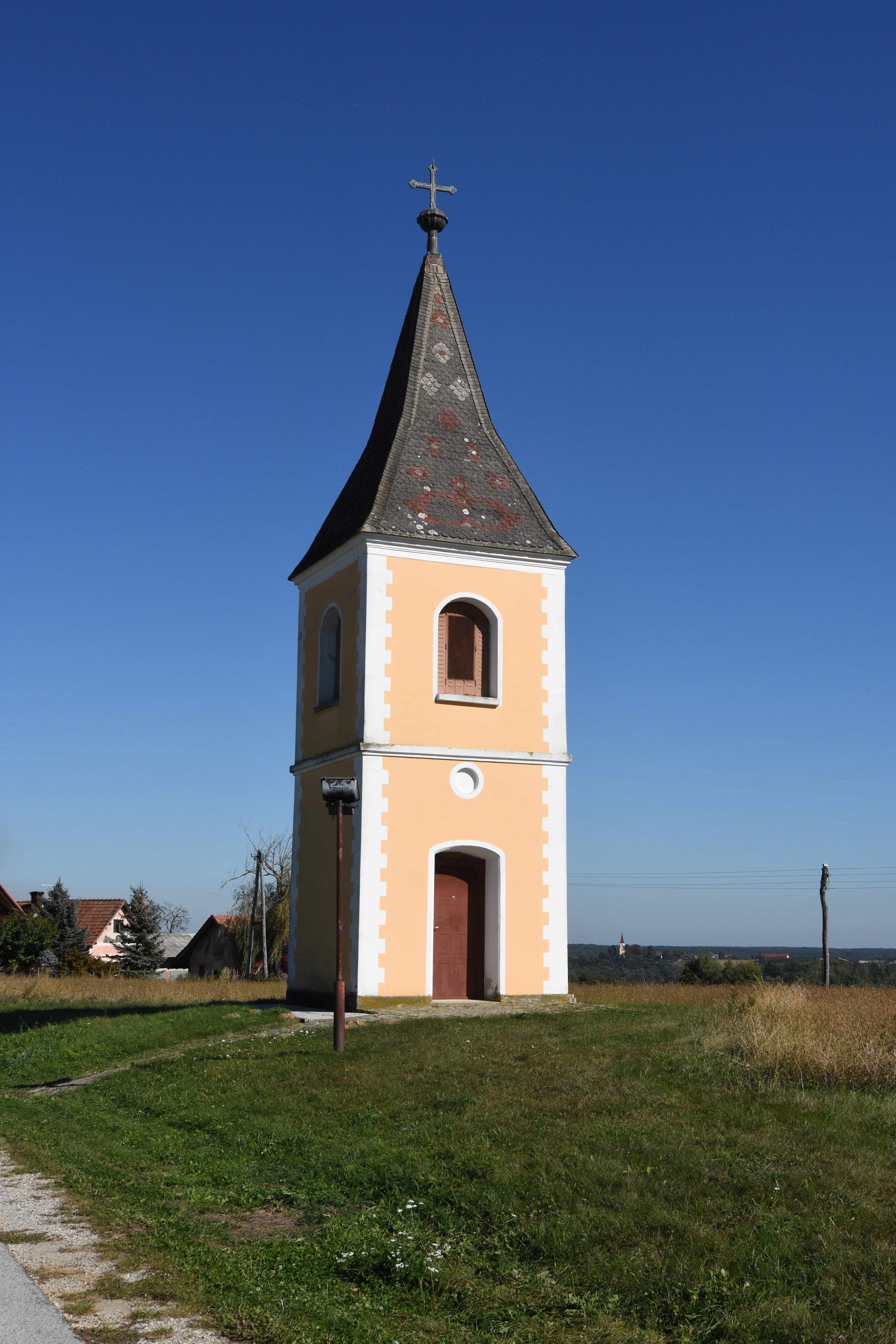
Harangláb Bűdfalván
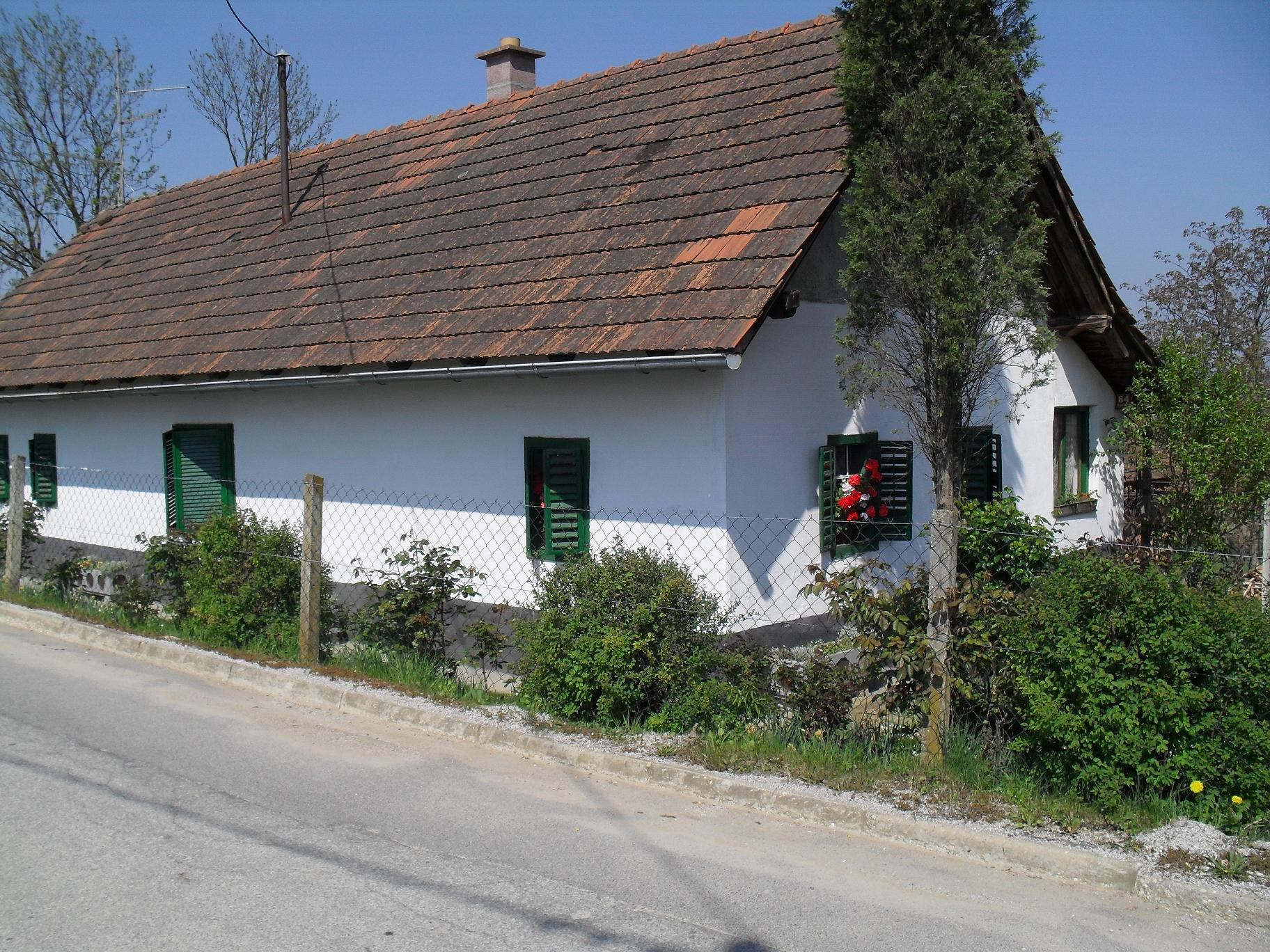
Régi stílusú falusi parasztház, cseréptetővel, Rétálláson
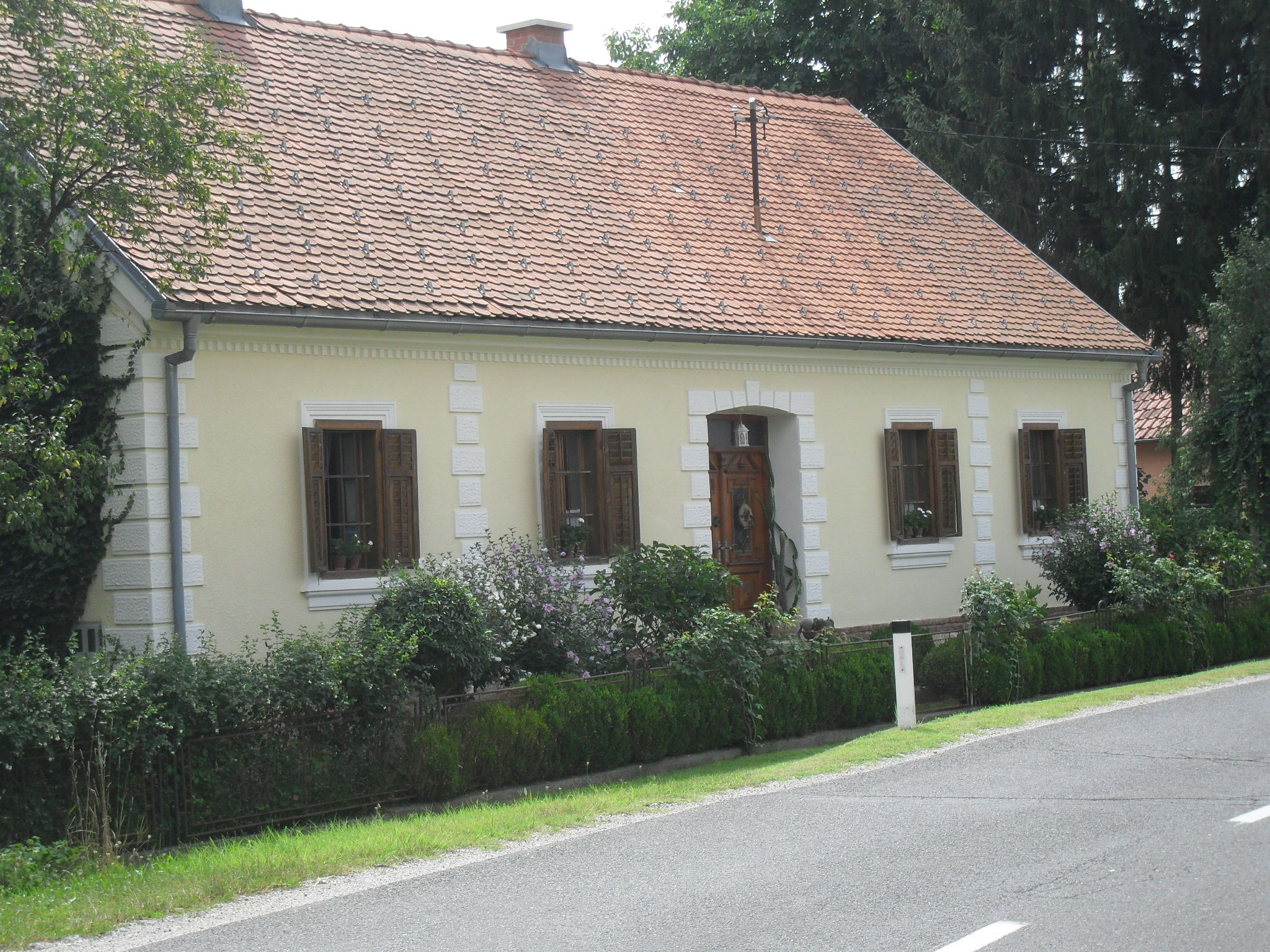
Stájer stílusú falusi parasztház, Bírószék

### Irodalom

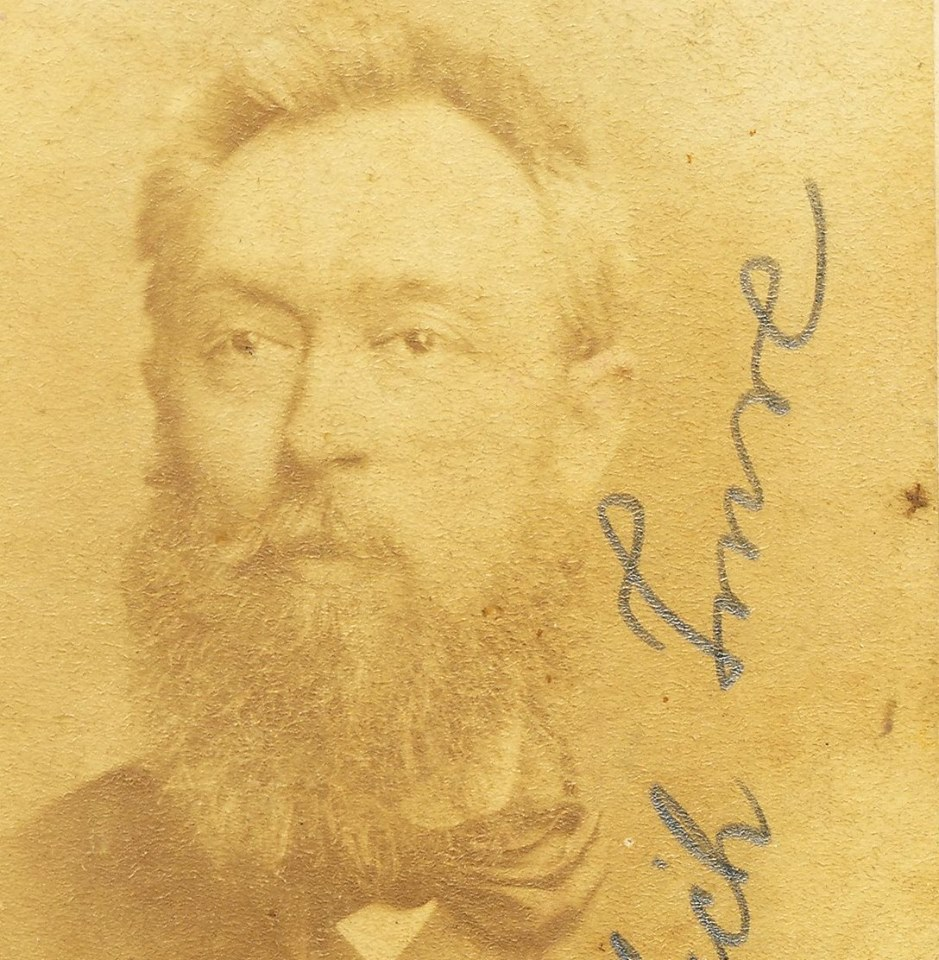
Augustich Imre, lapszerkesztő, költő
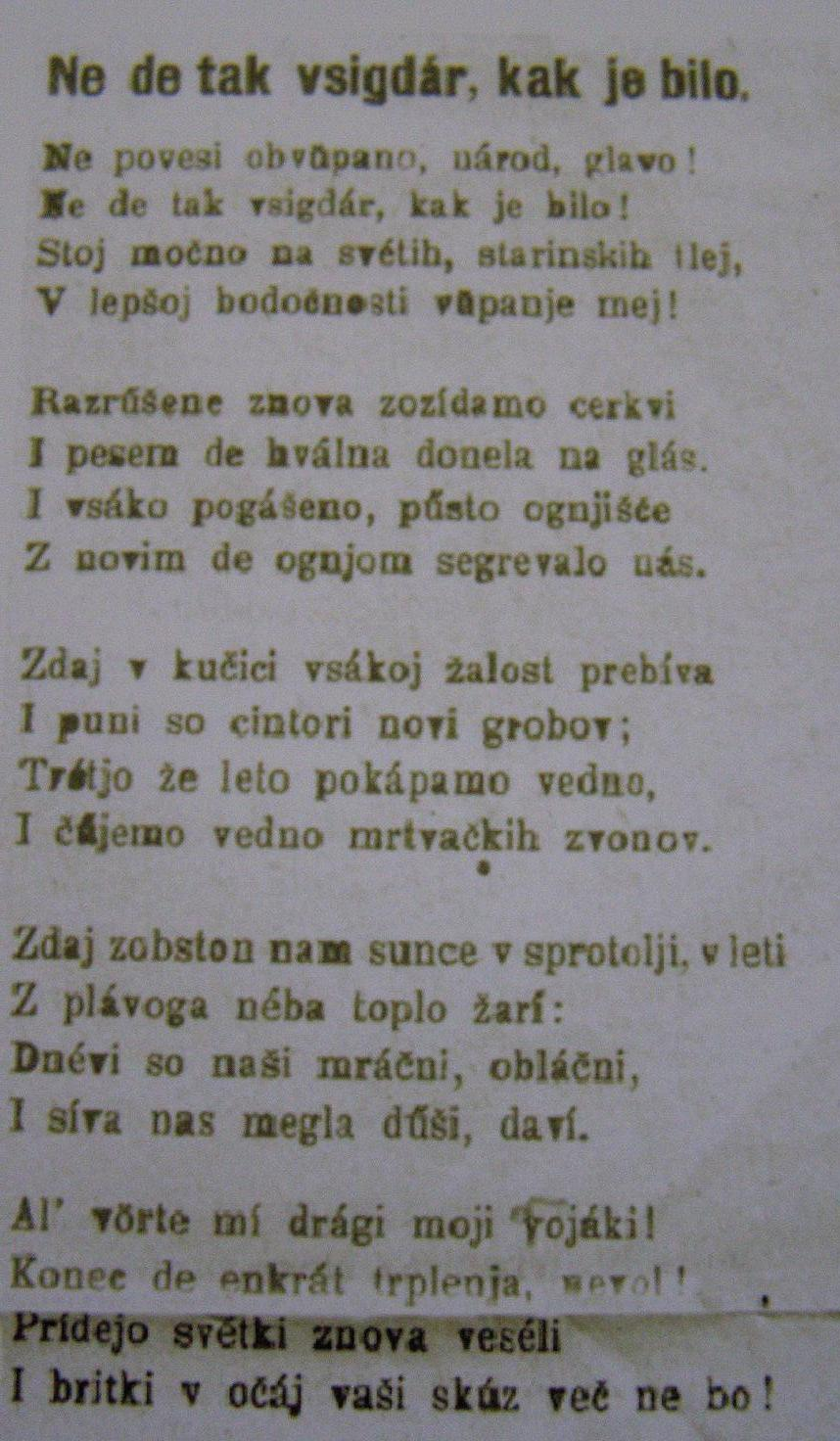
Pável Ágoston vendül írt verse
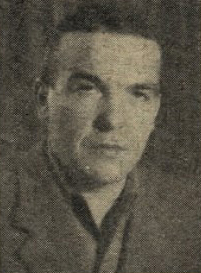
Ferdo Godina, szlovénul alkotó muravidéki író
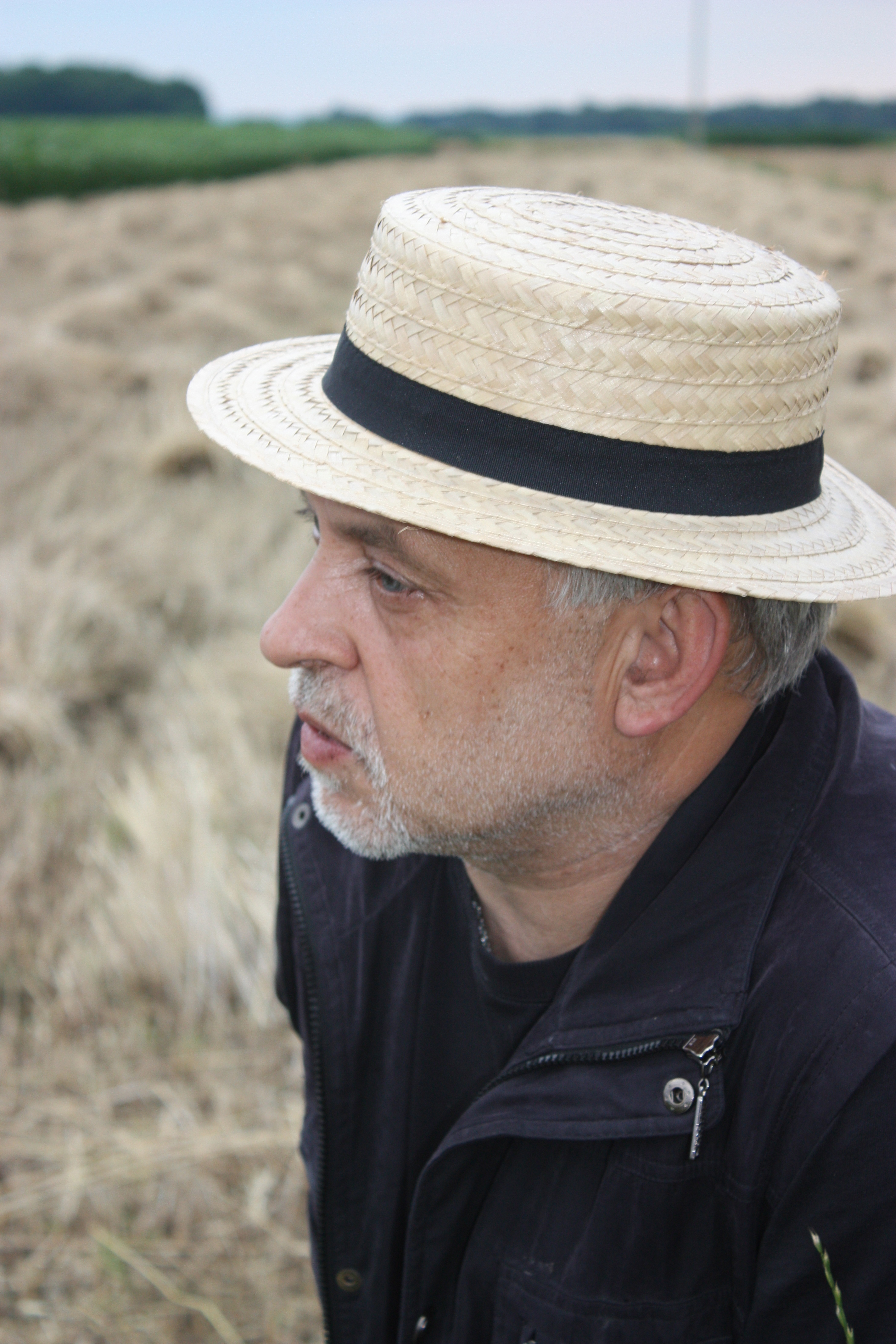
Feri Lainšček, író, költő
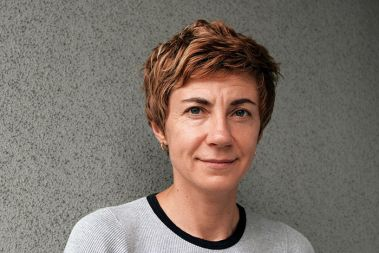
Suzana Tratnik, írónő
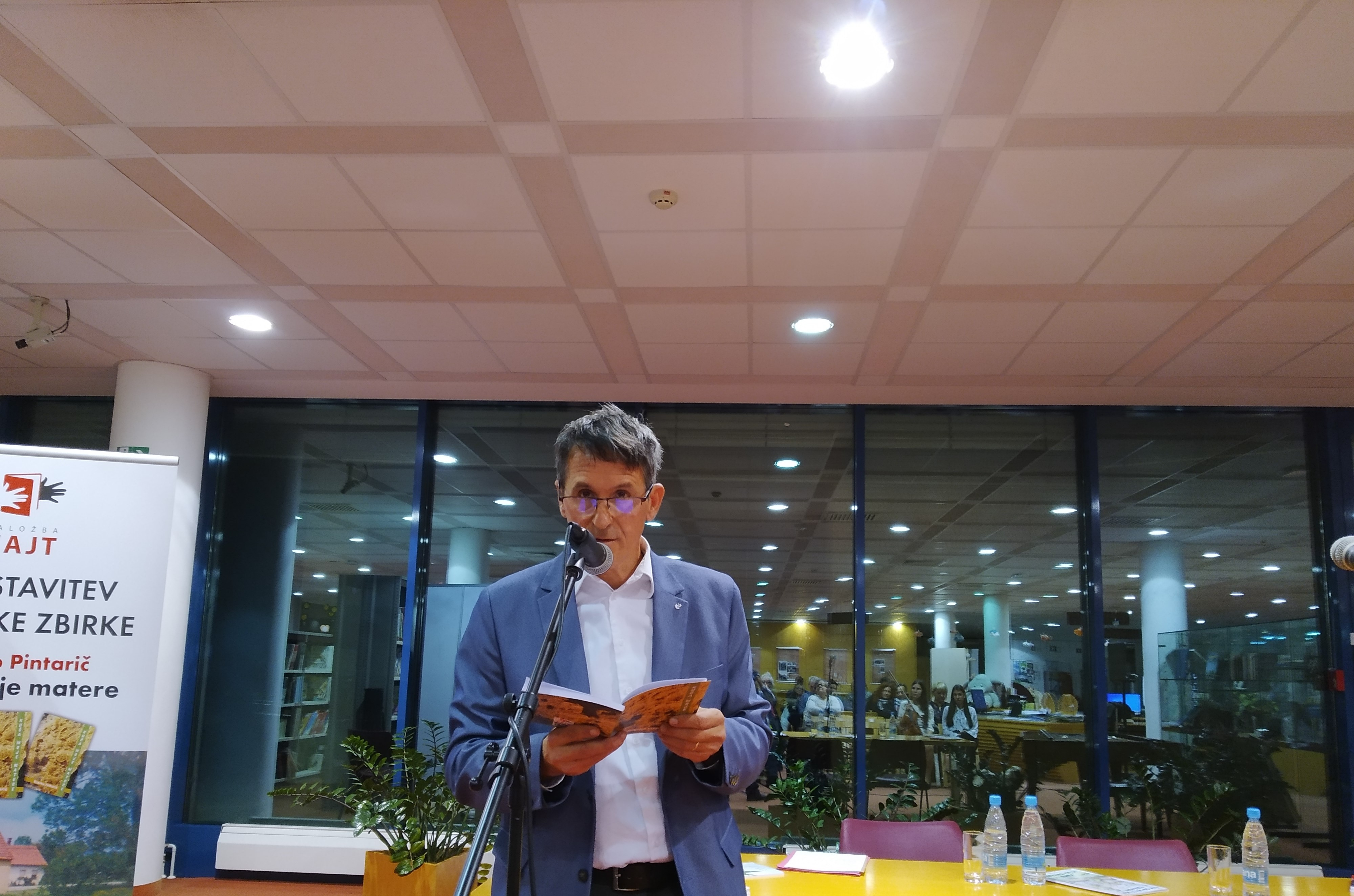
Branko Pintarič, költő
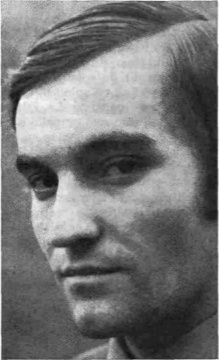
Evald Flisar, író
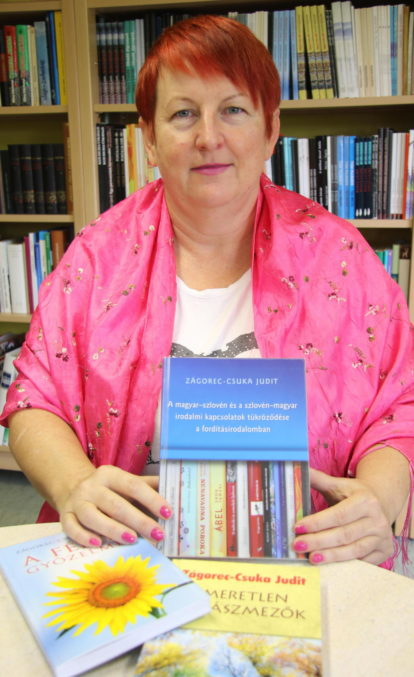
Zágorec-Csuka Judit, költő, író, műfordító

### Zene
Különböző (német, horvát, magyar) kultúrák kereszteződésében a muravidéki zene is különböző hatásokat visel magán. Legjellemzőbb hangszerek a cimbalom, a 19. század végén elterjedt harmonika, köcsögduda, lopótökből faragott síp, hegedű, nagybőgő, klarinét, furulya, nádsíp. A hangszerek elterjedtsége a Muravidék egyes részein nem egységes. Az északi és nyugati oldalon, ahol a legerősebb a német kulturális hatás, a harmonika a legjellemzőbb és legkedveltebb hangszer. Szemben a középső és déli vidéken sokkal gyakrabban találkozni a magyar cimbalommal. Szlovéniában emiatt a muravidéki zenét leginkább a magyar hangzással és a cimbalom melankolikus dallamával azonosítják, holott ez csak részben helytálló. A német eredetű zenei elemek egész Szlovéniában jellemzők, ezért azt a laikusok túl általánosnak látják. A vidék és Szlovénia leghíresebb cimbalmosa Darko Kržanko.
Néhány muravidéki népdal, mint a Marko skače, Zrejlo je žito vagy a Fsi so vejnci bejli egész Szlovéniában ismertek lettek az elmúlt években.
Azon muravidéki népdalokban, amelyek kimutathatóan magyar eredetűek, szomorkás, bús, lassú és finom hangzás érvényesül (ilyen a Zrejlo je žito). A német eredetű dalok dinamikusabbak, vidámabbak, önfeledtek (a Marko skače vagy a Gnes je edna lüšna nouč).
Az egyszólamú dalok ritkák. Sokkal jellemzőbbek a két- vagy háromszólamú nóták.
A helyi népdalok gyűjtése már a 19. század első felében elkezdődött, a korai szakaszban még Novák Ferenc bántornyai plébános gyűjtötte őket. Később Pável Ágoston és Kühár István kezdett velük aktívan foglalkozni.
A modern, könnyűzenei műfajban a vidék híressége, az országszerte is népszerű Vlado Kreslin folk, country és rock énekes, aki ötvözi a modern zenét a népzenével, sőt bizonyos dalaiban blues és soul elemek is megfigyelhetők. Nika Zorjan a fiatalabb korosztálynak szóló pop-zene képviselője, aki Christina Aguilera és Beyoncé hatása alatt áll. Mindketten gyakran énekelnek vend nyelven is és a maguk műfajában népszerűsíteni törekszenek a Muravidék nyelvét. Nika Zorjan All I Want for Christmas Is You c. Mariah Carey-sláger vend változatát is elkészítette.

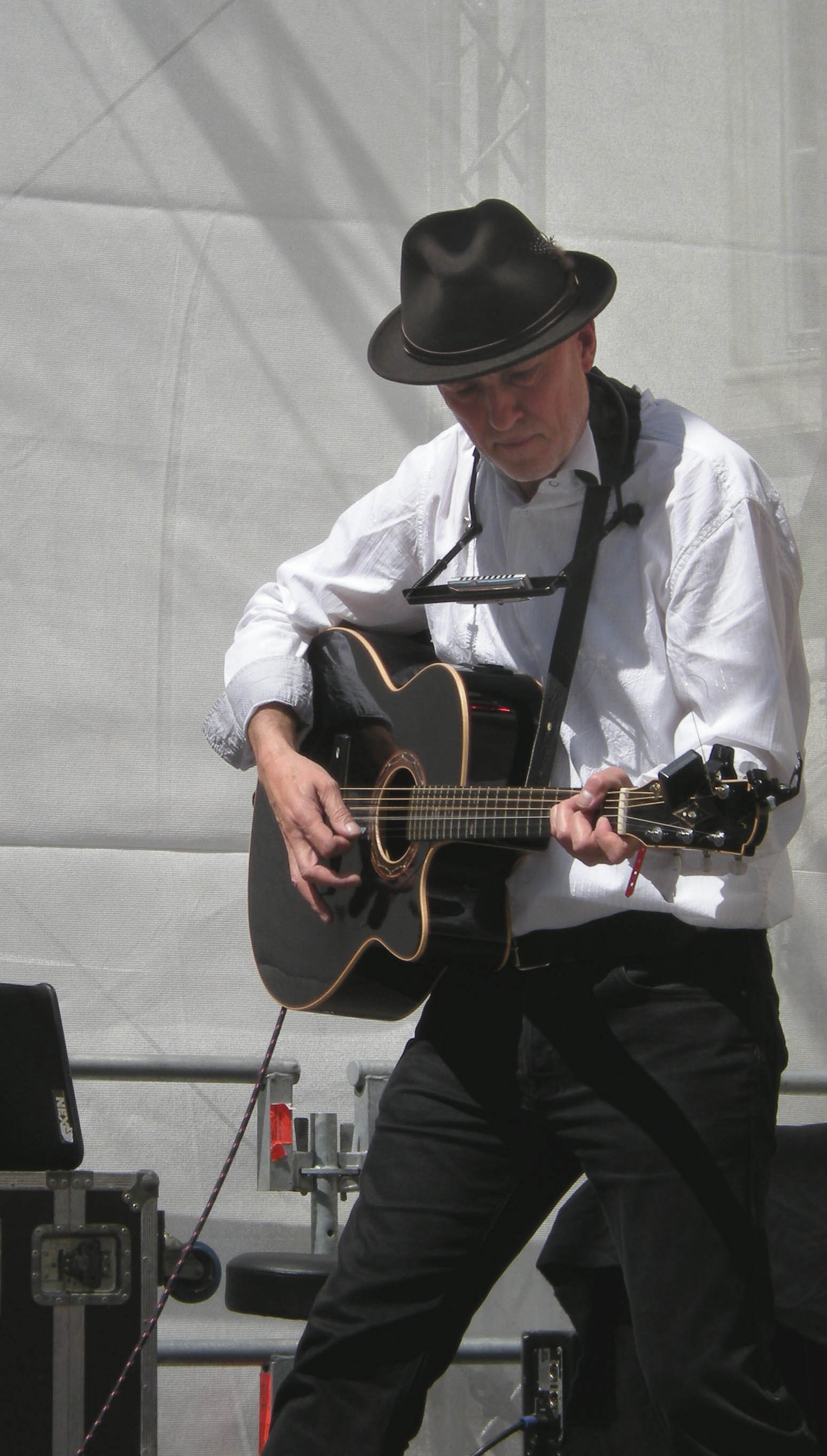
Vlado Kreslin
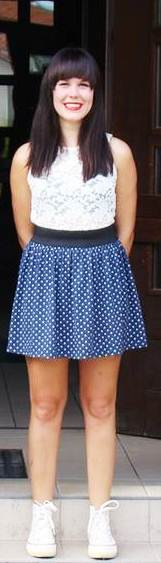
Nika Zorjan
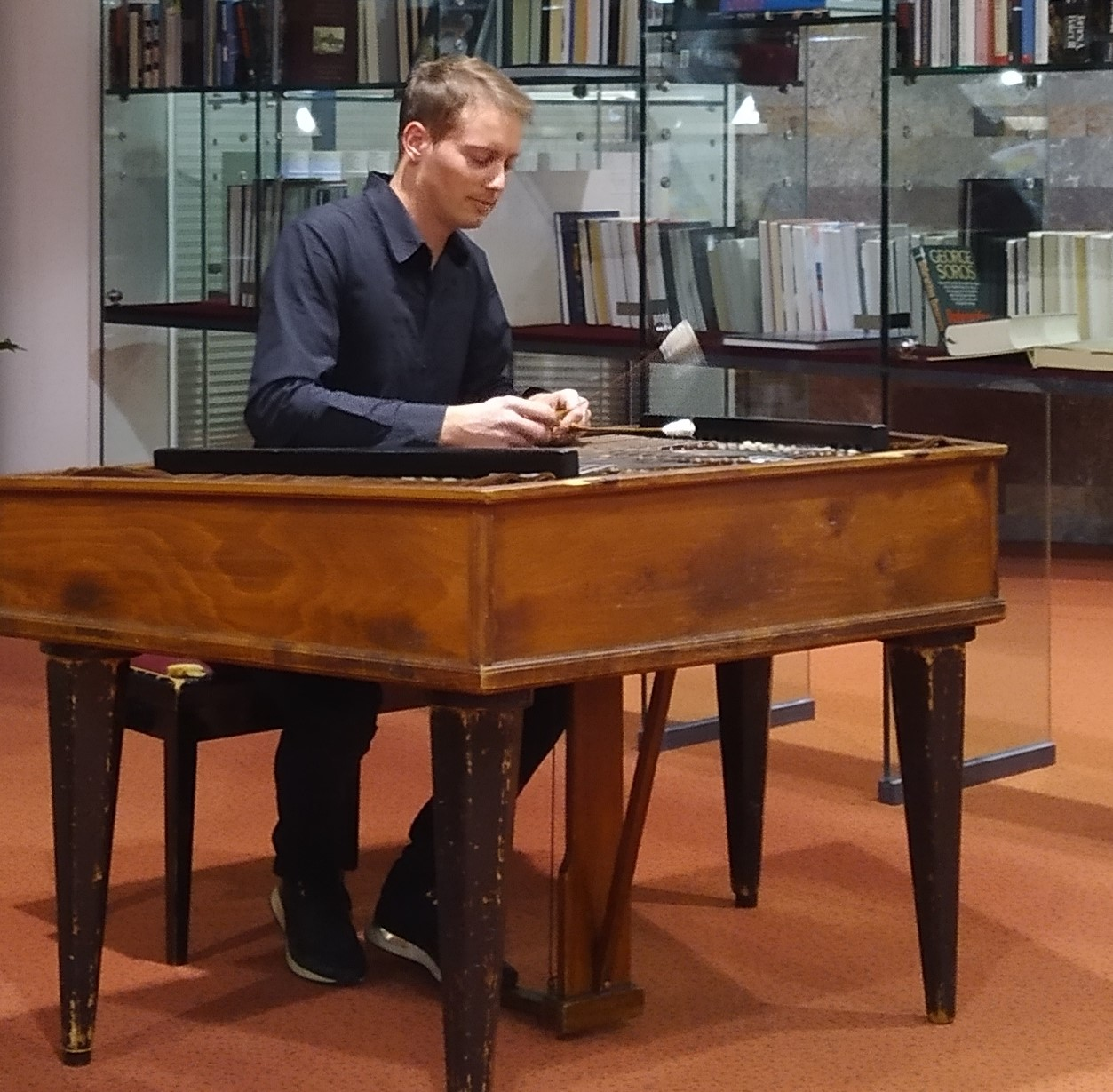
Dani Kolarič, cimbalomművész
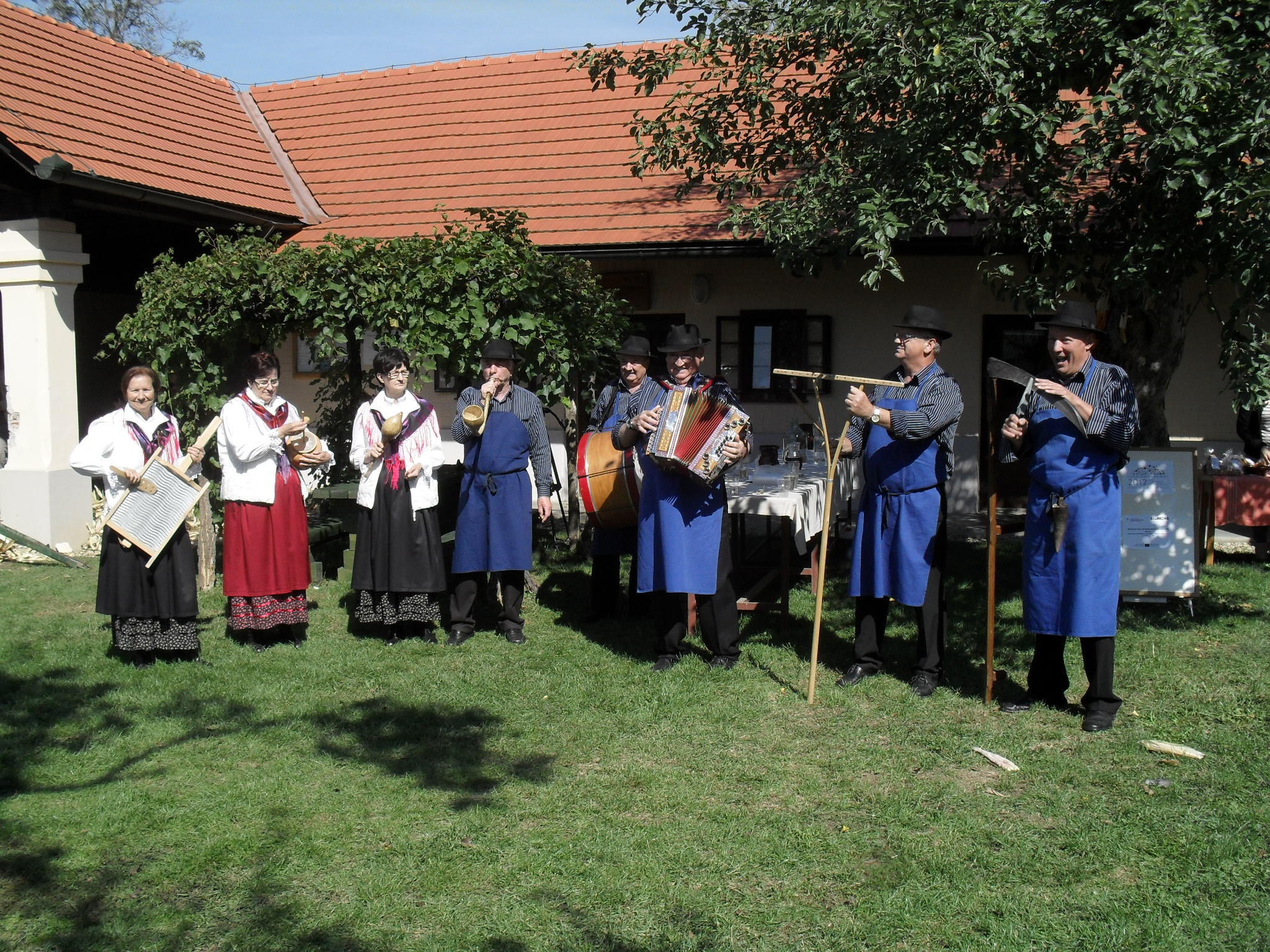
Cserföldi hagyományos népzenét előadó banda

### Rendezvények
A borovo gostüvanje rendezvényekre gyakran minden évben nyílik lehetőség a Muravidék bármely részén. Gyakoriak ezenkívül az évente megtartott, egyházközségi ünnepekhez köthető vásárok (búcsúk). Ilyen híres búcsú a Topla prouška Szentsebestyénen, a József-napi búcsú Vashidegkúton, a hétfői vásárok Muraszombatban, a Sarlós-boldogasszony búcsú Nagytótlakon, a várbazár a felsőlendvai várban, vagy a Vid-napi búcsú Dobronakon. A nagyközségek évente általában falunapokat tartanak.
Muramelencén 1992 óta tartanak ún. vályogvető napok-at (Ciglarski dnevi).
Nyaranta több helyen vannak arató ünnepségeket, ahol hagyományos módon (kaszával, sarlóval, cséphadaróval) aratják a gabonát.
Muraszigeten kerülnek megrendezésre évente a Büjraški dnevi, ahol is a régi murai folyamszabályozás hagyományait elevenítik fel.
Belatincon gyakran kerül sor nemzetközi folklór fesztiválokra, általában júliusban.
Több településen tartanak tökkel kapcsolatos (bár rendszerint csak időszakosan megrendezésre kerülő) ünnepeket vagy rendezvényeket. Az egyik ilyen Hársligeten van. Alsómarácon borral és boraszáttal kapcsolatos rendezvényeket tartanak, de ennél is jelentősebb a lendvai Vinarium Festival elnevezésű nagyszabású szüreti mulatság.

### Kulturális intézmények
A Muravidéknek két fő könyvtára van. Az egyik a Muraszombati Területi és Tanulmányi Könyvtár, szlovénul Pokrajinska in študijska knjižnica Murska Sobota, amely helyi szinten a nemzeti könyvtár funkcióját is betölti, mivel ez gyűjti a régi muravidéki nyelvű kiadványokat, kéziratokat és egyéb írásbeli emlékeket. A másik Alsólendván a Lendvai Könyvtár és Kulturális központ, szlovénul Knjižnica in Kulturni center Lendava.
A muraszombati Szapáry-várkastélyban üzemel a Pokrajinski Muzej Murska Sobota (Muraszombati Területi Múzeum), melyre szintén egyfajta muravidéki nemzeti múzeum-ként tekintenek, s a vidék múltjához kapcsolódó tárgyak kutatása, a vidék történelmének feltárása a fő feladata. Lendván is működik egy külön magyar-szlovén múzeum és galéria, amely számos helytörténeti, így török-kori hadtörténeti tárlattal is bír. Alsólendván ezenkívül létezik még egy múzeum, amely a helyi polgárság, nyomdászat és esernyőkészítés múltját mutatja be.
A muraszombati Zavod za kulturo, turizem in šport egyszerre képviselteti magát a kulturális életben, turizmusban és sportban.
A dobronaki tájházban egy külön paraszti múzeum működik. A filóci fazekasfalu is múzeumi funkciót tölt be.
Muraszombat színháza a Park színház, amely nevét onnan kapta, hogy a Szapáry-várkastély angolparkjának tőszomszédságában található. A színházat eredetileg egy régi mozi épületében alakították ki, amelyet még 1951-ben alapítottak. Saját társulata nincs, csak vendégelőadások vannak.
Alsólendván ugyancsak nincs önálló színház, csupán egy színházi és egyéb rendezvényekre szolgáló nagy előadóterem, ahol hangversenyeket is vannak. A volt alsólendvai zsinagógában külön tárlat van a néhai lendvai zsidóságról.
A településeken több kisebb-nagyobb kulturális egyesület működik. A Goričko Natúrpark a felsőlendvai várban is tart fenn, illetve szervez tárlatokat és/vagy kulturális rendezvényeket.

### Gasztronómia

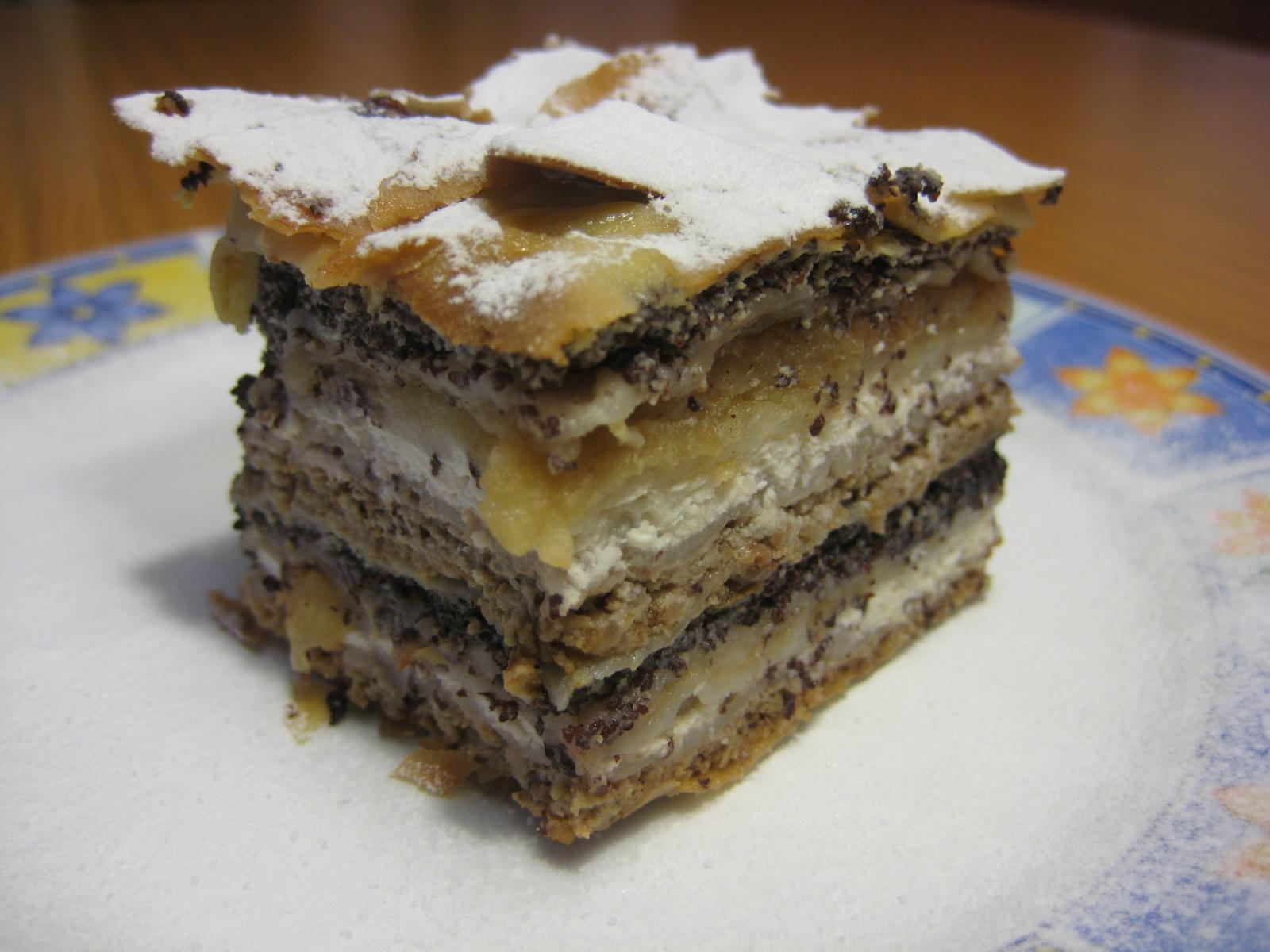
Egy helyi specialitás, a gibanica

Az elsőre szegényes vidék gasztronómiai kínálata széleskörű, amely az első világháború után fejlődött ki. Korábban a magyarországi szlovénok helyzetüknél fogva inkább csak egytálételeket fogyasztottak, amik árpából, kukoricából, babból, valamint káposztából készültek. A húsételek nagyon ritkák voltak, vagy csak a tehetősebbek engedhették meg maguknak. Ha rossz volt a termés, akkor akár őrölt bükkfakérget és kukoricacsutkát is ettek, melyeknek természetesen jelentéktelen volt a tápértéke.
A muravidéki konyhára a német és magyar konyha hatott jelentős mértékben. Mostanra öt hagyományos étkezési forma ismert: reggeli, tízórai, uzsonna, ebéd és a vacsora. A tízóraik a mezőn dolgozó parasztoknál voltak jellemzőek.
Az előételek füstölt sonkából, sertéscsülökből, házikolbászból, kocsonyából, disznósajtból, töltött húsból, tormás marhahúslevesből állhatnak. A szomszédos Prlekijából elterjedt a tünka nevű vékony szalonna.
A levesek lehetnek tejlevesek, húslevesek, vagy rántott levesek, utóbbiból viszonylag széles a választék. A hajdani idők szegény muravidéki portáin a leggyakoribb étel, mely az asztalra került, a rántott leves volt.
A főételt olyan fogások képezik, mint a tarlórépából készült főzelék, a bujta repa, amelyben sokszor sertéshús, vagy sertésbürke is van.
A disznóvágásoknak erre is óriási a hagyománya, amely a családok évenkénti ünnepnapja. A húst egészéves fogyasztásra készítik, a disznó némely részét még aznap tor formájában elfogyasztják. Rögvest az állat leölése után reggeli gyanánt a bölérek sültvért (véres málét) esznek, amely a felfogott vérből, kis lisztből, tejből, fokhagymából és zsírból áll. Ebédre májat fogyasztanak, estére kis karajt. A vér másik részéből véreshurkát készítenek: a vért vegyíthetik hajdinával vagy rizzsel, illetve különböző fűszerekkel, s ezt töltik bele bélbe. A disznó hájából töpörtyűt pirítanak, a zsír leszűrik és sütéshez, főzéshez használják a továbbiakban. A hús egyéb részeit megfüstölték, vagy pedig kolbászokba töltötték.
Közkedvelt muravidéki étel a magyaroktól eredő bográcsos pirospaprikával.
A Mura folyó mentén gyakoriak voltak régen a halas ételek, de a halászat visszaszorulásával szinte eltűnt a hal az emberek asztaláról. A muravidékiek ma leginkább boltokban vásárolható halat fogyasztanak.
Közismert muravidéki fogás a főtt tört krumpliból, lisztből és zsírból készült dödölle és a tejfölös uborka.
Balkáni kulináris hatást mutat a desszertnek szolgáló gibanica jelenléte, amely jóval később terjedt el a Muravidéken. A rétesek általában német eredetű fogások, de a muravidéki réteseken magyar jelleg érződik, amit ezen ételkülönlegesség vend neve, a reteši is tükröz. A muravidéki rétes alapanyaga különböző lehet: mák, cseresznye, alma, meggy, káposzta, túró vagy pedig dió, esetleg ezek közül egynémely egyvelege. Sajátosabb muravidéki fogás a poszojánka (posolanka), amely régebben még inkább zöldségekkel készült (káposzta vagy tarlórépa), ma már viszont készítenek aszaltgyümölcsös, túrós és mákos poszojánkákat, így az étel a desszert szerepét is betöltheti.
Vacsorára ma is gyakori fogás a sült burgonya tejföllel.
A hajdina török közvetítéssel a 16. században terjedt el a régióban, ma már a muravidéki konyha elképzelhetetlen nélküle. Többek között málét, a krapec-ot készítik belőle tejföl, sajt, paprika, aludt tej hozzáadásával, de vannak édesített változatok is. Hasonló, főleg lakodalmi ebédekre szolgáló fogás a bosman nevű hajdinapogácsa.
A kemencék jellegzetes terméke a fonott, kalácshoz hasonló, nagy körméretű, perecnek (vrtanek) hívott péksütemény. Disznóvágásokon, vagy húsvéti sonkaszenteléseken gyakori tartozék, egyfajta kenyérhelyettesítő.

### A muravidéki magyarok kultúrája
A magyar kisebbség kulturális központja Lendva, ahol a Magyar Nemzetiségi Művelődési Intézet működik. (Lásd még: Szlovéniai magyarok). A Muravidék témával kapcsolatos tudományos kutatómunka és önképzés elősegítése, tudományos-ismeretterjesztő előadások szervezése a fő célja a Muravidék Baráti Kör Kulturális Egyesületnek.

## Közlekedés
A vasúti közlekedést a Déli vasutak kezdték kiépíteni az Osztrák–Magyar Monarchia idejében és ez a mai napig érezteti a hatását, ugyanis Lendvára a térség központjába csak úgy tudunk eljutni, hogyha Csáktornyáról (Horvátország) megy vonat oda. Bár Horvátország 2013-as uniós csatlakozása miatt felvetették a helyi önkormányzatok, hogy összekapcsolják újra a régi Zalaegerszeg-Lenti-Rédics-Lendva-Muraszerdahely-Csáktornya vasútvonalat, ahol csak a Rédics-Lendva 8 km-es szakaszt kell pótolni és ezzel visszaadva Hosszúfalunak a vasúti közlekedést.
Vasútvonalak:

(Bajánsenye)-Őrihodos-Battyánd-Muraszombat-Ljutomer-Ormosd (Az egyetlen vonalkapcsolat Magyarországgal)
Ljutomer-Križevci-(Bučečovci-Radenci)

## Turizmus

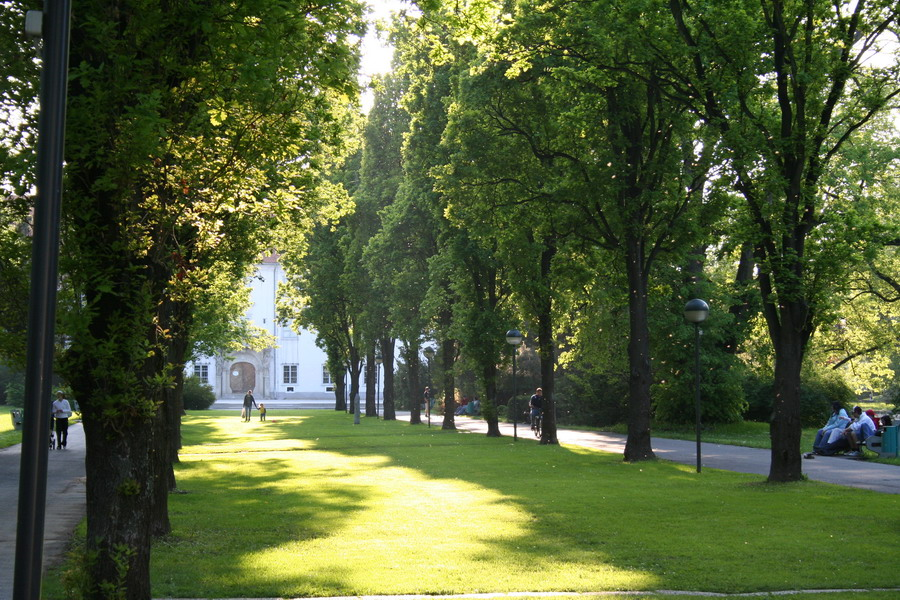
A muraszombati Szapáry-várkastély kertje.

A második világháború és a szlovén függetlenné válás közötti időszakban számos, Nyugaton dolgozó muravidéki lakos utóbb hazatért és megszerzett tőkét idehaza a turizmusba fektette bele (vendéglőket, panziókat és egyéb szórakozó-, valamint pihenőhelyeket nyitottak). Többségük ma is üzemel.
A turizmus lassacskán fejlődött a Muravidéken az elmúlt évtizedekben, főleg a vasfüggöny árnyékában. 1960-ban Alsómarácon épült termálvizes fürdő, amely a Muravidék legnépszerűbb turisztikai célpontjának számít. Marácon található a Livada luxushotel, amely a Sava hotelkomplexum tartozéka.
1965-ben Alsólendván is létesült fürdő, amelynek különlegessége, hogy az itteni melegvíz ún. paraffinos termálvíz. Az itteni Lipa szálloda 120 korszerűen berendezett szobával várja a vendégeket, a szálloda mellett a Hársfaliget Apartmanfalu (Lipov gaj) és a télen-nyáron nyitva tartó Lipa autóskemping szolgál a vendégek elhelyezésére.
Muraszombat hotele a Diana, amely a Monarchia-korabeli Dobray-szálló utóda. A szálló arról nevezetes, hogy erkélyén kiáltották a Vendvidéki köztársaságot. Az erkély eredeti állapotában ma is ugyanott van.
A turizmus a Muravidéken igazi húzóágazattá a 2000-es évektől nőtte ki magát. A nagy hoteleken és fürdőkön túl sok helyen (kiváltképp a nagyközségekben) találni kisebb panziókat, szállókat, apartmanokat, éttermeket, vendéglőket. A természetet kedvelőknek északon a Goričko, délen pedig a Mura mocsaras vidéke kínál számos látnivalót és kikapcsolódást. Helyenként tanösvények fogadják az idelátogatókat. A falusi turizmus még viszonylag elenyészőnek számít a vidéken.
A Muravidék viszonylag bővelkedik látnivalókban: természeti szépségek, régi várak és templomok, tradicionális parasztházak, de akár az útmenti szakrális objektumok, a keresztek is, amelyek különlegessége, hogy sokuknak még mindig muravidéki nyelvű a felirata, egy részük ráadásul magyar ábécével íródott.
A területen hat turisztikai célú kerékpárútvonal van. Alsólendva újdonsült látnivalója a 2015-ben épült Vinarium torony kilátó, amely több mint 53 méter magas. Közelében van Szlovénia legkeletibb borturisztikai útja.

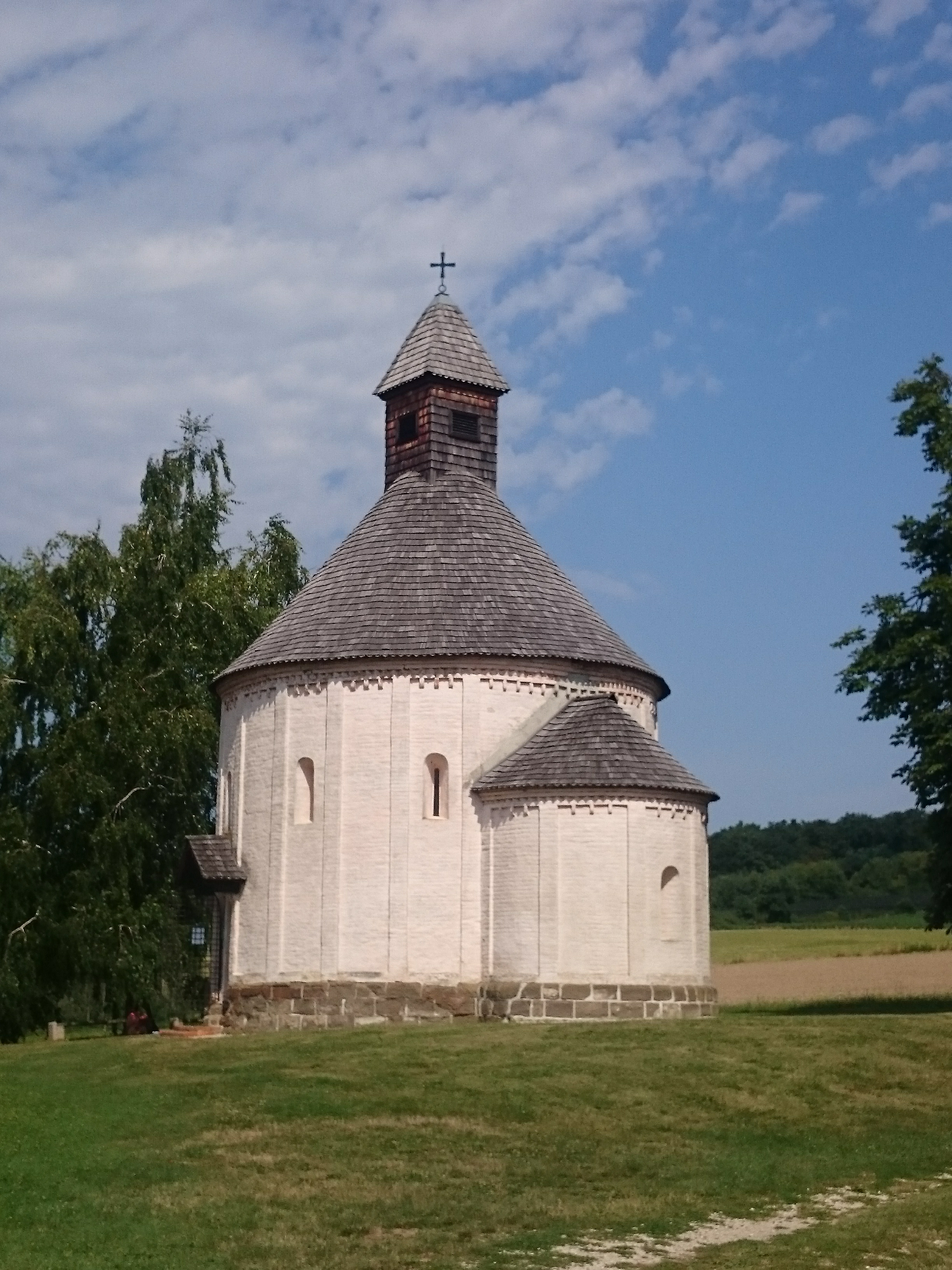
A nagytótlaki Szt. Miklós-rotunda
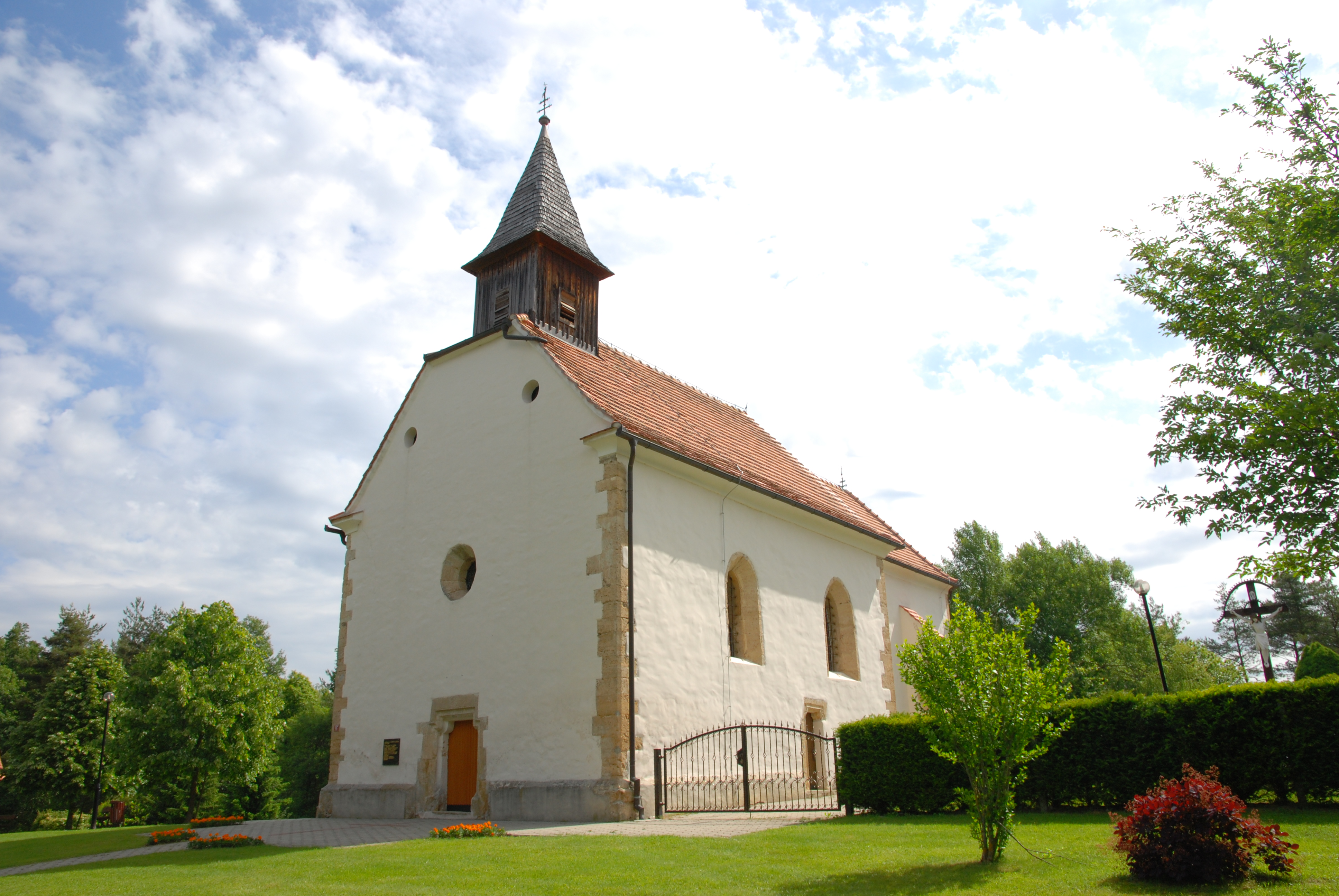
A borházi Szt. Anna templom. Eredetileg későgótikus templom volt, később barokk stílus szerint átépült
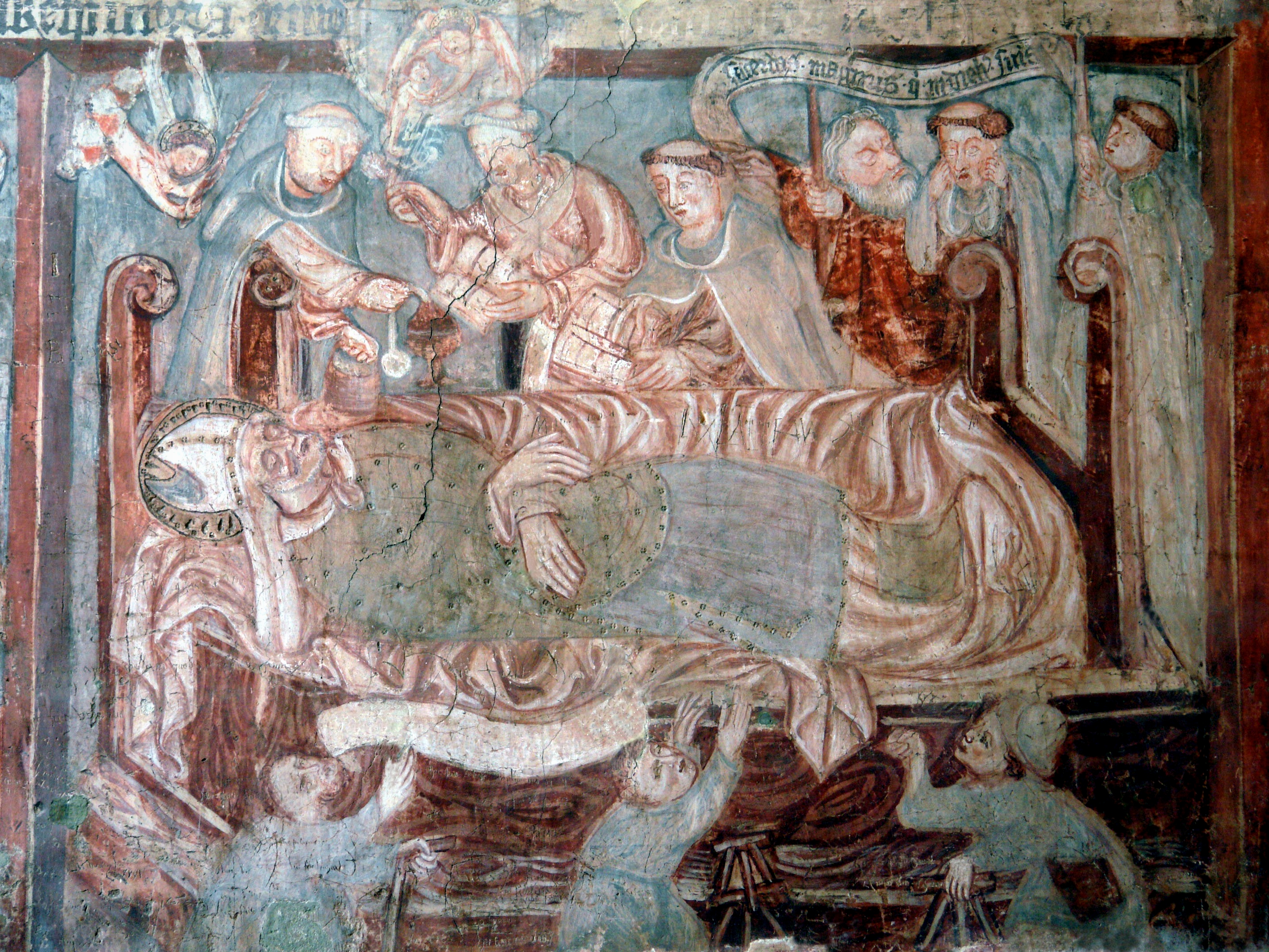
Aquila János freskói a mártonhelyi Szt. Márton-templomban
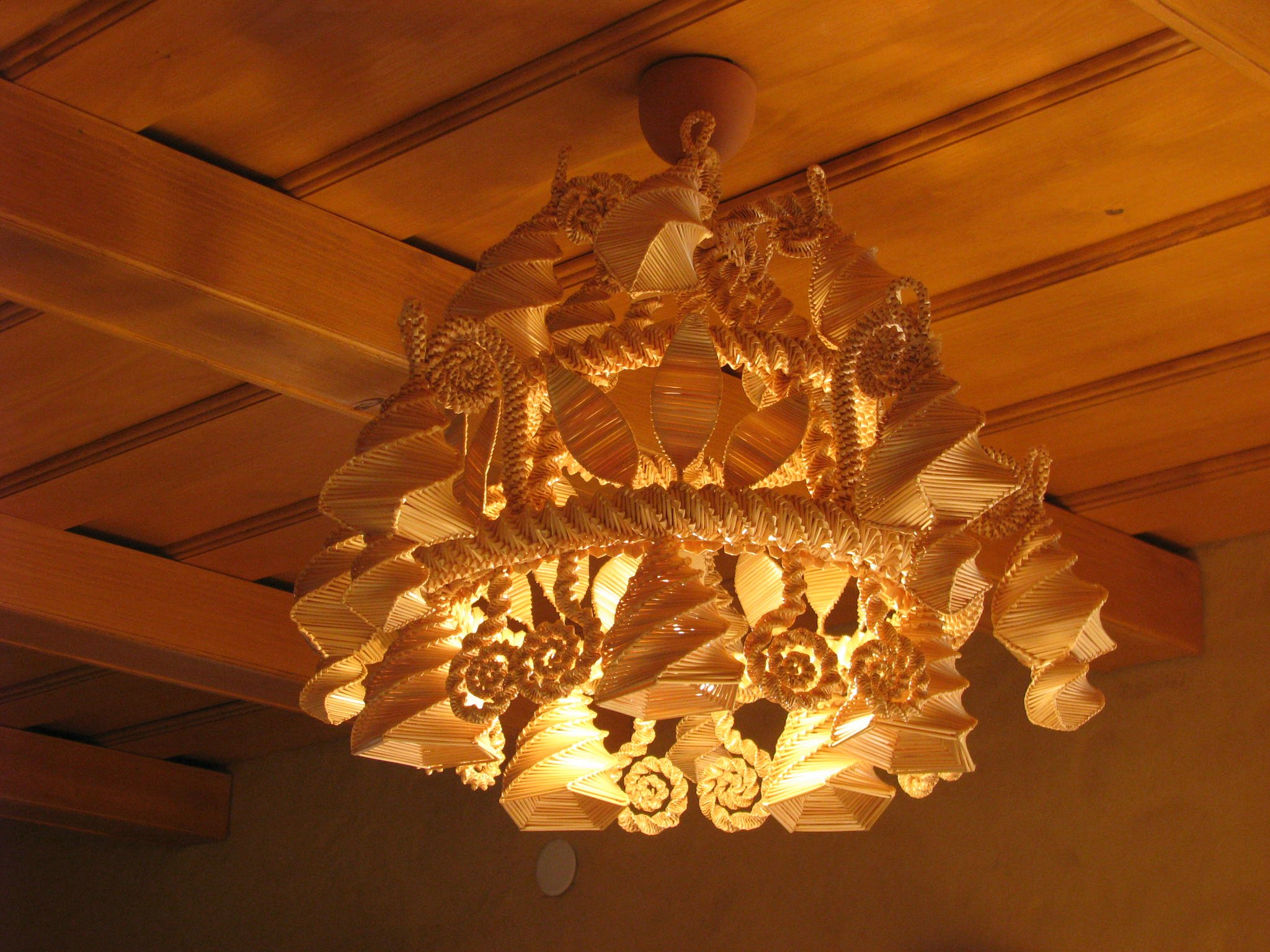
Szalmából font lámpaernyő, muravidéki kézművesalkotás, ún. doužnjek
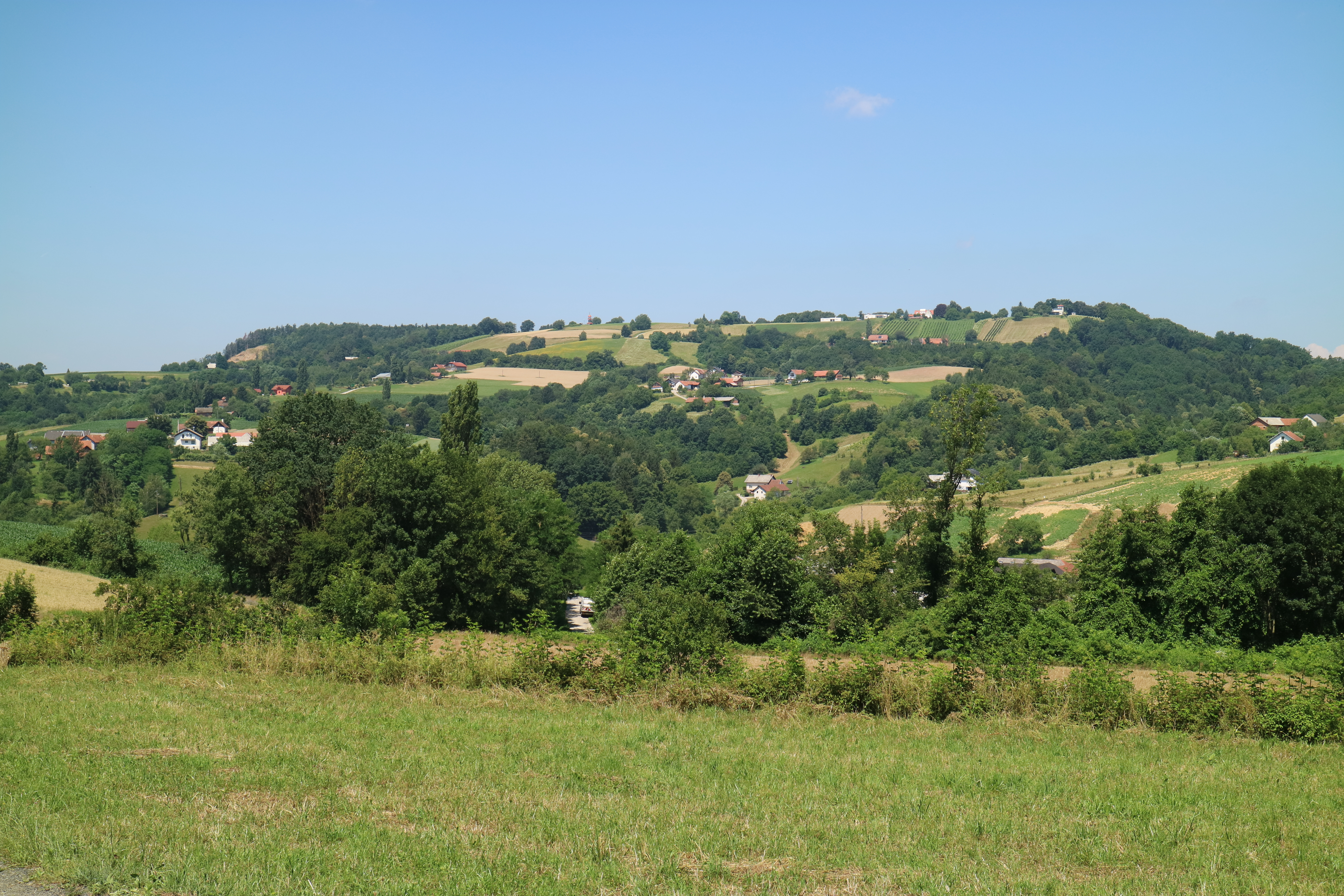
A hegyszorosi hegy környéke
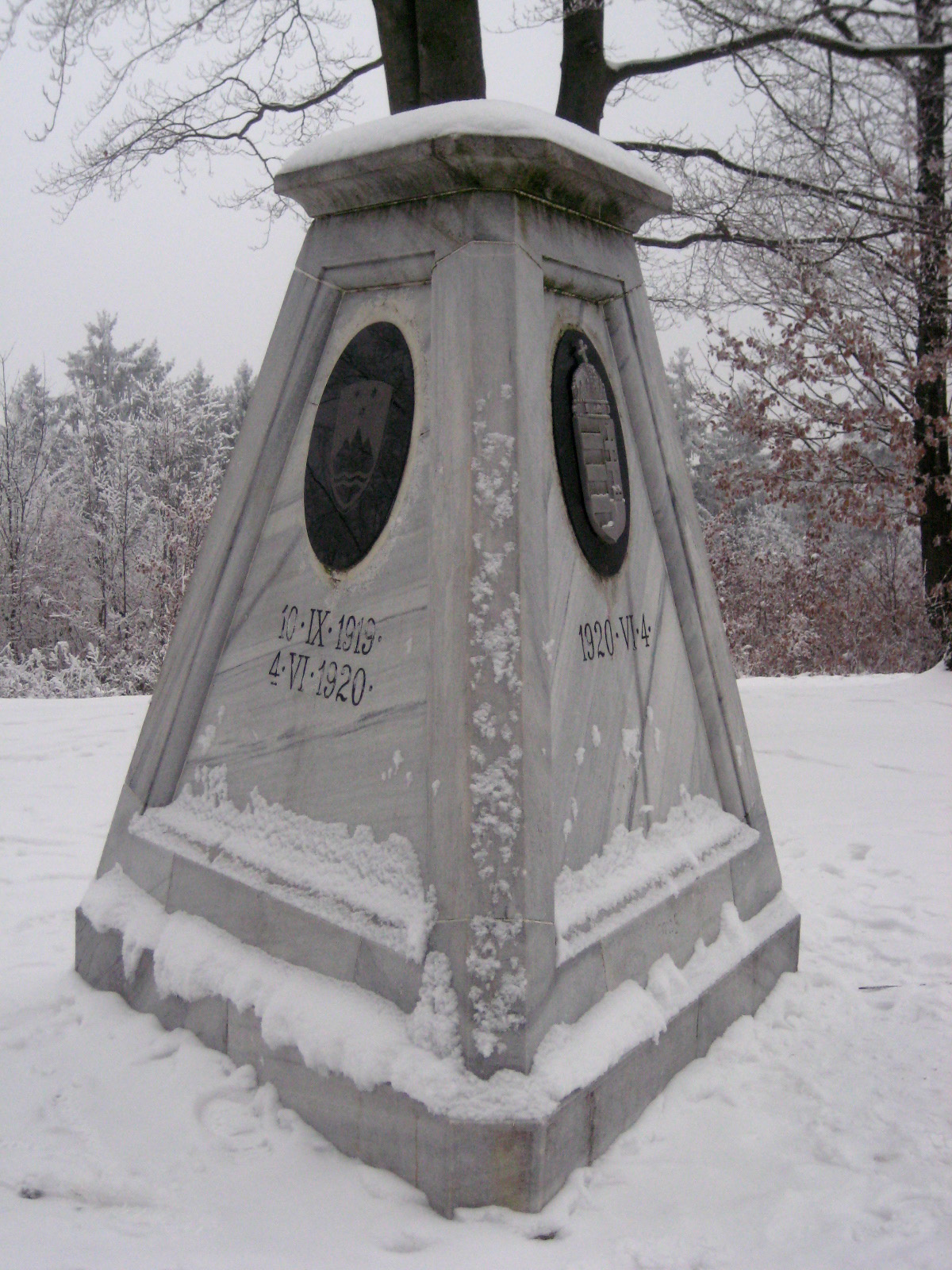
A Hármashatár-kő Szlovénia, Ausztria és Magyarország találkozásánál, Türke mellett
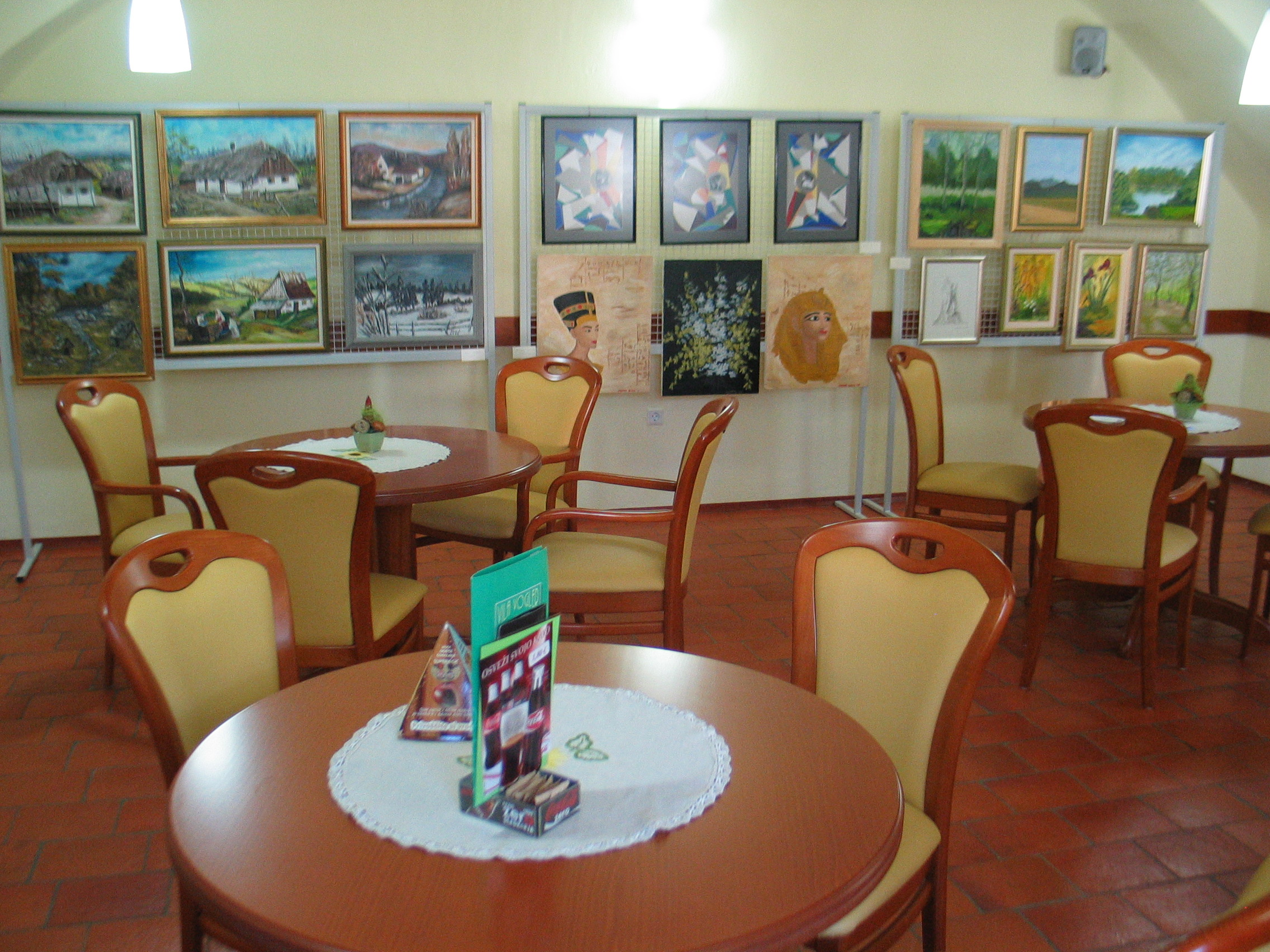
A Vogler-kávéház Vashidegkúton
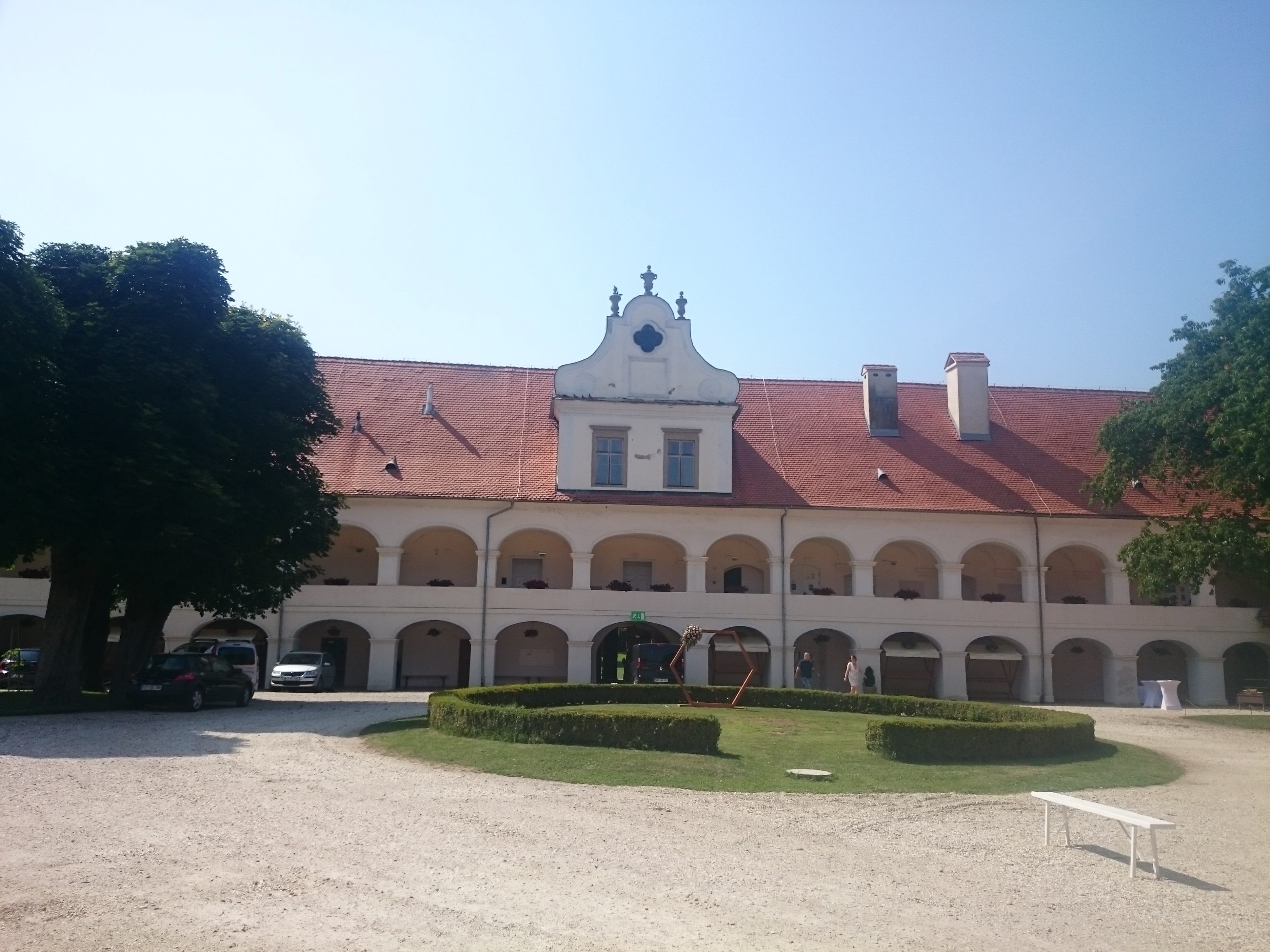
A battyánfalvai vár udvara
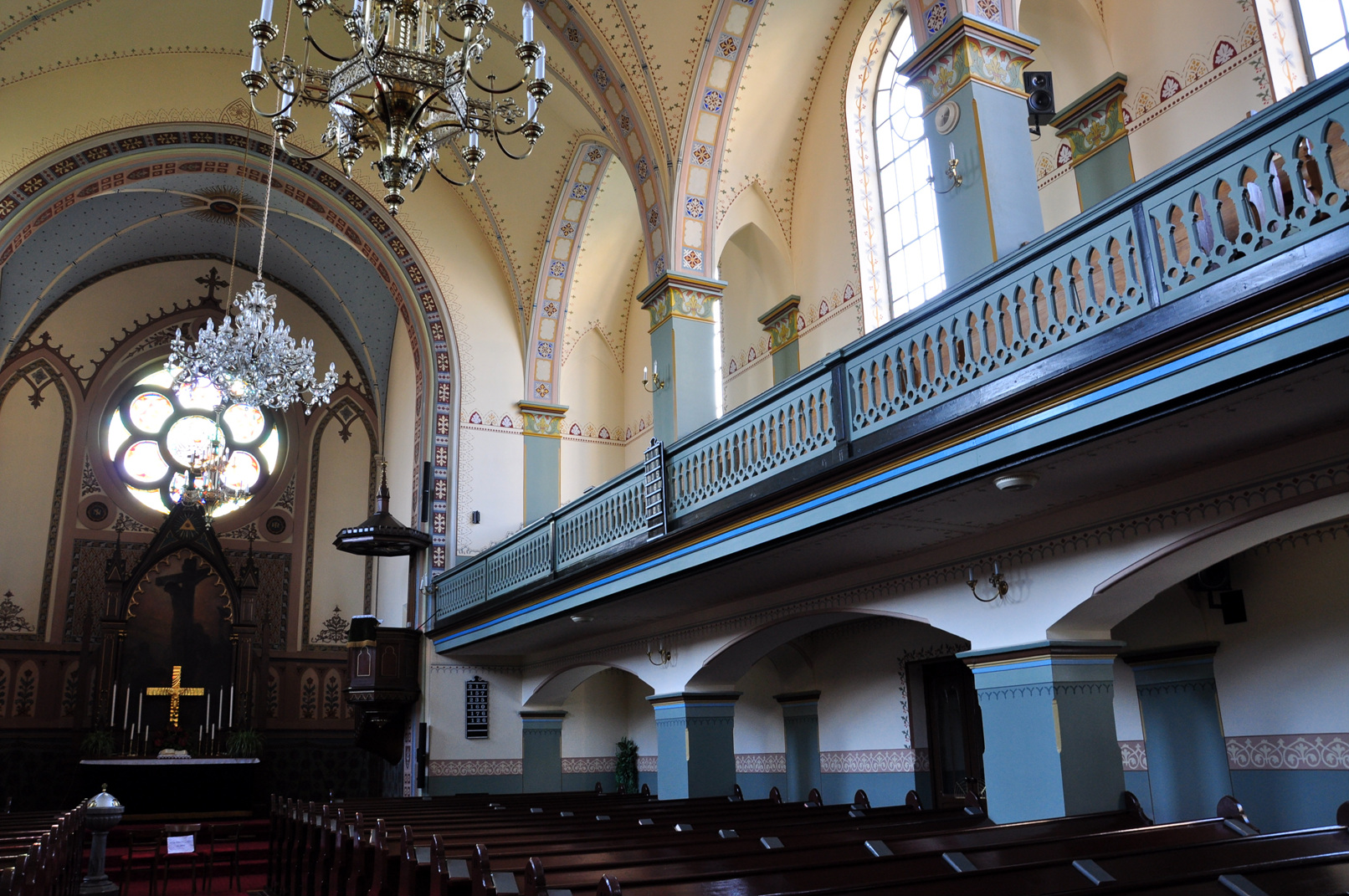
A muraszombati evangélikus templom belső tere
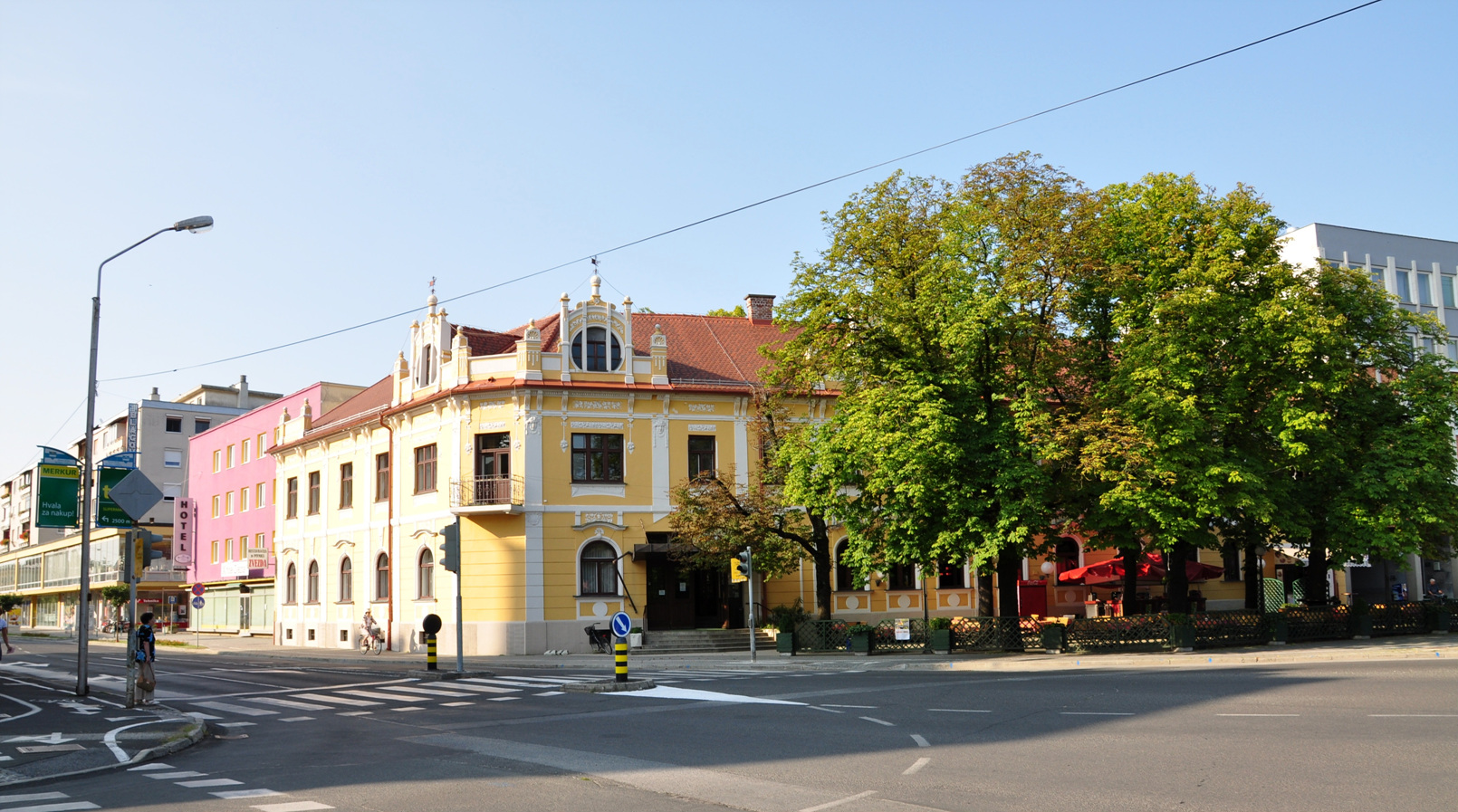
Muraszombat központi része, szemben a néhai Dobray-szállóval
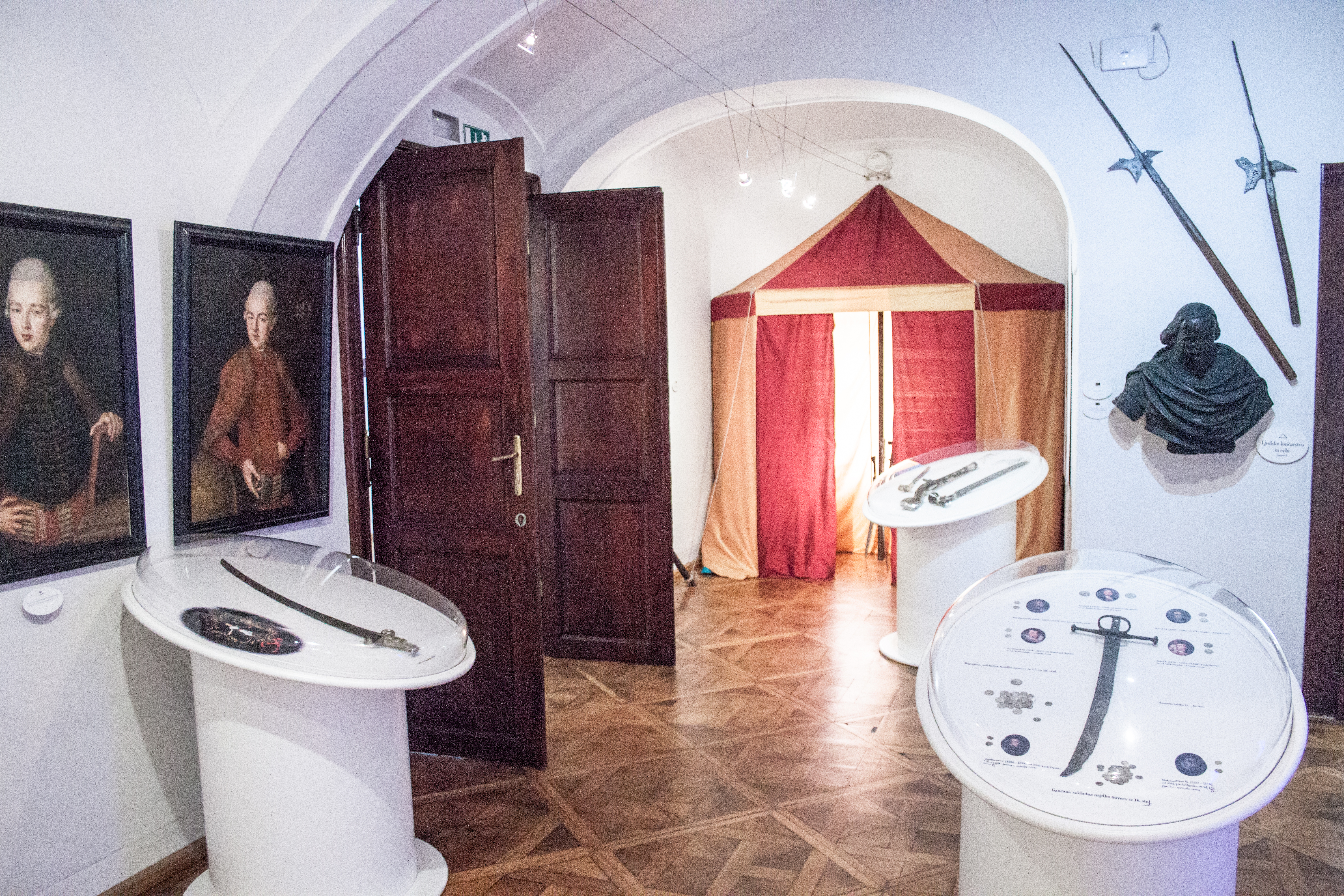
Tárlat a muraszombati múzeumban
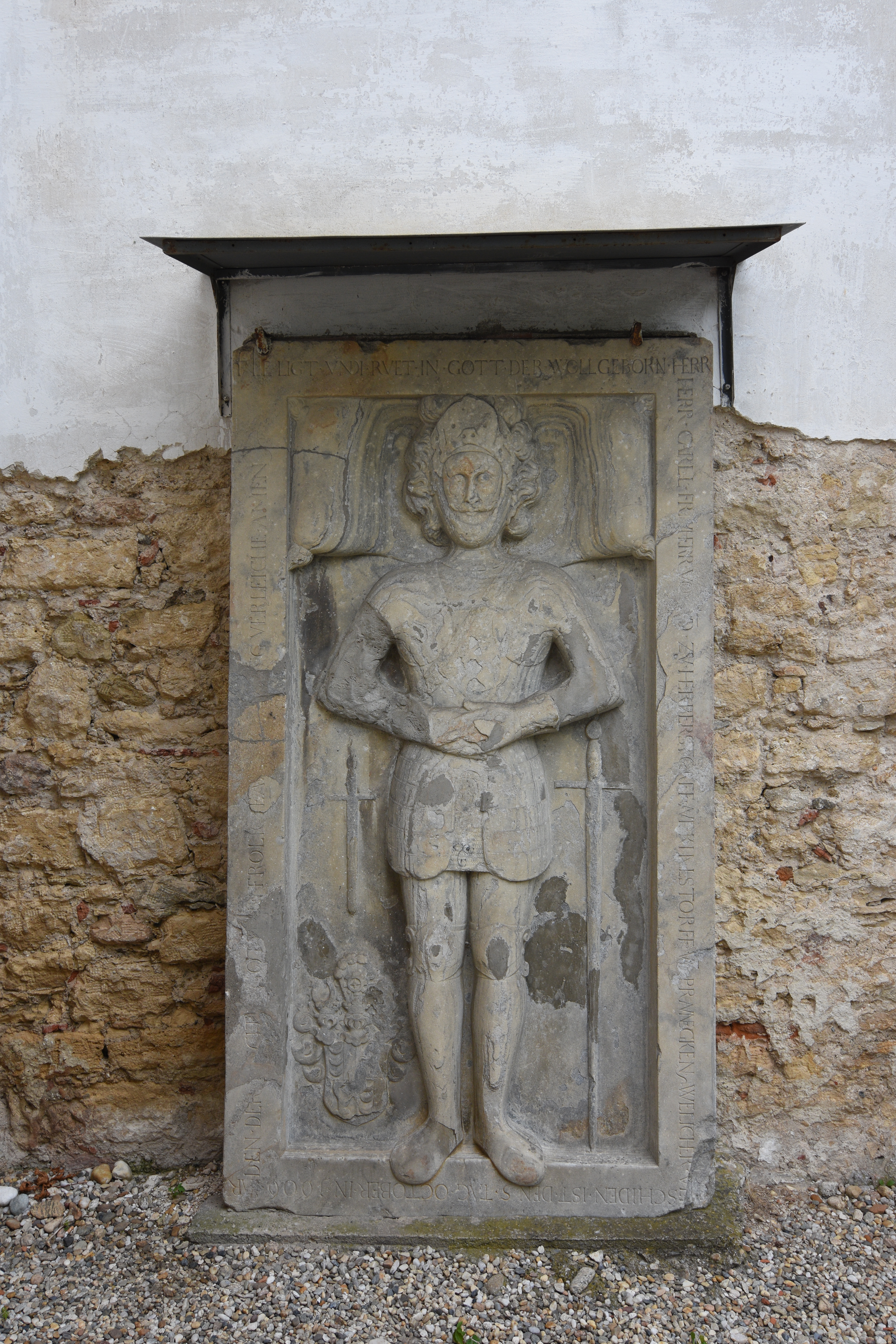
Carl von Herberstorff német lovag 17. századi sírköve a csendlaki templom falán
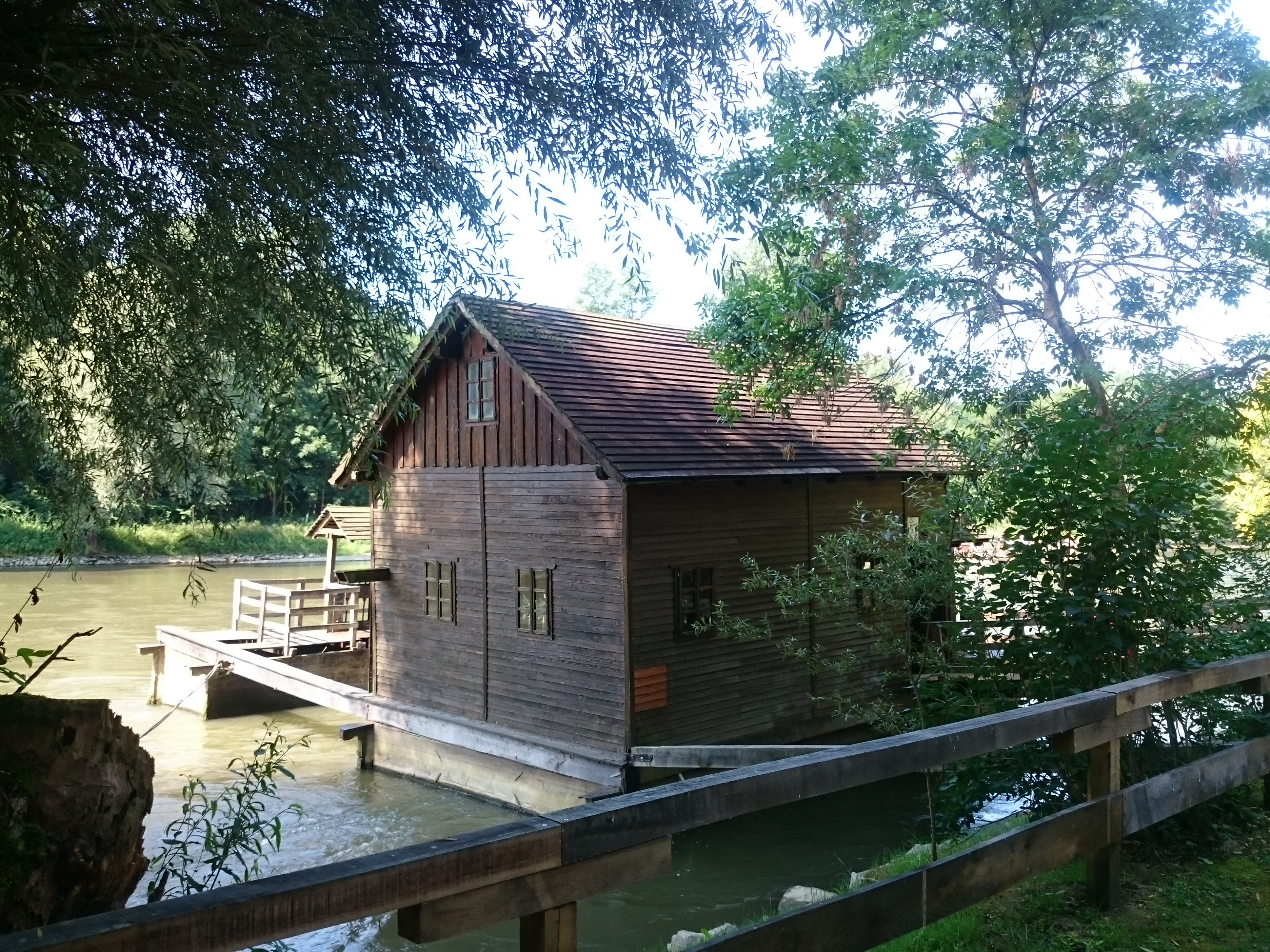
A muraszigeti hajómalom
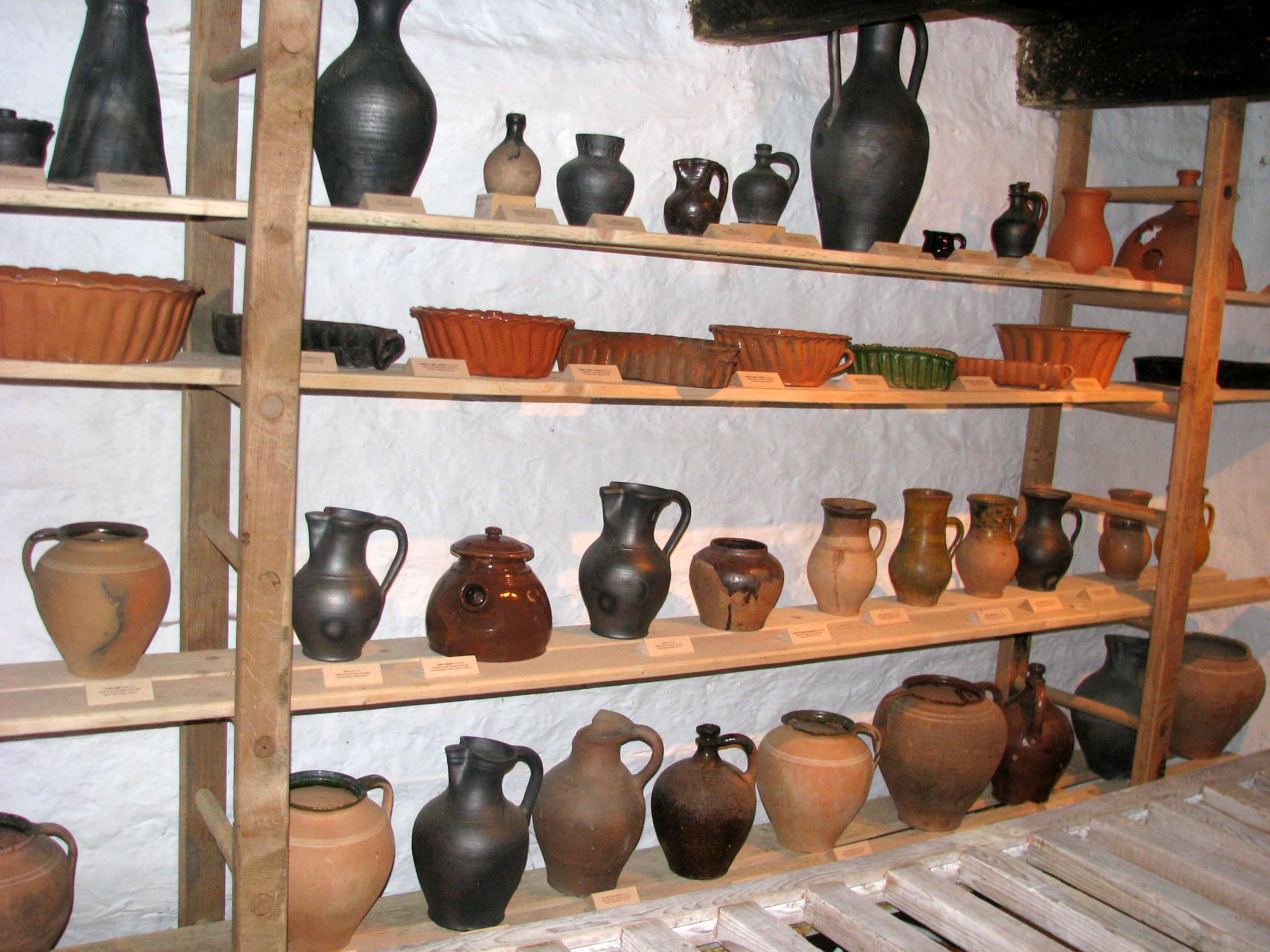
Fazekas edények a filóci fazekasfaluban
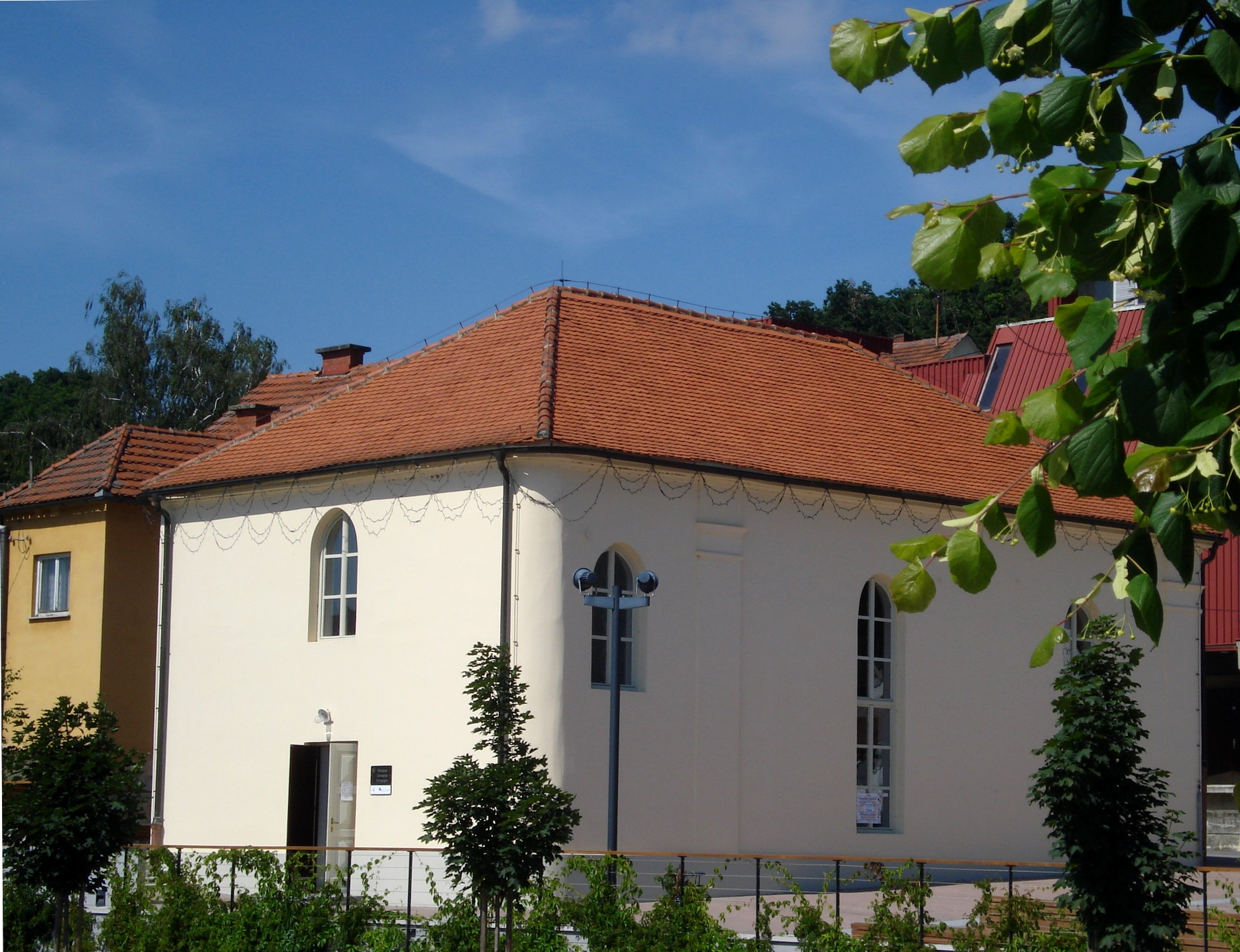
Az egykori lendvai zsinagóga
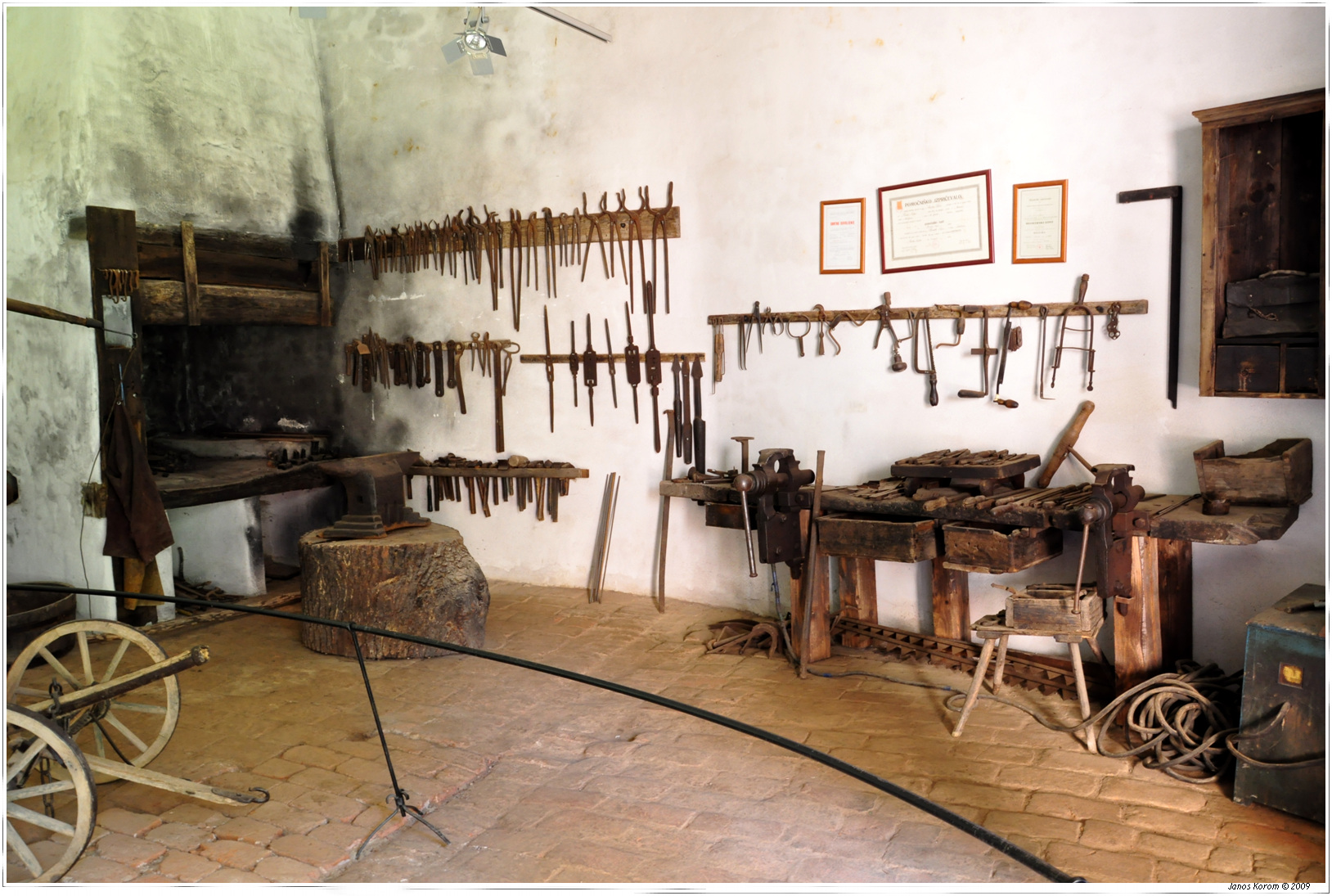
Tárlat a régi falusi kézművesmesterségekről a felsőlendvai várban

## Sport

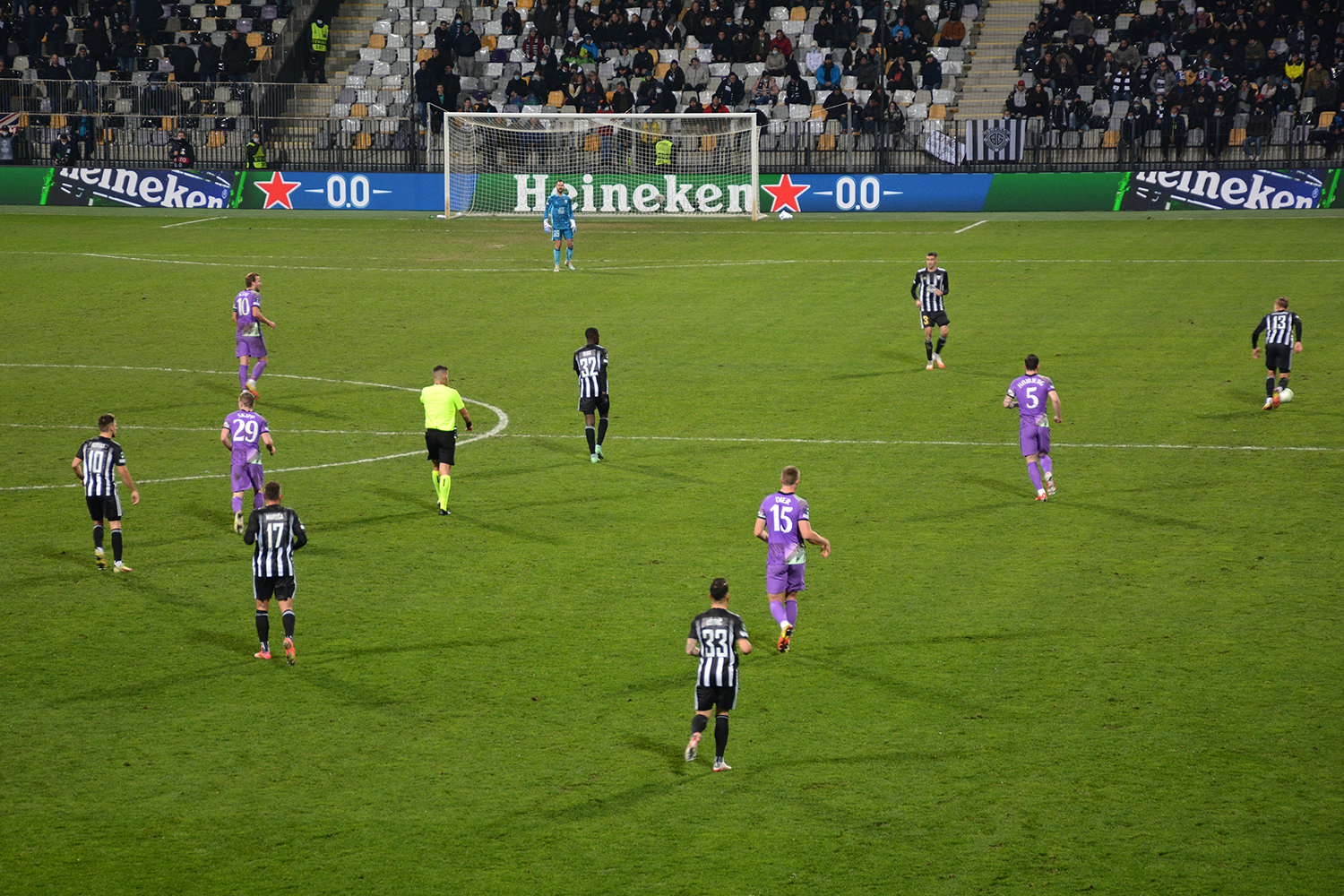
A Mura focicsapat 2021-es nagy győzelme az angol Tottenham Hotspur felett

Három sportág érdemel említést a régióban: a labdarúgás, asztalitenisz és a gyeplabda.
A vidék leghíresebb labdarúgó csapata a Mura nevet viseli. A csapat 2021-ben történelmi sikert ért el azzal, hogy a brit Tottenham Hotspur FC válogatottat 2:1-re megverte, amellyel a nemzetközi labdarúgó klubok elismerését is kivívta.
A Muravidéken szervezett sporttevékenység 1924 óta zajlik. Ekkor alapították Muraszombatban a Mura sportklubbot. 1934-ben Alsólendván jött létre önálló klub, illetve labdarúgó pálya. 1935-ben sportúszásra uszoda, 1936-ban pedig stadion létesült szintén Muraszombatban, amik az akkori Szlovénia legmodernebb ilyen létesítményeinek számítottak. Úszásban már ekkortájt első helyeket értek el nemzetközi versenyeken muravidéki úszónők. Asztaliteniszben országos első lett Janez Nemec és Ludvik Nemec párosban.
A muravidéki sport fejlődése a második világháború után kapott újból nagy lendületet. A ekkoriban csak a Ravenskón 50 új pálya létesült. Olimpiai tréningekre Alsólendván és Muraszombatban úszómedencéket hoztak létre, s ekkoriban lett valamennyi általános és középiskolának saját tornaterme. 1972 óta sportcsarnok üzemel Alsólendván, 1988 óta pedig Muraszombatban.
A battyánfalvai reptér kiépülésével 1958 óta repülőklub is működik a Muravidéken, amely felöleli az egész muramenti régiót.
A mesterséges összefüggő vízfelületeken, mint a lendvakirályfai vagy muraszombati tó, vitorlázás és csónakázás lehetséges. A Mura számos lehetőséget ad csónak-, kenu- és kajakversenyekre, illetve egyéb vadvízi sportokra.

## Ünnepek
A Muravidéken ma is meghatározók a vallásos jellegű ünnepek. A vidék Szlovéniához (a Szerb-Horvát-Szlovén Államhoz) történő csatolása az egyetlen, a Muravidékhez kötődő ünnep, amit országszerte megünnepelnek. Egyéb saját regionális ünnepe a Muravidéknek nincs.
- Január 1. Újév
- Nagyböjt (fontos a katolikusok és evangélikusok között)
- Nagypéntek (a muravidéki katolikusok között fontos ünnep)
- Virágvasárnap (egyformán jelentős a katolikus és evangélikus közösségben)
- Húsvét vasárnap és hétfő (országos munkaszüneti nap)
- Május 1. A munka ünnepe
- Jézus Krisztus mennybemenetele (egyformán fontos a katolikus és evangélikus közösségben)
- Pünkösdvasárnap és hétfő (országos munkaszüneti nap)
- Úrnapja (a muravidéki katolikusok között fontos ünnep)
- Augusztus 15. Nagyboldogasszony
- Augusztus 17. A Muravidék elcsatolásának ünnepe (országos ünnep, de nem munkaszüneti nap)
- Október 31. A reformáció napja (országos munkaszüneti nap)
- November 1. Halottak napja (a muravidéki nyelvben még él a régi megnevezés a den mrtvi, ami a szlovénban már az Emlékezés napjá-vá, azaz Dan spomina na mrtve változott)
- December 25.-december 26. Karácsony (országos munkaszüneti nap)
- December 31. Szilveszter

## A táj híres szülöttei

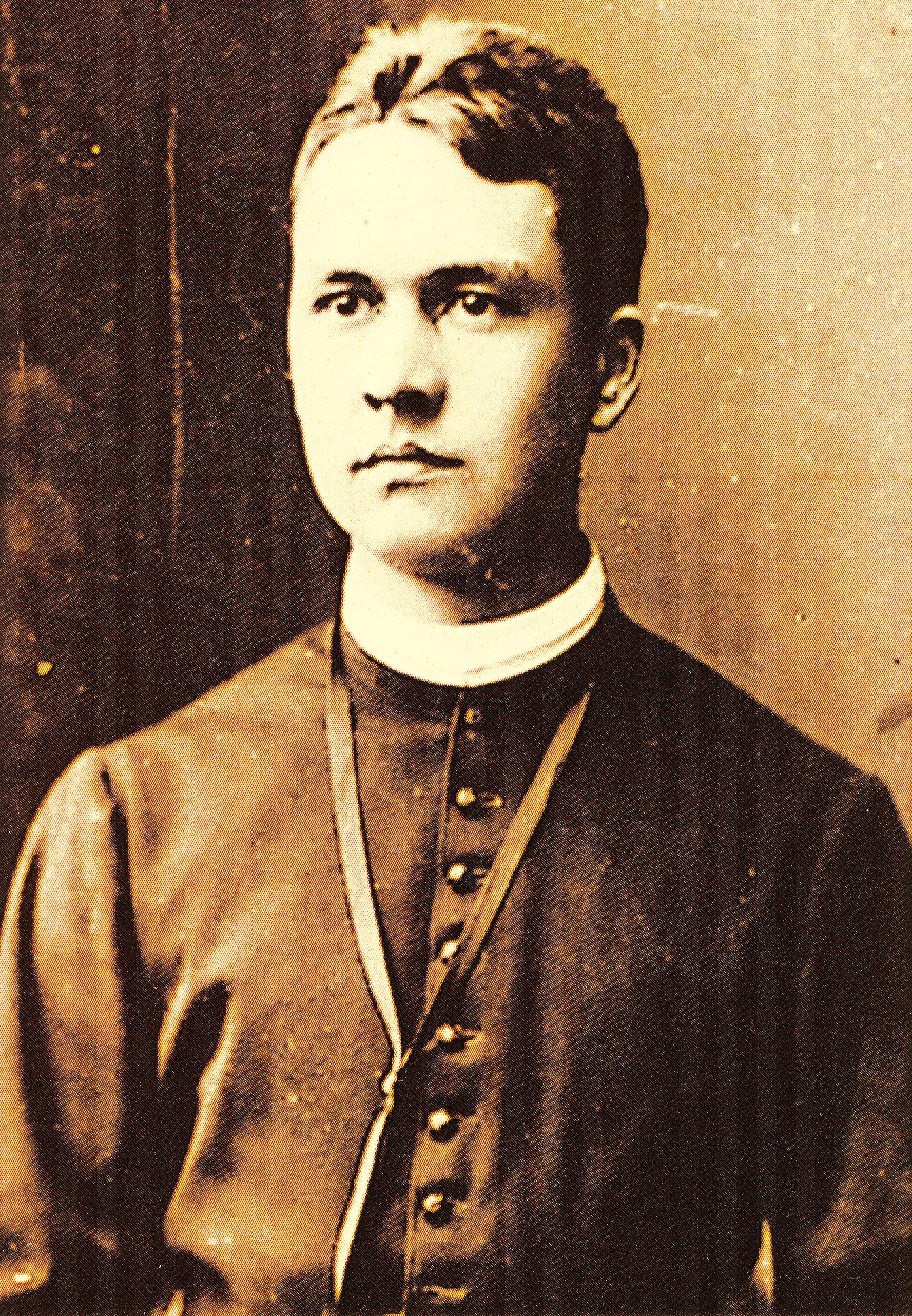
Ivanóczy Ferenc

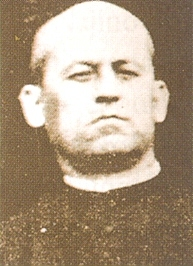
Szakovics József

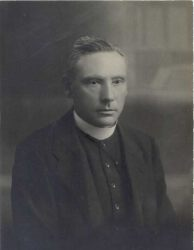
Klekl József

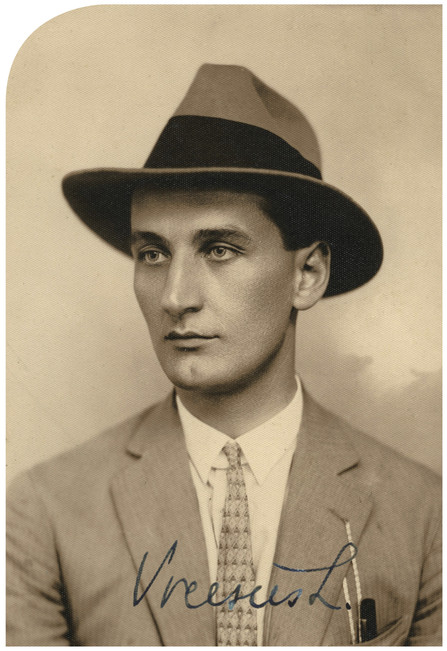
Ludvik Vrečič

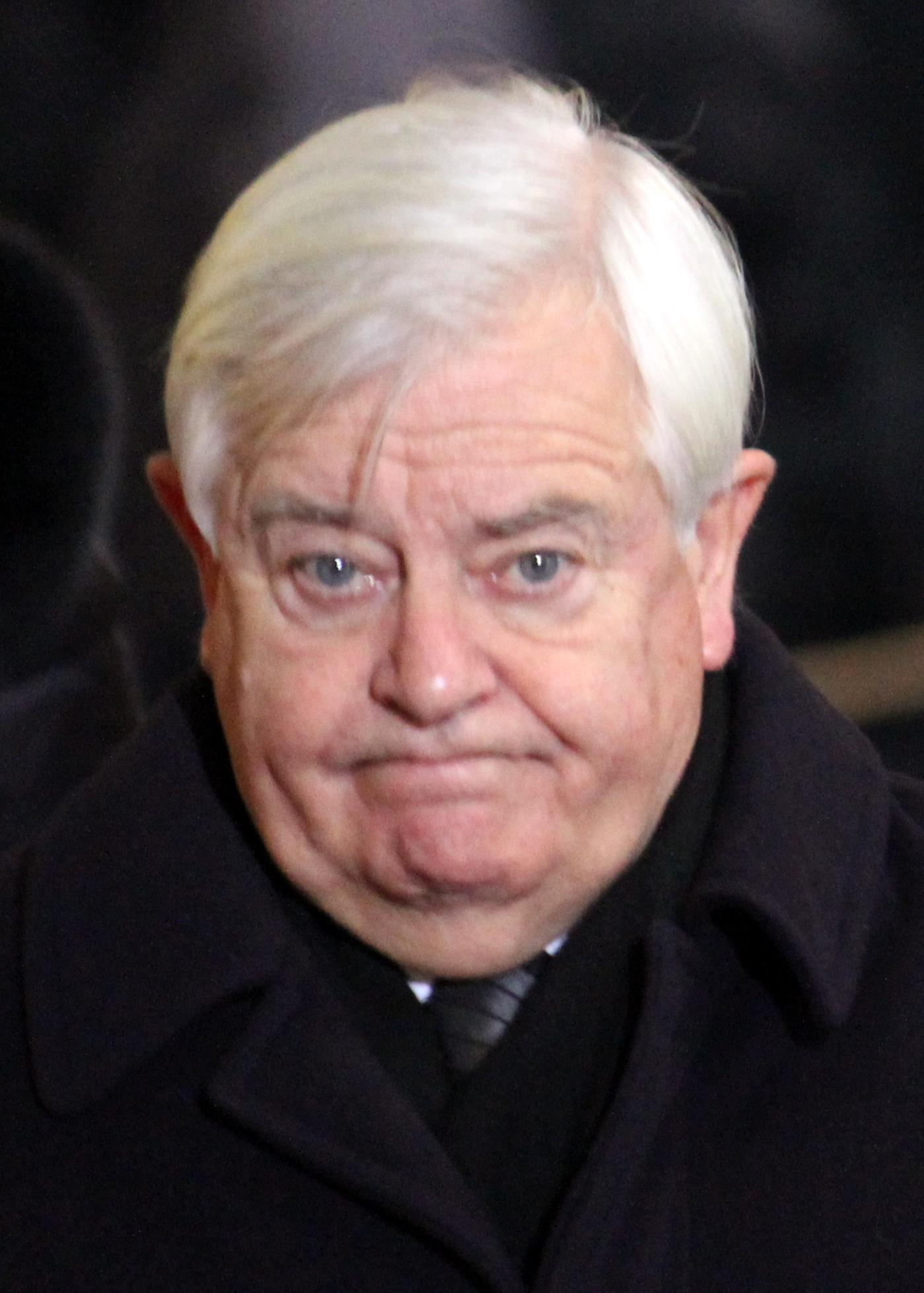
Milan Kučan

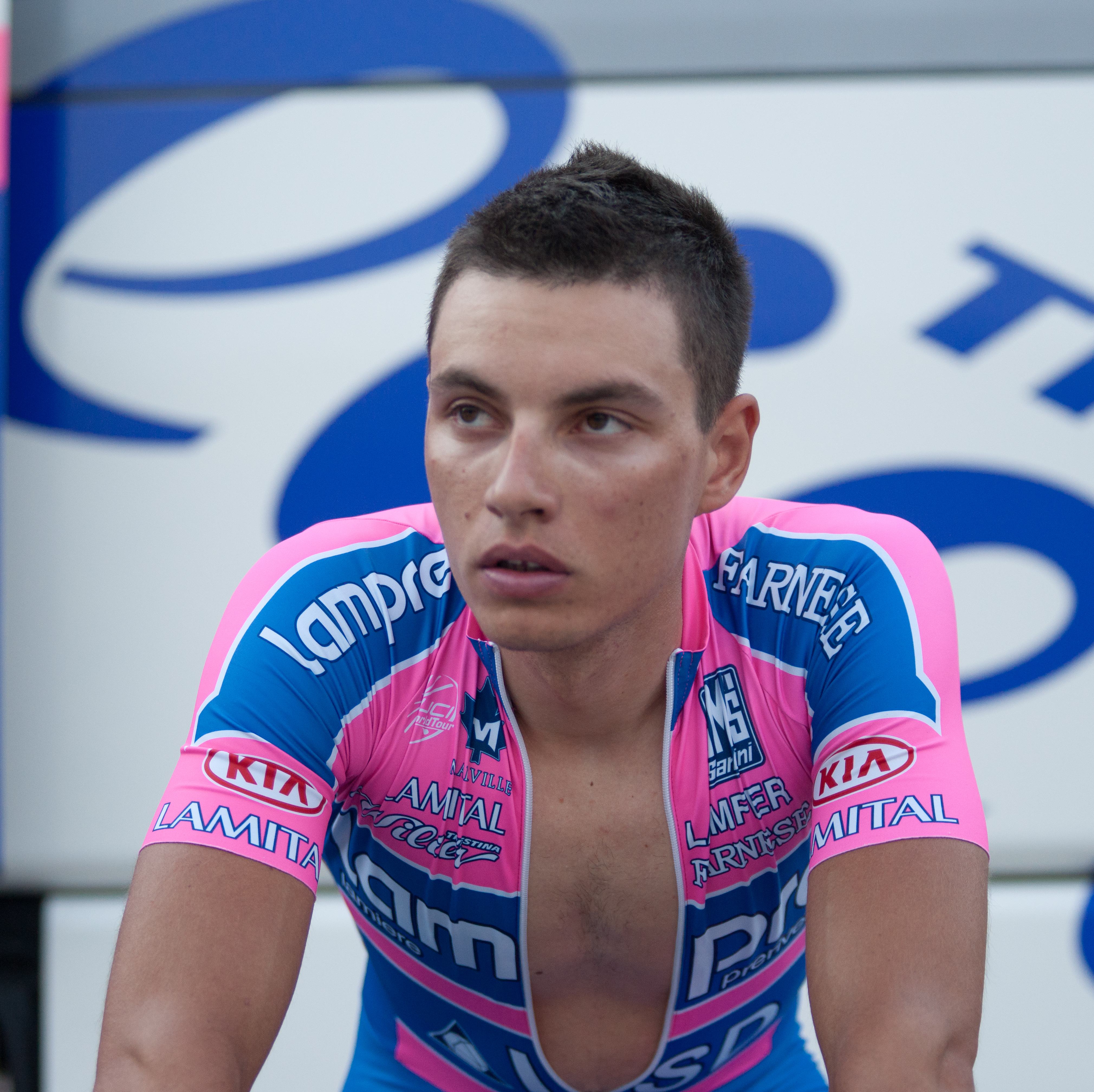
Simon Špilak

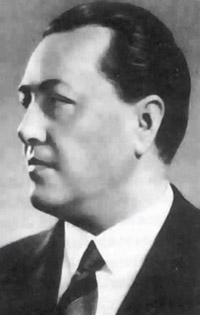
Pataky Kálmán

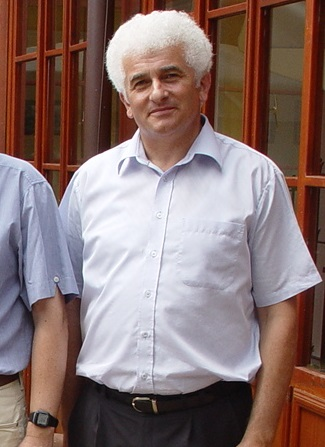
Göncz László

### Szlovénok
- Jaklin Balázs (Muraszombat, 1644 – Bécs, 1695), nyitrai püspök, I. Lipót tanácsadója
- Dravecz József (Belatinc, 1697 – Veszprém, 1779), kanonok, egyházi szerző
- Temlin Ferenc (18. század), az első muravidéki nyelvű könyv szerzője
- Küzmics István (Sűrűház, 1723 – Surd, 1779), bibliafordító
- Küzmics Miklós (Alsócsalogány, 1737 – Felsőszentbenedek, 1804), író
- Ficzkó József (Borháza, 1772 – Peresznye, 1843), horvát nyelvű író
- Kossics József (Bagonya, 1788 – Felsőszölnök, 1867), etnográfus, író, nyelvész
- Kardos János (Újtölgyes, 1801 – Őrihodos, 1873), író, költő, műfordító
- Terplán Sándor (Alsószentbenedek, 1816 – Battyánd, 1858), író, bibliafordító
- Borovnyák József (Alsószentbenedek, 1826 – Vashidegkút, 1909), író, politikus
- Augustich Imre (Murapetróc, 1837 – Budapest, 1879), hírlapíró, író, költő
- Ivanóczy Ferenc (Alsószentbenedek, 1857 – Csendlak, 1913), politikus, író
- Szakovics József (Tiborfa, 1874 – Alsószölnök, 1930), író
- Klekl József (Véghely, 1874 – Muraszombat, 1948), politikai vezető, publicista
- Kühár István (Murabaráti, 1882 – uo. 1915), folklorista
- Szres Mihály Fidéliusz (Murabaráti, 1885 – Kassa, 1959), matematikus, fizikus, teológus
- Pável Ágoston (Vashidegkút, 1886 – Szombathely, 1946), nyelvész, néprajzkutató, fordító, költő
- Jožef Kerec (Kölesvölgy, 1892 – Veržej, 1974), szalézi rendi távol-keleti misszionárius
- Tkálecz Vilmos (Bántornya, 1894 – Budapest, 1950), politikai kalandor
- Štefan Hozjan (Lendvanyíres, 1894 – Chicago, 1949), katonai pilóta
- Bassa József (Belatinc, 1894 – Szombathely, 1916), költő
- Ludvik Vrečič (Szécsényfa, 1900 – Monor, 1945), festőművész
- Kühár János (Muravárhely, 1901 – Felsőszölnök, 1987), lelkész
- Feri Novak (Muraszombat, 1906 – Sračinec, 1959), építész
- Danijel Halas (Cserföld, 1908 – Murarév, 1945), vértanú
- Miško Kranjec (Nagypalina, 1908 – Ljubljana, 1983), író
- Vilko Novak (Belatinc, 1909 – Ljubljana, 2003), szlavista, történész, etnológus, fordító
- Lojze Kozar (Magasfok, 1910 – Adorjánfalva, 1999), lelkész
- Štefan Kovač (Zorkóháza, 1910 – Lendvarózsavölgy, 1941), második világháborús szlovén ellenálló
- Ivan Zelko (Cserföld, 1912 – Špitalič, 1986), történész
- Ivan Škafar (Belatinc, 1912 – Radlje, 1983), irodalomtörténész
- Ferdo Godina (Alsóbeszterce, 1912 – Ljubljana, 1994), író
- Anton Vratuša (Alsócsalogány, 1915 – Ljubljana, 2017), diplomata, publicista
- Jože Kološa (Muraszombat, 1920 – Koper, 1998), fotográfus
- Jožef Smej (Bagonya, 1922 – Lenart, 2020), püspök, teológus, műfordító, történész
- Helena Sočič (Rónafő, 1923 – Ljubljana, 2017), biológus, gyógyszerész
- Miki Muster (Muraszombat, 1925 – Ljubljana, 2018), grafikus, illusztrátor, animátor
- Evgen Titan (Muraszombat, 1929 – uo. 2015), gyeplabdajátékos
- Jože Hradil (Muraszombat, 1934 – Ljubljana, 2015), nyelvész, fordító
- Jože Zadravec (Belatinc, 1935 – Ljubljana, 2002), orvos, medikus
- Branko Šömen (Maribor, 1936 –), újságíró, forgatókönyvíró, szabadkőműves
- Jože Olaj (Korong, 1939 – Battyánfalva, 2008), humorista
- Milan Kučan (Tótkeresztúr, 1941 –), a független Szlovénia első államfője
- Evald Flisar (Görhegy, 1945 –), író, drámaíró, fordító
- Stanislav Kerman (Hársliget, 1950 –), gyeplapdás
- Štefan Smej (Belatinc, 1952 – Muraszombat, 1996), néprajzkutató, filozófus, újságíró
- Vlado Kreslin (Belatinc, 1953 –), énekes, előadóművész
- Štefan Sraka (Muraszombat, 1958 –), jégkorongozó
- Feri Lainšček (Dolány, 1959 –), író, költő, előadóművész
- Oto Luthar (Muraszombat, 1959 –), történész
- Suzana Tratnik (Muraszombat, 1963 –), írónő, leszbikus aktivista
- Štefan Kardoš (Tótkeresztúr, 1966 –), író, költő
- Nataša Matjašec Rošker (Muraszombat, 1967 –), színésznő
- Dani Kavaš (Belatinc, 1979 –), zeneszerző, grafikus, festő
- Mitja Mörec (Muraszombat, 1983 –), labdarúgó
- Danica Lovenjak (Muraszombat, 1985 –), fotómodell, műsorvezető
- Simon Špilak (Csendlak, 1986 –), kerékpáros
- Tomislav Ternar (Muraszombat, 1990 –), teniszező
- Nika Zorjan (Muraszombat, 1992 –), könnyűzenei előadó

### Magyarok
- Hadik Mihály (Kőszeg, 1670 – Alsólendva, 1733), katona, Hadik András édesapja
- Szapáry Géza (Pozsony, 1828 – Budapest, 1898), politikus
- Szapáry Gyula (Pest, 1832 – Abbázia, 1905), miniszterelnök
- Zala György (Alsólendva, 1858 – Budapest, 1937), szobrászművész
- Mikola Sándor (Péterhegy, 1871 – Nagykanizsa, 1945), szlovén nemzetiségű magyar irredentista, propagandista, matematikus, fizikus, középiskolai tanár
- Oslay Ferenc (Filóc, 1883 – Budapest, 1932), szlovén nemzetiségű magyar történész
- Hartner Nándor (Budapest, 1894 – Buenos Aires, 1975), politikus, propagandista
- Pataky Kálmán (Alsólendva, 1896 – Los Angeles, 1964) operaénekes
- Hadrovics László (Alsólendva, 1910 – Solymár, 1997)
- Szomi Pál (Petesháza, 1936 – Muraszombat, 1989), író
- Pozsonec Mária (Hosszúfalu, 1940 – Ljubljana, 2017), politikus, pedagógus
- Szúnyogh Sándor (Alsólakos, 1942 – Alsólendva, 1998), író, költő, műfordító
- Dzsubán Géza (Alsómarác, 1943 –), politikus, képviselő
- Bence Lajos (Göntérháza, 1956 –), költő, író, szerkesztő
- Göncz László (Muraszombat, 1960 –), politikus, történész
- Zágorec-Csuka Judit (Muraszombat, 1967 –), költő, író, műfordító, pedagógus
- Halász Albert (Felsőlakos, 1969 –), publicista, néprajzkutató, irodalmár

## Felhasznált irodalom
- Melik, Anton (1957): Štajerska s Prekmurjem in Mežiško dolino. Ljubljana: Slovenska Matica
- Angyal Endre (1972): A vend kérdés. Dunántúli Tudományos Gyűjtemény 120. Series Historica 69. Különlenyomat a Magyar Tudományos Akadémia Dunántúli Tudományos Intézetének „Komplex földrajzi és történelmi kutatások újabb eredményei a Dunántúlon” c. kötetéből. Budapest.
- Šebjanič, Franc (1979): A pannónia szlovének protestáns mozgalma. Murska Sobota: Pomurska založba
- Mukicsné Kozár Mária (1984): Etnološka topografija slovenskega etničnega ozemlja – 20. stoletje; Slovensko Porabje/A szlovén etnikai terület néprajzi topográfiája – 20. század. Szlovénvidék. Ljubljana-Szombathely
- Sever, Bela (1990): Pomurje A–Ž. Priročnik za popotnika in poslovnega človeka. Murska Sobota: Pomurska založba. ISBN 86-7195-007-7
- Zelko, Ivan (1996): Zgodovina Prekmurja. Murska Sobota: Pomurska založba. ISBN 86-7195-203-7
- Kozar, Marija (1996): Etnološki slovar Slovencev na Madžarskem/A Magyarországi Szlovének néprajzi szótára. Monošter-Szombathely. ISBN 963-7206-62-0
- Kerman, Branko (1997): Zlata doba slovanstva v Spodnji Panoniji. Arheologija zgodnjega srednjega veka v Prekmurju. Stalna Razstava Pomurski Muzej Murska Sobota. ISBN 961-90438-1-2
- Štih, Peter (1997): O vojvodskem stolu in Liburniji ter o metodi in znanstveni korektnosti neke razprave. Zgodovinski časopis 51.
- Smej, Jožef (1998): Mikloš Küzmič med državnim aparatom, cerkveno oblastjo in fevdalno gosposko. Zgodovinski časopis 52. 37-49. o.
- Kozár Mária; Mukics Ferenc (1998): Magyarországi szlovének. Budapest: Országos Szlovén Önkormányzat
- Čabai, Hilda (2000): Slovenska kuhinja ob Rabi/Szlovén konyha a Rába mentén. Szentgotthárd. ISBN 963-039-399-9
- Göncz László (2000): A muravidéki magyarság 1918–1941. Doktori disszertáció. Pécsi Tudományegyetem. Bölcsészettudományi kar. Modernkori történelem tanszék
- Štumpf, Peter (2002): Jožef Klekl st. (1874-1948) kot publicist v prizadevanju za ohranitev katoliške vere v Slovenski krajini (Prekmurju). Doktorska disertacija. Univerza v Ljubljani: Teološka Fakulteta. ISBN 961-211-373-4
- Őrség és a Vendvidék turistakalauz (2003). Budapest: Hegyek Vándorai Turista Egyesület. ISBN 963-212-543-6
- Novak, Vilko (2004): Zgodovina iz spomina/Történelem emlékezetből. Polemika o knjigi Tiborja Zsige Muravidéktől Trianonig/Polémia Zsiga Tibor Muravidéktől Trianonig című könyvéről. Ljubljana. ISBN 961-6500-34-1
- Kovács Attila (2004): Földreform és kolonizáció a Lendva-vidéken a két világháború között. Korall. Társadalomtörténeti folyóirat. 2004. december. 5–29. o.
- Benczik Gyula (2006): Nép- és tájnevek változásai a Muravidéken a 13–19. századig. Vasi honismereti és helytörténeti közlemények
- Trstenjak, Anton (2006): Slovenci na Ogrskem. Narodopisna in književna črtica. Maribor: Obhaja arhivskih virov. ISBN 961-6507-09-5
- Göncz László (2006): Felszabadulás vagy megszállás? A Mura mente 1941 – 1945. Lendva: Magyar Nemzetiségi Művelődési Intézet ISBN 961-6232-33-9
- Források a Muravidék történetéhez/Viri za zgodovino Prekmurja 1. (2008). Szombathely-Zalaegerszeg. ISBN 978-963-7227-19-6
- Források a Muravidék történetéhez/Viri za zgodovino Prekmurja 2. (2008). Szombathely-Zalaegerszeg. ISBN 978-963-7227-19-6
- Koletnik, Mihaela (2008): Panonsko lončarsko in kmetijsko izrazje ter druge dialektološke razprave. Maribor: Mednarodna založba Oddelka za slovanske jezike in književnosti, Filozofska fakulteta. (Mednarodna knjižna zbirka Zora, 60). ISBN 978-961-6656-28-3
- Snoj, Marko (2009): Etimološki slovar slovenskih zemljepisnih imen. Ljubljana: Modrijan&Založba ZRC. ISBN 978-961-241-360-6
- Sobočan, Janja (2010): Ljudska glasbena zapuščina Prekmurja. Diplomamunka. Maribor: Univerza v Mariboru – Pedagoška fakulteta
- Pavel, Avgust (2013): Prekmurska slovenska slovnica. Maribor: Mednarodna založba Oddelka za slovanske jezike in književnosti, Filozofska fakulteta. (Mednarodna knjižna zbirka Zora, 100). ISBN 978-961-6656-94-8
- Dudás Előd (2014): A muravidéki szlovén irodalmi nyelv magyar jövevényszavai. Doktori disszertáció. Budapest: Eötvös Lóránd Tudományegyetem. Bölcsészettudományi Kar
- Dončec, Akoš (2016): Neverjetna usoda medžimurskega jezika. Arhivi, glasilo arhivskega društva Slovenije. Št. 1. 57-59. o.
- Zadravec, Bojan (2018): Taranj. Stopinje 2018. Letnik XLVII. 169-171. o.
- Roudi, Bernarda (2018): Sto let od priključitve Prekmurja k matičnemu narodu. Zgodovina. Št. 2. L. 26. 23-32. o.
- Dular, Tea; Ratkajec, Filip (2020): Maistrovih (skoraj) deset mesecev v Celju. Delovanje Rudolfa Maistra v Celju. Raziskovalna naloga. I. Gimnazija v Celju.
- Dončec, Akoš (2021): Samostalnik v prekmurskem prevodu Malega princa. Magistrsko delo. Univerza v Mariboru. Filozofska Fakulteta
- Hozjan, Andrej (2021): Pregled zgodovine Prekmurja. Preteklost Prekmurja od prazgodovine do konca 20. stoletja. Murska Sobota.
- Lipušček, Uroš (2020): Ameriška diplomacija in vprašanje Prekmurja na mirovni konferenci v Parizu 1919. »Mi vsi živeti ščemo.« Prekmurje 1919: okoliščine, dogajanje, posledice. Zbornik prispevkov mednarodnega in interdisciplinarnega posveta na Slovenski Akademiji znanosti in umetnosti. Ljubljana 29.-30. maj 2019. Ljubljana 2020. ISBN 978-961-268-072-5